# 軽井沢

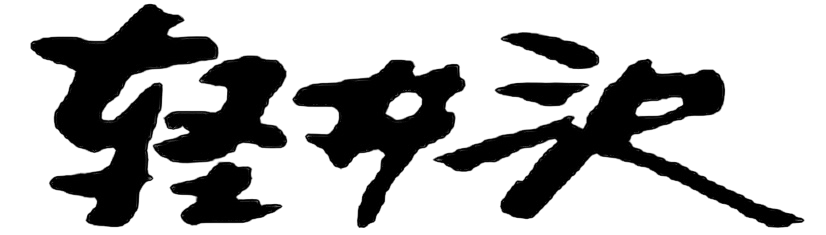
軽井沢町が使用している公式ロゴ

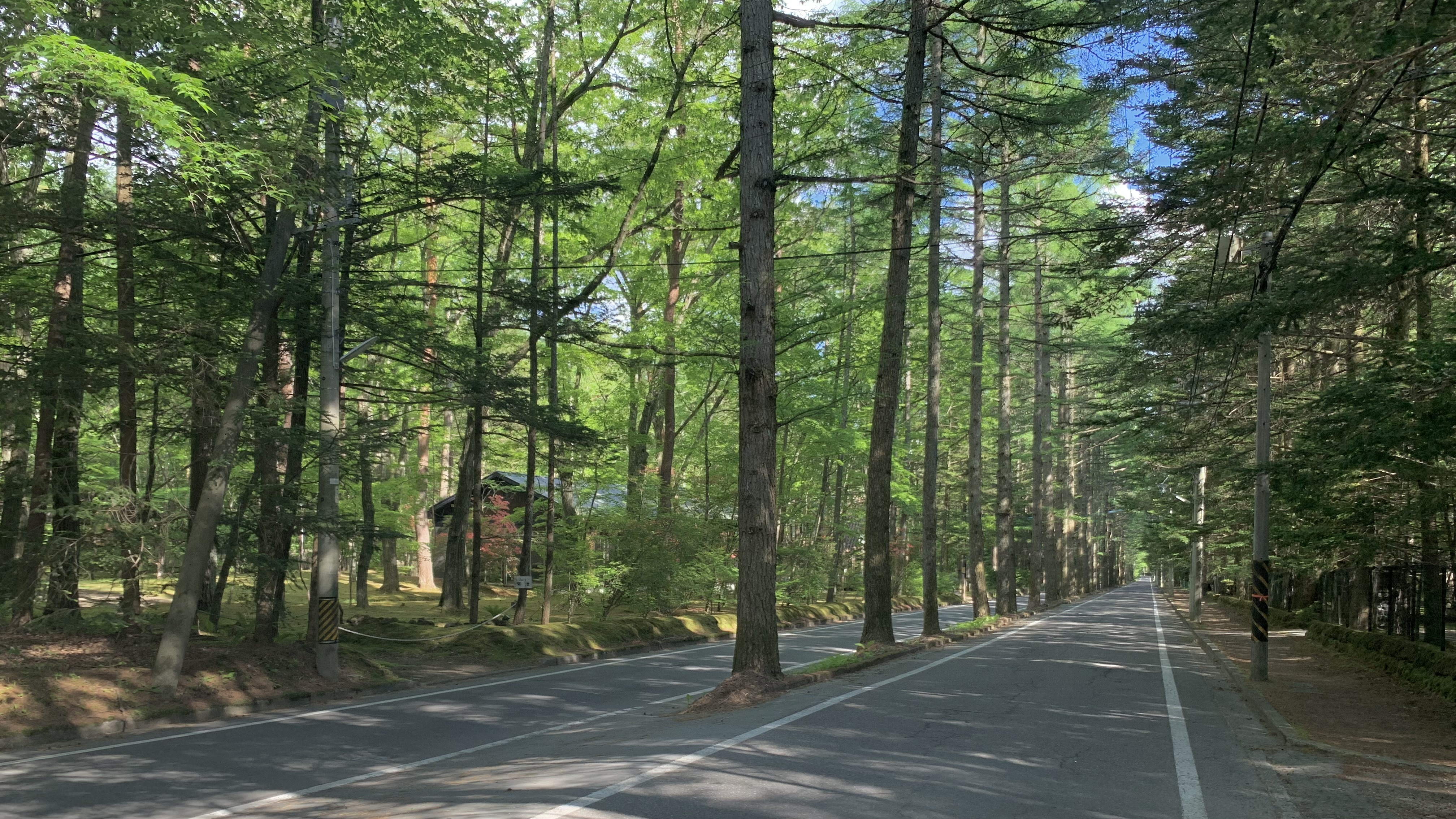
『新・日本街路樹100景』に選出された旧軽井沢のカラマツ並木、三笠通り

軽井沢（かるいざわ）は、長野県東信地方の佐久地域を中心に見られる地名である。避暑地・別荘地としてブランド化された地名であり、狭義には長野県北佐久郡軽井沢町の旧軽井沢地区（ウィキ座標、旧軽井沢メインストリートも参照）あるいは軽井沢町全体を指し、広義には隣接する御代田町（西軽井沢）、群馬県吾妻郡長野原町/嬬恋村（北軽井沢/奥軽井沢）・安中市（東軽井沢）といった周辺部を含む。

## 語源
軽井沢という地名は、長野県内においては北佐久郡軽井沢町のほか上田市真田町大字傍陽字入軽井沢、長野市信更町大字田沢字軽井沢の例があり、長野県外では青森県八戸市松館、秋田県大館市、秋田県由利本荘市、山形県上山市、新潟県長岡市、千葉県鎌ケ谷市、神奈川県横浜市西区（北軽井沢・南軽井沢）、静岡県田方郡函南町、奈良県生駒市など各地に存在する。
語源については諸説あり判然としないが、古語・方言で荷物を背負って運ぶことを「かるう」と言うことから、峠に続く谷間のことを呼んだという説や、"枯井沢"（水の枯れた沢）から転じたという説、"凍り冷わ"（こおりさわ）から転じたという説、"軽石沢"（軽石によってできた沢）から転じたという説（#地理で詳述）などがある。
従来の読み方は「かるいさわ」であり、アクセントも平坦型である。しかし明治以降避暑地として広く知られるようになり、外国人の往来が盛んになったことで、彼らにとって発音しやすい「かるいざわ」が読み方として定着、それに伴いアクセントも起伏式（中高型）になったと考えられている。現在でも土着民の間では「かるいさわ」と読まれることがある。

## 地理
元々浅間山一帯は火山活動の活発な地域であった。1200万年ほど前には現在の碓氷峠付近は海中にあったが、700万 - 200万年前に碓氷川上流地域で火山活動があり、110万 - 65万年前の溶岩噴出によって碓氷峠付近は平地となった。そして30万 - 20万年前には霧積川によって東部で侵食があり、急な崖が形成された。東部が激しく侵食された結果、群馬県側が急峻な勾配となり、軽井沢町側はなだらかな勾配となった。
また2万4300年前には黒斑山が山体崩壊を起こし、その泥流の一部が湯川を堰き止め、南軽井沢一帯に湖を形成した。そして約2万年前に溶岩ドームの上昇（現在の離山の形成）によって大量の火砕流が発生すると、その火山砕屑物は湖一帯を覆い尽くし、それによって高度1000m付近にありながらも平坦な地形が形成された。この経緯から地域一帯の土壌は軽石で構成されており、そこからこの地を「軽石沢」と呼びはじめ、「軽井沢」に転じたという説がある。そのほか数々の噴火、地形変動によって四方八方に丘陵や山が発生し、各所に「沢（谷）」を呈する起伏豊かな地形が形成されていった。

## 歴史

### 有史以前
人類の痕跡としては、縄文時代より集落の形成があったのではないかとの推定がなされており、縄文から弥生、古墳時代までを含む遺跡が町内の至る所で発見されている。町の南西に位置する「茂沢南石堂遺跡」ではストーンサークルや竪穴建物、土器類など、縄文中期 - 後期のものと思われる遺跡が数多く発見されている。柱を残したまま建物を廃棄していることや、発見された土器類が北関東との交流を物語っていることから、しばらくこの地に住んでは去ってゆく、その繰り返しが軽井沢と北関東の間で行われていたのではないかとの見方がある。群馬県との県境に位置する熊野皇大神社の歴史はこの時代まで遡ることができ、社伝や古事記、日本書紀によれば、その創建は110年（景行天皇40年）とされる。

### 交通の要所
古代は馬の放牧地として利用され、平安初期には現在の中軽井沢に官牧として「長倉の牧」が設置された。それは軽井沢高原一帯を占める広大な官牧であったと考えられている。また軽井沢は浅間山の南麓に位置することから、関東地方と信濃を結ぶ交通の要地となり、古代では東山道が軽井沢を通っていたと考えられている。そのルートには諸説あるが、祭祀遺跡の発見により入山峠が有力とされており、道はそこから西に向かって抜けていったと思われる（現在の碓氷バイパスに近い）。
その後時代を経てもこの地が交通の要地であったことに変わりはなく、1423年（応永30年）の国人一揆や1440年（永享12年）の結城合戦では、碓氷峠は信州からの侵攻を防ぐ要衝となっていた。また1561年（永禄4年）の小田原城の戦いでは、援軍として参加した武田信玄が碓氷峠からの進出を数回に亘って行なったほか、戦国末期の小田原征伐の際には、真田昌幸、真田信繁（幸村）、前田利家、上杉景勝らおよそ3万5000の軍勢が松井田城攻略のための陣地として軽井沢を利用し、一行は1590年（天正18年）3月、碓氷峠を超え上野国に侵攻した。

### 中山道の宿場町

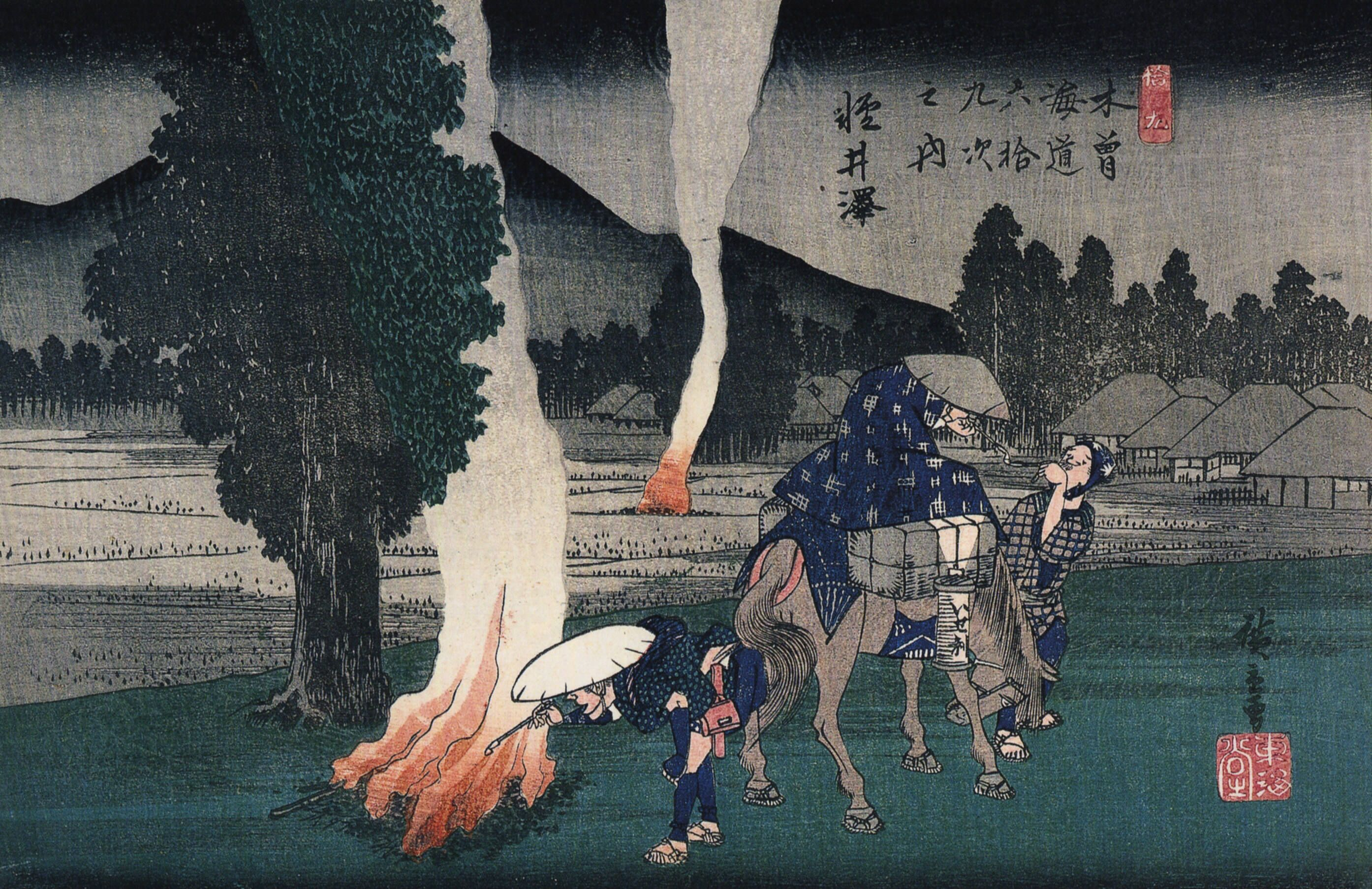
歌川広重「木曽街道六十九次 軽井澤」（天保頃）

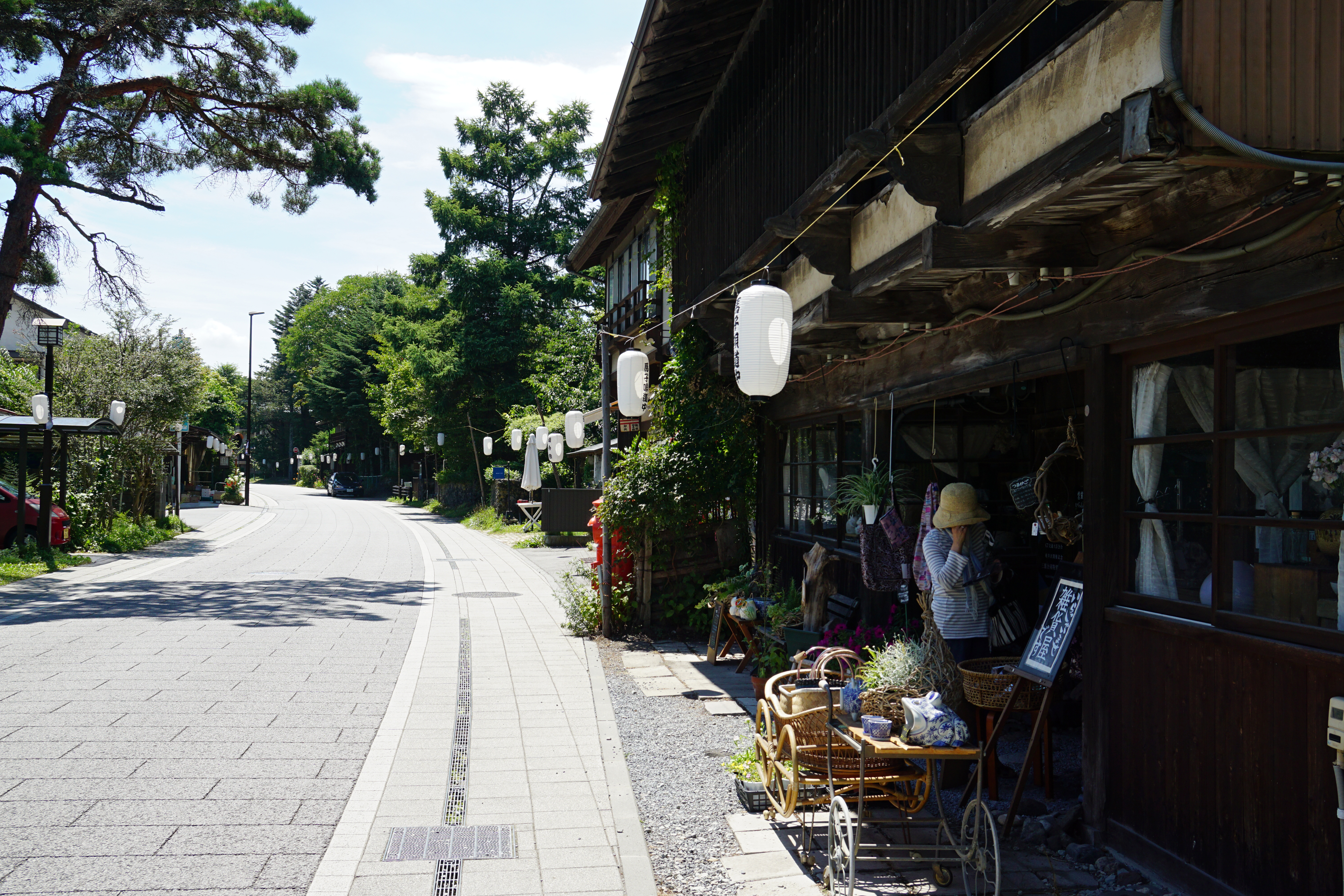
宿場町（追分宿）の面影を残す軽井沢町追分の街並み

江戸時代には、五街道のひとつ中山道が通る宿場町であり、中山道の難所のひとつとして知られる碓氷峠の西側の宿場町として栄えていた（碓氷峠は、江戸よりの隣の宿場町、坂本宿との間）。軽井沢付近には軽井沢宿（旧軽井沢）のほか、沓掛宿（中軽井沢）・追分宿（信濃追分）が置かれていた（この3宿をまとめて「浅間三宿」という）。その賑わいは相当なもので、これらの宿場には合わせて数百の宿があり、宿主や宿員のほか飯盛女も数多くいたという。軽井沢宿の北端に位置する「二手橋（にてばし）」は、旅人と飯盛女が別れを惜しみ二手に分かれる場所であったことから、その名が付けられたと伝えられている。
また、この地域は浅間山を望む景勝地としても有名であった。1878年（明治11年）に明治天皇が北陸・東海を巡幸した際には、熊野皇大神社近くにある「碓氷川水源」が御膳水として使用された。あるいは現在の「ホテル鹿島の森」敷地内にある湧水は、地元では古くから「お水端」と呼ばれ親しまれていたほか、諸大名や宮家などの御膳に用いられたことから「御膳水」とも名付けられている。その後軽井沢宿・沓掛宿は洪水や火災に遭った上、大規模開発もあり、宿場町時代の街並みは失われている。史料もほとんど伝わっていない。中山道と北国街道の分岐点であった追分宿は、宿場町の面影のある街並みや史料が残っており、往時の様子を知ることができる。
- 中山道 江戸… 坂本宿 - （旧）碓氷峠 -（峠町）- 軽井沢宿 - 沓掛宿 - 追分宿 - 小田井宿 …京
- 北国街道 追分宿（中山道より分岐） - 小諸宿…直江津（北陸道に合流）

### 外国人避暑地と別荘の起源
江戸幕府が倒れ明治時代に入ると交通事情が変化し、参勤交代もなくなったため、全国の宿場町は没落していった。軽井沢においては雨宮敬次郎が開墾事業を計画するなどしたが、地域は衰退していった。

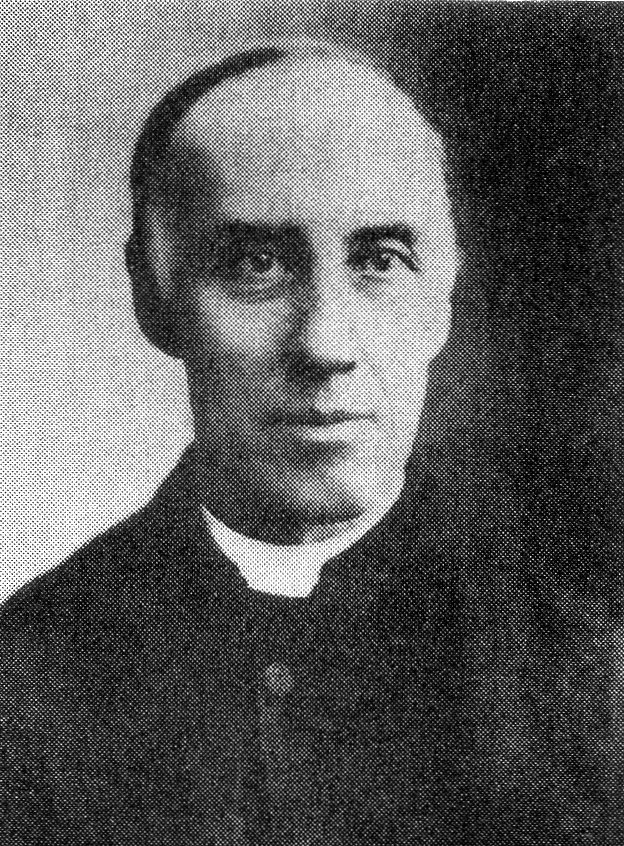
アレクサンダー・クロフト・ショー

1884年（明治17年）には（新）碓氷峠を越える碓氷新道（現在の国道18号）が開通。軽井沢宿は新道のルートからも外れ、宿場町としての機能を失った。しかしその後、1885年（明治18年）夏にカナダ人の聖公会宣教師アレクサンダー・クロフト・ショーが、友人の東京大学英語講師ジェームズ・メイン・ディクソンと酷暑の東京を逃れ、たまたま軽井沢を訪問。高林薫平の居宅を借り受けて7月から8月まで滞在した。ショーは軽井沢の冷涼な気候や風土が故郷のトロントと似ていると感じ、「屋根のない病院」と呼んだ。軽井沢が「保健休養地」を称する所以である。ショーはディクソン夫妻を伴い翌年夏軽井沢を再訪した。
なお、ショーとディクソン以前にも軽井沢を訪れる外国人は存在していた。1875年10月、内務省量地課は測量師長コリン・マクヴェインの指揮の下、中山道をたどり浅間山までの基線測量調査を実施し、この調査隊は軽井沢と追分に滞在した。1883年（明治16年）にはドイツ人の医師で大学講師であったドクトル・ジッセ・ラトゲンが各地を旅行しての途中、軽井沢に立ち寄り、三度屋（佐藤又八）に宿をとって1ヶ月間避暑した記録がある。また1881年（明治14年）には、イギリスの外交官アーネスト・サトウが軽井沢を訪れ、ガイドブックに当地を魅力的な地として紹介している（ショーとディクソンはこのガイドブックに導かれて軽井沢を訪れたとする説が濃厚である）。
1888年（明治21年）に日本に滞在していたカナダ人の宣教師ショーは「つるや」（現在のつるや旅館）の主人の佐藤仲右衛門の斡旋によって旧軽井沢の大塚山に軽井沢初の別荘を建設した。保養地・避暑地としての軽井沢の歴史を切り開いた。別荘第1号は、民家を移転し、改造したものであった。その後この別荘は日本基督教団軽井沢教会の敷地内に移築保存されていたが、1986年（昭和61年）に再び移築復元され、ショーハウス記念館としてショー記念礼拝堂の裏に現存する。

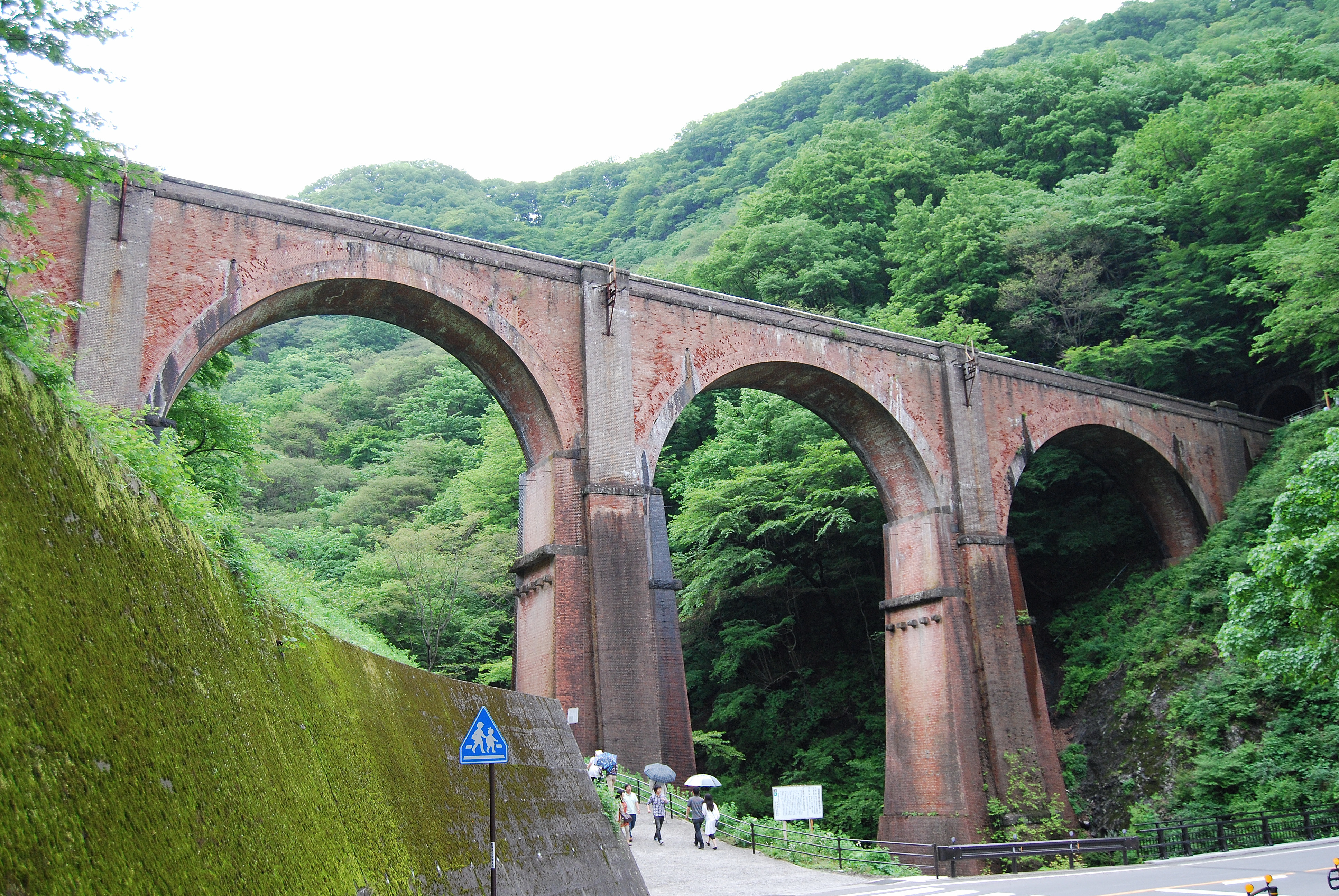
群馬県安中市にある、アプト式時代に横川駅 - 軽井沢駅を繋いでいた鉄道橋『碓氷第三橋梁』（通称「めがね橋」。1893年竣工）

1886年には、氷職人の泉喜太郎が天然氷の製造を開始した。現在でもその製造は『渡辺商会』によって継続されており、天然氷製造元全国6ヶ所のうちの一つとなっている。 なお1948年（昭和23年）には、この製氷の業績を記念して、碓氷川水源近くに「水神の碑」が建立された（揮毫は尾崎行雄）。また1888年（明治21年）9月には碓氷馬車鉄道が官設鉄道横川駅から軽井沢駅間に開通。同年12月には官設鉄道信越本線が長野方の上田駅から軽井沢駅まで延伸された。軽井沢に鉄道が到達し、碓氷新道（国道18号）近くに軽井沢駅が開業した。
更に1893年（明治26年）には馬車鉄道に代わり、アプト式ラックレールを採用して急勾配の碓氷峠を越える官設鉄道碓氷線が開通し、東京方の上野駅と直結した。以後軽井沢駅が地域の玄関口として機能するようになり、駅前に商店が増えた。新道や鉄道が通じている軽井沢駅周辺が地域の新たな交通の中心となり、次第にこれを「新軽井沢」と呼ぶようになった。これに対し軽井沢宿の旧道界隈を「旧軽井沢」と呼ぶようになり、今に至っている。
江戸時代後期に開業するも宿場の衰退により休業していた旧軽井沢の旅籠「亀屋旅館」の主人佐藤万平（初代）は、ディクソン夫妻から洋食や外国人の生活習慣を習得し、1894年（明治27年）、軽井沢で最初の洋式ホテル「亀屋ホテル」（後の万平ホテル）を創業した。その後、1899年（明治32年）には「軽井沢ホテル」、1906年（明治39年）には「三笠ホテル」も開業して宣教師・知識人・文化人の間で人気を博し、日本三大外国人避暑地の1つに数えられるようになった。
1900年代に入ると貸別荘やホテルなども増え始めた。かつての宿場町の通りは、旧軽井沢メインストリートと名を変え、外国人向けの商店や夏季出店店舗が軒を連ねはじめた。ショーが宣教師であったことから、他の外国人避暑地に比べ宣教師が多く訪れ、キリスト教の色合いが濃い保養地となった。当時設立されたキリスト教会が現在も活動しており、米国人建築家ウィリアム・メレル・ヴォーリズが設計した軽井沢ユニオンチャーチ（1918年（大正7年）に建築された教会）、日本基督教団軽井沢教会（1929年（昭和4年）に建築された教会）など外国人ゆかりの教会建築が軽井沢の各地に現存している。ヴォーリズも夫妻でたびたび軽井沢を訪れており、教会以外にも軽井沢会テニスコートクラブハウスや医院など幾多の建物を手掛けた。ヴォーリズの手になる別荘も数棟残っており、現在も使用されている。

### 日本人の参入
鉄道が開業する以前の軽井沢には日本人の別荘はなく、碓氷峠を挟んだ東側の霧積温泉が日本人向けの避暑地として開かれていた。霧積温泉に療養に来ていた海軍大佐八田裕二郎（後に衆議院議員）が峠を越えて軽井沢を訪れ、高原の気候や外国人と交流できるこの地を気に入り、土地を購入。その後1893年（明治26年）に旧軽井沢に別荘を建設した。この「八田別荘」が軽井沢初の日本人所有の別荘であった。
その後八田は日本人に避暑や転地療養先として軽井沢を紹介し、別荘を建てることを勧めた。1916年（大正5年）のダニエル・ノルマンや島田三郎等による「財団法人軽井沢避暑団」の設立（1942年（昭和17年）、「軽井沢避暑団」と「軽井沢集会堂」が合併し「財団法人軽井沢会」となる）に加わり世話役を務めるなど、終生避暑地軽井沢の発展に関わる活動を展開した。軽井沢避暑団はサナトリウム（避暑団診療所。のちマンロー病院）を開設し、結核患者の転地療養を支援した。ヴォーリズが手掛けたサナトリウムの建物は既に残っていないが、「八田別荘」は建築当時の場所に現存している。
こうして軽井沢は箱根や大磯に続き新興の別荘地として成立し、その起源から西洋風且つキリスト教の色彩が強い独特の雰囲気を持つ避暑地となっていった。政治家・財閥・華族等のエスタブリッシュメントや学者・文化人など西洋文化の洗礼を受けた日本人の間で軽井沢は「日本の中の西洋」と目された。彼らが外国人を真似て西洋風の避暑や別荘レジャーを楽しむ地となり、ショーや他の宣教師達、あるいは八田が建てたような簡素な住宅ではなく、瀟洒な洋館を建てる者も現れた。時代の変遷によりそのような洋館の多くは無くなったが、旧徳川圀順（水戸徳川家）軽井沢別荘（後に田中角榮家別荘となる。公益財団法人田中角榮記念館所有。非公開）など数棟が現存している。
1923年（大正12年）には室生犀星がまだ学生だった堀辰雄を伴って軽井沢を訪問している。日本三大外国人避暑地のうち他の2地域とは異なり、旧軽井沢は日本人にも開放されていた。旧軽井沢は宿場町であり、日本人の往来は元々あったが、第一次世界大戦による大戦景気以降はついに外国人避暑客より日本人避暑客の方が多くなり、大手資本による周辺地域の大規模開発、一般向けのレジャー用の贅沢品の一種としての別荘販売に結びついていった。

### 大規模開発の起こり

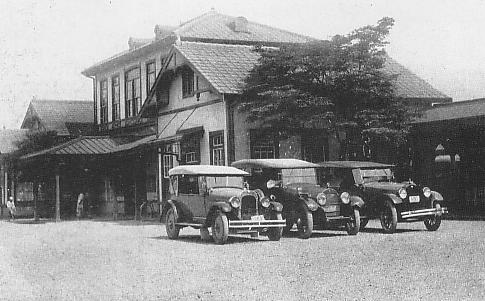
大正期の軽井沢駅

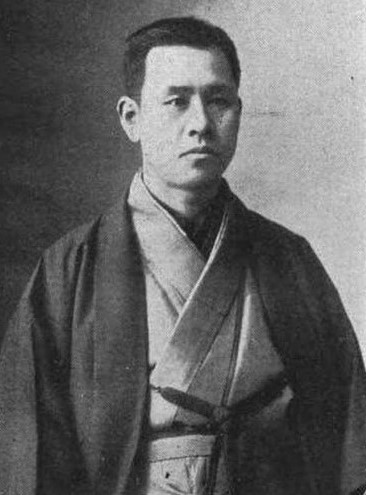
野沢源次郎

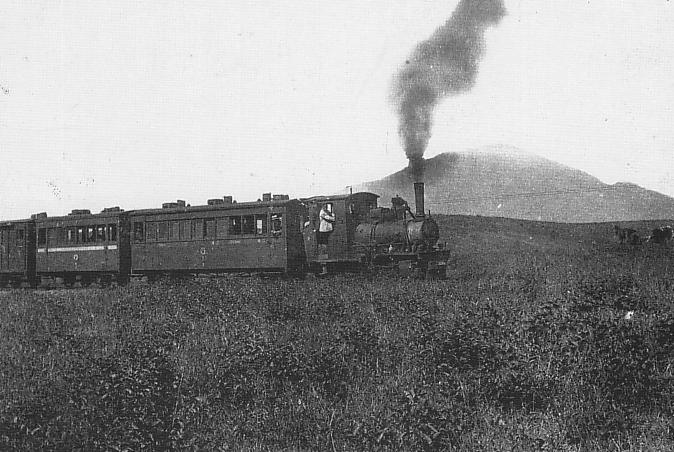
草軽電気鉄道

1909年（明治42年）、草軽電気鉄道の前身となる「草津興業」が発足。同社はスイスの登山電車のように高原や温泉へ避暑客・湯治客を運ぶとともに、貨物輸送を行って地域の発展を図ろうとする趣旨から創立された。1913年（大正2年）に軽井沢駅に隣接する新軽井沢駅から旧軽井沢駅（開業時は旧道駅）までの区間と北軽井沢駅（開業時は地蔵川駅）を経由して草津温泉駅に至る軽便鉄道の敷設に着手し、1915年（大正4年）には小瀬温泉まで、1918年（大正7年）には北軽井沢まで開業。1926年（大正15年）には草津温泉まで55.5kmに及ぶ高原鉄道が全線開通した。路線の延伸と並行して沿線地域が次々と開拓されていった。
1912年（大正元年）に半田善四郎が土地分譲・別荘分譲を開始。1916年（大正5年）には貿易商野澤組の野澤源次郎が軽井沢にて転地療養したことをきっかけに別荘地開発に乗り出し、旧軽井沢の旧中山道沿いに約200万坪の土地を取得。ホテル鹿島ノ森の敷地内の湧水「御膳水」を源とする小川（雲場川）をせき止め人造湖「雲場池」を造成、「健康保養地」と称して上流層に向けて別荘の分譲を行った。雲場池の周りにはホテル・ゴルフ場・市場・遊歩道・並木道等が整備された。この一帯は「野沢原」と呼ばれるようになり現在に至っている。同じく1916年には、野沢の親類で名古屋の実業家である近藤友右衛門も、旧軽井沢から碓氷峠にかけての約22万坪の土地を買収し、碓氷峠遊覧歩道を含めた見晴台一帯を開発整備、また別荘地の分譲を始めた。なお近藤は、晩年の1938年には旧軽井沢メインストリート沿いに夏季出店を支援する「近藤長屋」を建設、日本人向け夏季出店の礎を築いている。
1918年（大正7年）には、堤康次郎による西武資本（1920年（大正9年）、箱根土地株式会社設立）が、大字長倉沓掛区有地坂下ほか公有林・原野60万坪を3万6千円（1坪5銭）で買収。傘下に株式会社千ヶ滝遊園地を設立し、開発に参入。沓掛宿周辺を「中軽井沢」と称して旧宿場町北側の千ヶ滝を整備、大規模な別荘地の販売や鉱泉の掘削、「観翠楼」（1921年）「千ヶ滝グリーンホテル」（1923年）といった大規模宿泊施設の営業を開始した。箱根土地が当初手掛けた物件は山荘というより簡易で手狭な山小屋程度の物であったが、都市部の富裕層を中心に人気を呼び、朝香宮鳩彦王（1928年竣工。のちの千ヶ滝プリンスホテル）ら上流階級も中軽井沢に別荘を建て始め、旧軽井沢と同様に避暑地としての賑わいを見せるようになった。
箱根土地は軽井沢町内から嬬恋村への道路整備に着手し、1928年（昭和3年）にバス路線（「高原バス」。1958年（昭和33年）、西武バスに吸収され西武高原バスとなる）を開設、1933年（昭和8年）には有料道路鬼押ハイウェーを開通させた（後述）。更に信越本線沓掛駅（後に中軽井沢駅と改称）から千ヶ滝を経由し、北軽井沢・鬼押し出し・万座温泉・草津温泉方面への高原鉄道の敷設や温泉の引湯なども計画したが、これらは実現に至らず終わっている。
1921年（大正10年）、軽井沢の別荘は500戸を越す規模に成長しつつあった。この年、箱根土地は、大字発地の原野や湿地86万坪を買収。これを「南軽井沢」と称して別荘地・ホテルの他競馬場・飛行場（いずれも後にゴルフ場となる）などを建設し、開発の手を広げていった。南軽井沢は平坦な土地であったが湿地の改良整備が難航し、開発は遅れた。しかし戦後にはゴルフ場の開業に至っている。一方東急資本も戦前から軽井沢の開発に参入し、1945年（昭和20年）には草軽電気鉄道を傘下に収めた。戦後の復興を背景に西武資本と東急資本による軽井沢を舞台としたリゾート開発競争が激化していくことになった。
大正時代には箱根土地や東急・野澤組・三井・鹿島建設など大手資本は、単に別荘を建てて売るのみならず、レジャー施設建設など総合的な大規模開発を手掛け始めたが、こうした業者の手が入って別荘地となった山林や原野の周囲にも、かつては元々の住民がおり、別荘地の中にも不動産登記上は未だに小字が残る通り、農家があり耕作地もあった。しかし元々耕作には適さない不毛の荒地ばかりで、湿気や厳しい寒さなど、農業を生業として日々暮らしていくには気象条件も悪かった。宿場町も機能を失って旧来の商業は衰退していたことから、東京の業者が乗り込んできて開発の話が出ると、地元住民は一斉に家や土地を手放し、補償金を手に軽井沢を離れて行った。千ヶ滝は集落全体で箱根土地の買収に同意し、旧住民全員が転出している。
代わって別荘利用者相手に商売をする人々や、別荘地の諸施設・ホテル等に勤務する人々などが転入し、新たな地元住民となった。新住民流入により軽井沢の人口は増加し、1923年（大正12年）8月1日、北佐久郡東長倉村が町に昇格。避暑地軽井沢が広く世に知られるようになったことから、町制施行に際し「東長倉」の呼称を廃し、軽井沢町となった。
それまで個人に林間の土地や物件を販売し、買い手が自分で別荘を建て、また管理することが基本であった別荘地分譲においても、大手資本が開発に参入し広大な土地を押さえるようになると、分譲後も管理事務所や管理請負会社を運営して別荘の建物からライフライン・道路（私道）・別荘分譲地全体の環境などの維持を行い、その他別荘利用者にサービスを提供する「管理別荘地」が増えて行った。また昭和初期以降には「南原会」「追分文化村」「上ノ原文士村」など自然を残し商業施設やレジャー施設などを設けない別荘地も生まれ、学者や文化人らが集まった。このような別荘地は戦後も独自の取り決めなどを設けて鄙びた雰囲気を維持し、未舗装道路もそのまま残している。一方で1931年には、1919年の「旧軽井沢ゴルフクラブ」を拡張するような形で、成沢地区に「軽井沢ゴルフ倶楽部」が完成、それと同時にゴルフ場に隣接する（南原にも隣接する）土地に新たな別荘地「南ヶ丘」が造成され、旧軽井沢に次ぐ高級別荘地として人気を博していった。

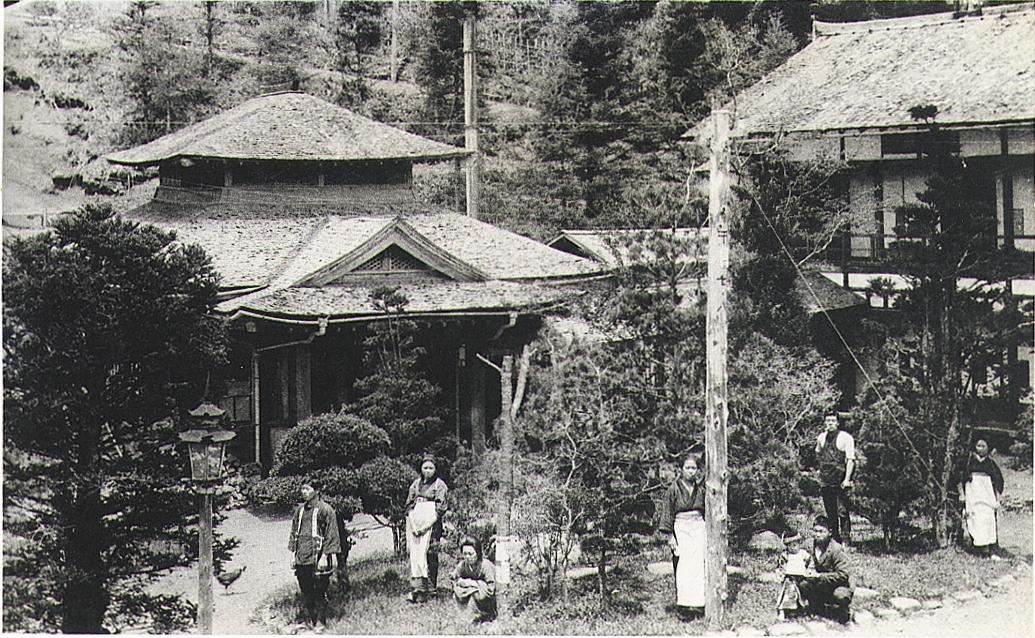
大正期の『星野温泉旅館』

在京資本以外では、中軽井沢で温泉を掘削し1914年（大正3年）に温泉旅館「明星館」（その後、星野温泉ホテルを経て星のや軽井沢となる）を創業し、別荘地開発も手掛けた星野嘉助による星野遊学堂（その後、軽井沢高原教会となる。1921年（大正10年）創立）を中心とした文化活動や、中西悟堂と星野によるエコツーリズム「ピッキオ」の活動も戦後の軽井沢のリゾート地としての発展の基礎を築いた。中西は1934年(昭和9年)、日本野鳥の会を創立し初代会長となった。1951年（昭和26年）には浅間鳥獣保護区が国の指定となり、1974年(昭和49年)には星野温泉に「国設軽井沢野鳥の森」が開かれた。星野温泉は戦後株式会社化され、1995年（平成7年）、エコツーリズムの理念を受け継ぐリゾート運営会社星野リゾートとなった。国内外に事業を展開し、大手資本の一角を形成するに至っている。
第二次世界大戦中の1944年（昭和19年）末以降に本土への空襲が増加した後は、中立国や同盟国の大使館の多くは、軽井沢や箱根などの別荘地にあるホテルへ疎開して活動した。特に、これらの中立国と枢軸国の約300人の駐日外交官と2000人以上の一般外国人の疎開地となった軽井沢では、三笠ホテルに外務省軽井沢出張所が設置され、1944年8月には民間の貸別荘だった深山荘にスイスの公使館が置かれる事となった。（→#戦時下の軽井沢）

### 戦後の発展と別荘ブーム
戦後の1951年（昭和26年）、一連の特別都市計画法の一つである「軽井沢国際親善文化観光都市建設法」により軽井沢町は別府・熱海・伊東・奈良・京都・松江・芦屋・松山と共に国際観光文化都市に指定され、国の支援も受け軽井沢のリゾート開発は引き続き進展した。1953年（昭和28年）には、朝鮮戦争の影響から浅間山西麓に米軍基地設置計画が持ち上がった。米軍当局から町に強硬な要求がなされたが、町民や有識者らによる断固とした反対運動によって結果的に取り止めとなり、町側の勝利となった。これを機に同年8月には、有識者たちが軽井沢の文化を守るべく「軽井沢文化協会」を設立した（協会の命名は三笠宮であり、会長には加藤与五郎が就任した）。
1955年（昭和30年）には、御代田町の「軽井沢農場」に「軽井沢蒸溜所」が造設され、ウイスキーの生産が開始される。一大産地スコットランドに似た冷涼な気候によって生み出された銘柄「軽井沢」は、2000年（平成12年）に製造を中止したこともあり現在では”幻のウイスキー”と呼ばれ、2015年（平成27年）には”世界一価値の高いウイスキー銘柄”となった。1956年（昭和31年）には西武資本により「軽井沢スケートセンター」（2009年（平成21年）3月31日閉鎖）と「南軽井沢ゴルフ場」（1971年（昭和46年）に軽井沢72ゴルフの一部となる）が開業。
1961年（昭和36年）からは国土計画興業株式会社（1944年（昭和19年）、箱根土地が社号変更）が南軽井沢の更に南に広大な土地を取得。高度経済成長期以降の国民の余暇を課題とする国策を背景として、リゾート開発構想を立案した。軽井沢湖（南軽井沢湖）と称する人造湖（1963年（昭和38年）造成。1974年（昭和49年）からレマン湖と称する）を中心とした大規模別荘地「レイクニュータウン」の造成を1964年（昭和39年）から開始。レマン湖には島を設け、湖畔にホテルや夏期のみ季節営業を行う商業施設、西洋風庭園を整備するなど大掛かりな工事を行った。
国土計画は三越百貨店と提携し、三越店舗でレイクニュータウン別荘地を分譲販売した。旧軽井沢や千ヶ滝に比べ割安（とは言え十分贅沢品の価格）であったこともあり、高度経済成長と相まって、生活に余裕が出たサラリーマンなど中間層を中心に飛ぶように売れ、別荘ブームが起こった。岡田茂が社長に就任した三越は1974年（昭和49年）、レマン湖畔に季節営業の支店「三越ファッション館」を開業し、軽井沢の地に進出するに至った。フランスの古城・シュヴェルニー城を模したという従来の三越店舗には例のない建物で、その豪壮な外観は投資額の大きさを象徴するものであった（建物は店舗撤退後解体され現存せず）。1970年代には夏のレマン湖畔はペンションブームで活況を呈していた旧軽井沢メインストリート（旧軽井沢銀座）と肩を並べるほどに大勢の人出で賑わった。
1972年（昭和47年）2月のあさま山荘事件の舞台となった河合楽器健康保険組合「軽井沢保養所浅間山荘」もレイクニュータウンにあった（事件後建物は大幅に改装され現存。犯人グループは妙義山から佐久市方面に逃亡しようとしていたが、道に迷った挙句、オフシーズンで店舗は営業しておらず客も全くいないレイクニュータウンに偶然出てしまった。当時のレイクニュータウンはちょうど開発されたばかりで、犯人グループが所持していた地図には載っておらず、自分達が今いる場所が軽井沢であるとは当初分からなかったという。事件後の1973年（昭和48年）、レイクニュータウン北側のニュータウン区入口に「浅間山荘事件記念碑（治安の礎）」が建立され、あさま山荘事件十周年記念樹が植えられている）。
千ヶ滝では西武百貨店軽井沢店（その後1980年代に撤退。建物は西武商事運営の千ヶ滝ショッピングプラザとなるがこれも1990年代に閉店。建物も解体）が季節営業を始めたほか、1961年（昭和36年）に地元住民の手により造成された人造湖である塩沢湖（アイススケート場）の一帯が整備され、1971年（昭和46年）には「塩沢遊園」が開園（1983年（昭和58年）に「塩沢湖レイクランド」となり、レジャー施設が造られた）、別荘利用者相手の商業施設が増えて行った。他にも大手の三井不動産・丸紅・野村不動産、新興の紀州鉄道なども別荘地開発を手掛け、軽井沢町内各所に別荘地が林立する状況となった。別荘ブームによる開発の結果、軽井沢町は多額の固定資産税等の収入を安定して得られるようになり、町が日本有数の財政力を有する地方自治体に成長する契機となった。
戦後満州からの引揚者が千ヶ滝の西側、追分の北側の浅間山麓のカラマツの原生林に入植し、荒野を開拓。畑作を行った。入山峠から南軽井沢・発地地区や後に塩沢湖が造成される辺りを通る中山道の脇往還「入山道」沿いなどには古くからの農家が点在しており、稲作が行われ、江戸時代以前に遡るような農地もあるものの（発地地区ももともと荒地や湿地が多かった）、浅間山麓は扇状地で水利が悪く、土地も痩せていたため稲作はおろか農業自体に不向きであった。しかし入植者は土地を開墾し、キャベツやレタスなどの高原野菜を生産する農地や牧場を切り開いた。
彼らは1937年（昭和12年）、南佐久郡大日向村（後に佐久町大字大日向を経て佐久穂町大字大日向）の分村移民計画により送り出された満蒙開拓移民約690人の内、生きて日本に帰国できた人々とその子孫である。大日向村からの満蒙開拓団は、1938年（昭和13年）に満洲国内に分村を成立させたが、1945年（昭和20年）8月9日のソ連による満蒙侵攻による混乱の中、半数以上が命を落とした。終戦後約310人は日本に生還できたが、満州の分村の家や土地を失った。更に大日向村を離れる際に村の家や土地などを失っていたため村にも帰れず、1947年（昭和22年）、65戸165人が軽井沢に入植するに至ったものである。入植者は開拓地を故郷と同じ「大日向」と命名。大日向神社を祀り、軽井沢町大字長倉の大日向区となった。
前述のように米軍演習地化計画もあったが、別荘ブーム以降大日向区にもリゾート開発の波が押し寄せ、土地が高価格で取引されるようになると離農者が増えた。開拓地を開発業者やホテル、商業施設などに売却したり、建設業や商店主、サービス業に転業・兼業する住民が相次いだ。西武資本による大規模別荘地に取り囲まれつつ開拓農地は存続しているが、既に専業農家はなく、大日向区は別荘・保養所・ペンション・テニスコートなどの施設が点在する地域になっている。入植者とは無関係の別荘利用者の定住、他地域からの転入も多くなり、開拓当時の様相は消えつつあるという。入植者世帯の世代交代も進み、満州から帰国した1世から2世は減り、開拓当時には生まれていなかった3世・4世の代になっている。このため入植者世帯の組織「大日向振興会」は入植と開拓の歴史を後世に伝えるため、当時の農機具や生活用品、写真など約160点を持ち寄り、2005年（平成17年）2月11日、大日向公民館内に大日向開拓記念館を開館した。

### 新たなリゾート地へ
1980年代には海外旅行ブームが起こり、それまで軽井沢の別荘・ホテルに避暑・レジャーを楽しみに来ていた層は海外に出掛けるようになっていった。軽井沢は客足が伸びなくなり一時的に寂れ、レイクニュータウンの三越やホテルなども次々に撤退（別荘地自体は存続しており、庭園も維持されている）。同時期に若年層を中心にペンションなどが人気となっていた新興別荘地の清里と比較される程度に別荘ブームは沈静化し、活気を失っていった。その後1980年代から1990年代のバブル期には単なる別荘地・避暑地から行楽地への脱皮、観光地としての充実が図られた。
宿場町当時の遺構がほとんど残っていない軽井沢にとって稀少な歴史的建造物の一つである旧三笠ホテルの一般公開を1983年（昭和58年）より開始。また別荘地としての原点であるショーハウス記念館の一般公開も1986年（昭和61年）から行われている。また軽井沢に点在する美術館・文学館・記念館の大半はこの時期に開館しており、国内外の著名建築家などが設計・デザインした特徴的な建造物や西洋風庭園が次々に出現した。塩沢湖レイクランドにも1985年（昭和60年）から1986年（昭和61年）にかけて園内に美術館・文学館が相次いで開館し、1996年（平成8年）には総合レクリエーション施設「軽井沢タリアセン」となった。

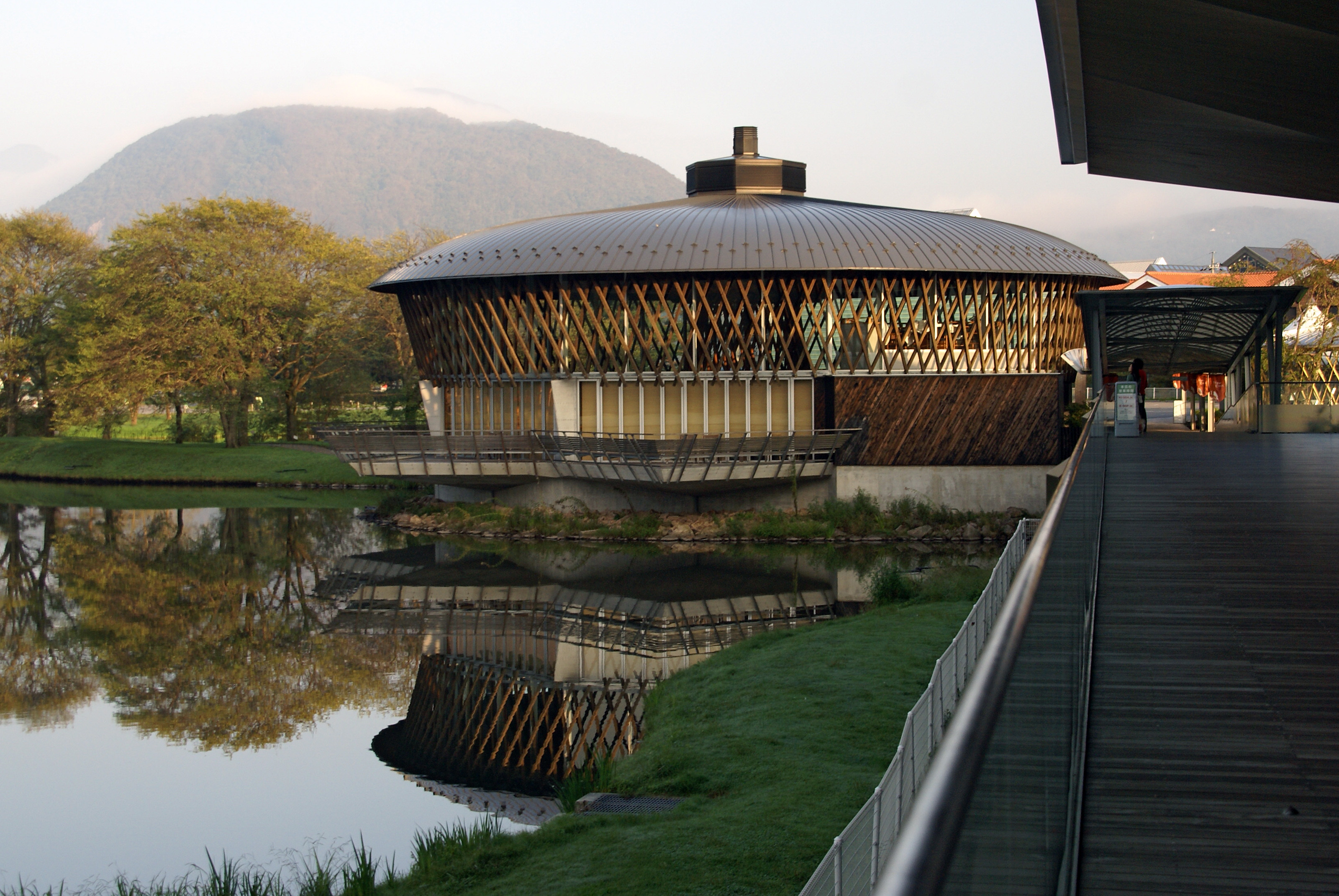
『軽井沢・プリンスショッピングプラザ』（1995年開業）

風越公園・ムーゼの森など他のレクリエーション施設の整備も進んだほか、結婚式場・会員制リゾートホテルなど様々な業態の事業者が増加。1995年（平成7年）には南軽井沢のゴルフ場に西武資本の大型ショッピングモール「軽井沢・プリンスショッピングプラザ」（西武プロパティーズ運営）が開業した。
1996年（平成8年）には町内にブルワリー『ヤッホーブルーイング』が設立され、「よなよなエール」や「軽井沢高原ビール」などのクラフトビールが生み出された。なおブルワリーとしてはほかにも、2011年に設立された『軽井沢ブルワリー』がある。地域のブランド化が加速し、観光客や買い物客が多くなるにつれ、避暑客や別荘利用者も戻り始め、集客の勢いを取り戻した。別荘の需要も回復し、バブル期には全国的に別荘の価格がつりあがった。大洋村など別荘地ではなかったところにまで開発の手が及び、別荘ブームが再来したが、軽井沢と周辺地域は最も価格が高騰した別荘地であった。
また観光客や買い物客が年間を通して訪れるようになったことから、夏期のみの季節営業が多かった商業施設も通年で営業することができるようになり、地域経済の維持・発展に寄与した。しかし一方では、地域の繁栄を維持すべく一部で商業主義的な方向性も加速したため、軽井沢町は過度な商業化を抑制し、健全な風俗の維持するため条例を制定し、コンビニエンスストアなどあらゆる店舗の深夜営業を規制した。北陸新幹線（長野新幹線）や上信越自動車道の開通により首都圏からのアクセスも短時間且つ容易となり、首都圏の後背地として軽井沢町内全域及び周辺自治体に開発が拡大、日本を代表するリゾート地に成長した。

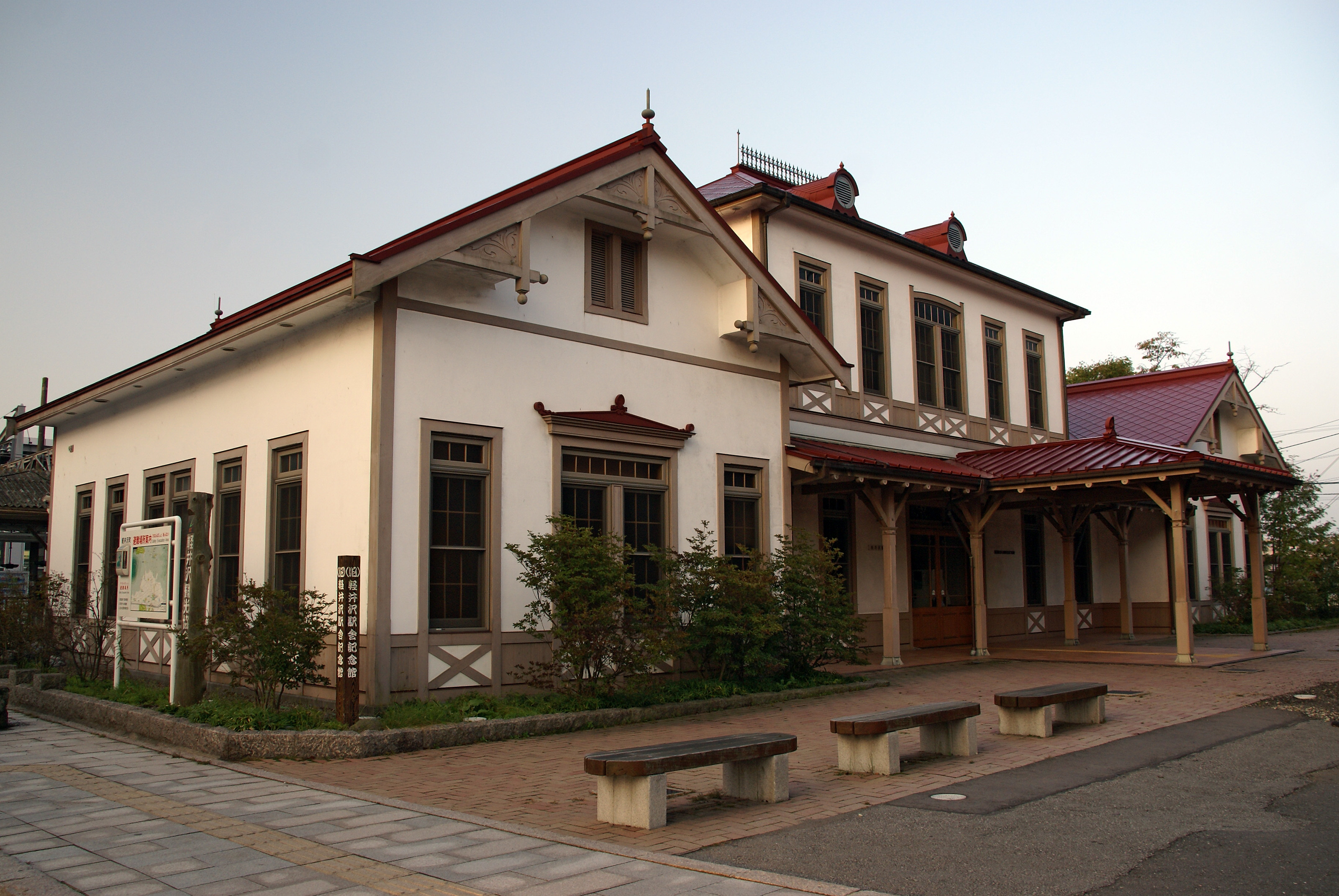
1910年 - 1997年まで現役で使用されていた軽井沢駅・旧駅舎を2000年に復元。2017年にしなの鉄道の「旧駅舎口」として整備され、再び現役の駅舎となった。

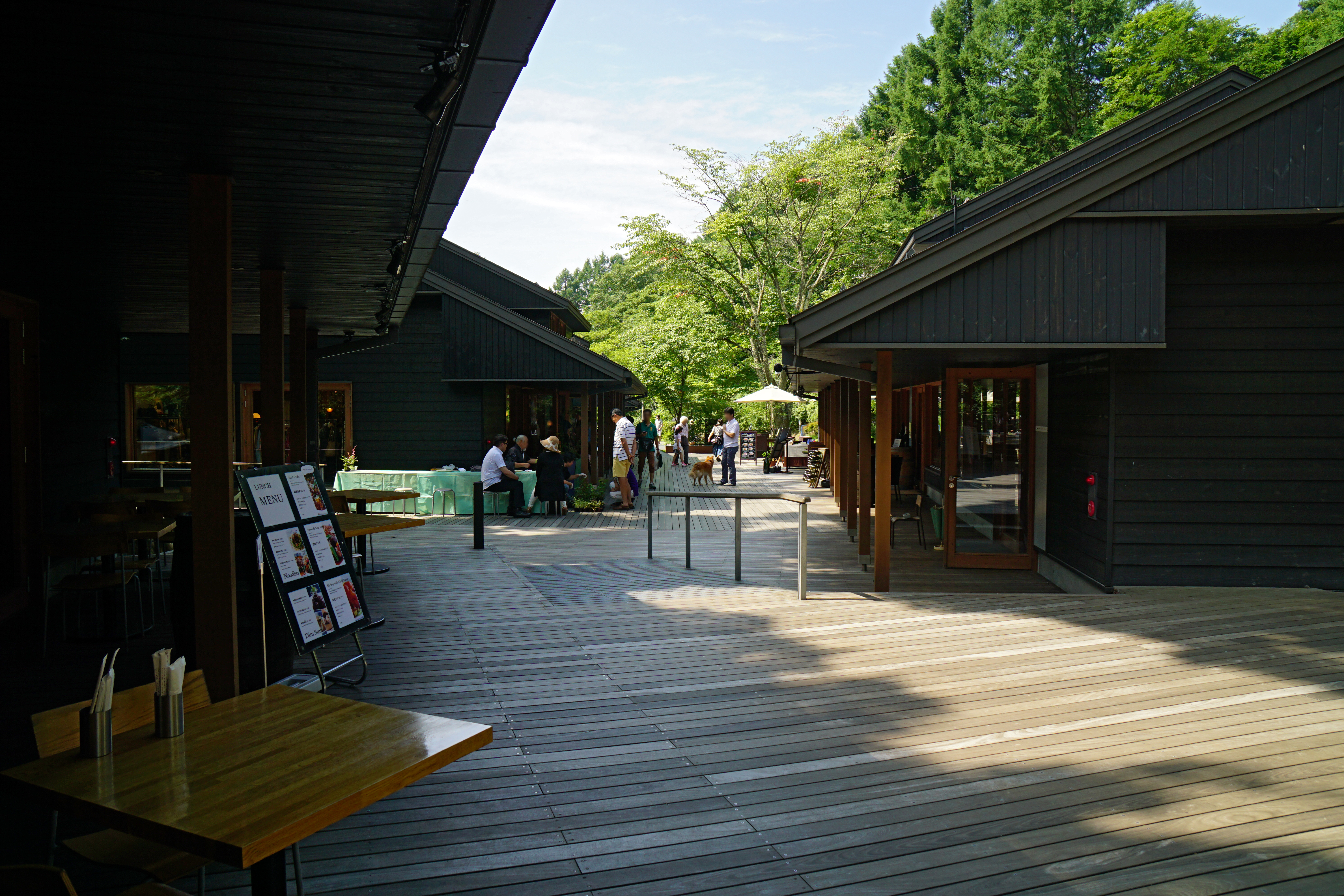
『ハルニレテラス』（2009年開業）

日本国内全体においては、その後のニーズの変化や長期間に及ぶ個人消費の落ち込みなどから、旧来型の浮世離れした避暑や別荘レジャーは終息に向かいつつある。バブル期にみだりに開発を行った新興別荘地は廃れた。大方の別荘は値崩れしている上に売れず、衰退する別荘地も増えている。しかし軽井沢においては未だにバブル的な様相を呈したままとなっており、旧軽井沢など人気別荘地を中心に価格も高値で推移しているほか、なおも新規の別荘地開発が行われている。
軽井沢町の産業別生産額構成比と産業別付加価値額は不動産業・サービス業・建設業という別荘・リゾート観光施設に直接関係する3業種のみで8割を越えている状態が長期にわたっており、極めて特徴的な地域経済の様相を見せている。他地域からの転入者や別荘利用者の定住・長期滞在も多くなり、2000年代以降、そうした客を見込んだスーパーマーケット・家電量販店・ホームセンター・ドラッグストア・衣料品量販店など都市近郊と変わらぬチェーンストアが国道18号・軽井沢バイパス沿いに相次いで開業したことにより、山間の別荘地ながら日常生活の利便性が向上した。
新たに複数の美術館が開館しているほか、2009年（平成21年）には星野温泉に商業施設「ハルニレテラス」、2016年（平成28年）には軽井沢町農産物等直売施設「軽井沢発地市庭（いちば）」、2018年（平成30年）にはしなの鉄道軽井沢駅に駅ナカ商業スペース『しなの屋KARUIZAWA』が開業するなど、集客スポットの充実も続いている。
日本が人口減少社会に突入した2010年代にあっても軽井沢町・御代田町の人口は増加している。ただ別荘利用者などの定住・長期滞在はリタイア組が多くを占めており、他地域からの転入者によって予測以上の高齢化が進行している。一方で2014年（平成26年）には、町内に日本初の全寮制インターナショナル・スクール『ISAKジャパン』が開校し（2016年には日本初のUWC加盟校となった）、世界各国の若者がこの地で共同生活を送っている。
外国人観光客が増え国際化も進んだが、2016年（平成28年）に国が民泊に関連する規制緩和に踏み切ったことに対し、軽井沢町は民泊やカプセルホテルは「善良なる風俗の維持と良好な自然環境の保全の障害となり、風紀を乱すおそれがある」との理由から、町内全域においてこれらの設置を一切認めない方針を明示、貸別荘についても営業の条件を厳しくした。軽井沢町は2017年（平成29年）、「長く保たれてきた良好な別荘環境を守るため」との理由から、町内全域での民泊通年規制を含む県条例を2018年（平成30年）6月の住宅宿泊事業法（民泊新法）施行前に制定することを長野県に求めた。条例による民泊通年規制は事実上民泊全面禁止を新たに法的に定めることになり、民泊新法の趣旨や国による規制緩和の方針に逆行するため、長野県は軽井沢町が求めるような内容を含めることについては厳しい見通しを示していたが、別荘地やスキー場などが所在する他の県内自治体からも民泊に一定の規制を設けるべきであるという意見があり、県は同年2月の長野県議会定例会に条例案を提出した。
同年3月、「長野県住宅宿泊事業の適正な実施に関する条例」が可決・成立。同月22日に公布された。条例は県が別荘地での民泊営業期間を制限することができる内容を含むものとなり、新法施行日と同日の6月15日に施行される。一方2018年（平成30年）1月、星野リゾートが民泊事業参入を表明、軽井沢町内の自社管理別荘の民泊活用を想定していることを明らかにし、町の方針や条例による過度な規制に反対している。この他にも中国系の業者が参入し不分明な別荘地開発が行われるなど、これまでにはなかった新たな課題も生じている。

## 避暑地・別荘地としての特徴

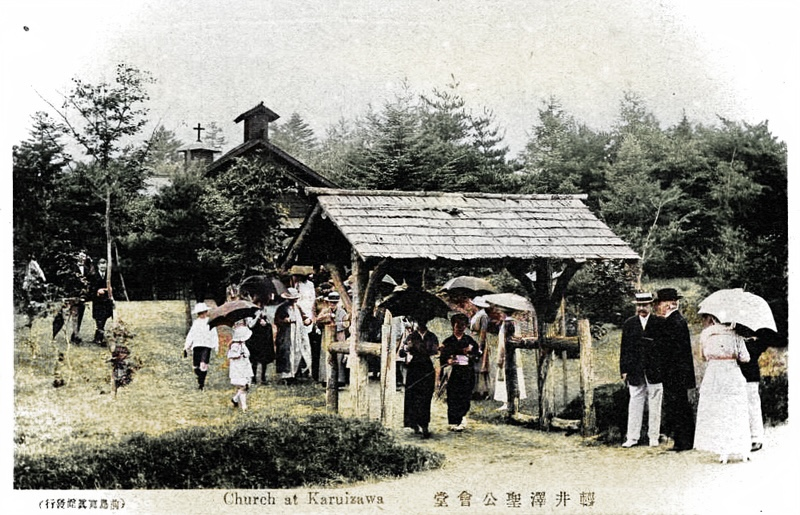
『軽井沢ショー記念礼拝堂』前にて

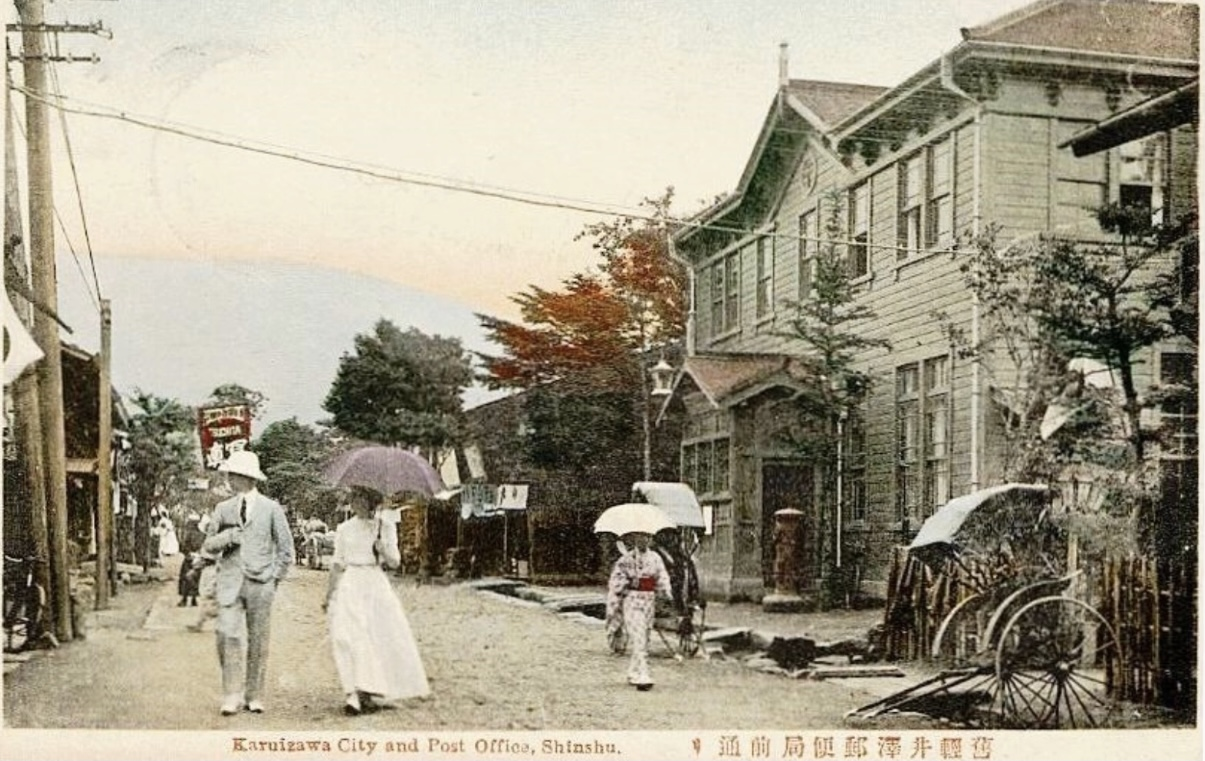
旧軽井沢メインストリート沿いの『軽井沢郵便局（現・軽井沢観光会館）』前にて

避暑地・別荘地としての軽井沢は、外国人避暑地を起源として1世紀以上の長い歴史を有している。
軽井沢で没した小説家の堀辰雄は、この地を「美しい村」と表現し、当地を舞台とした同名の小説を1934年に発表、この名称は、2005年から町の観光ビジョンとして掲げられている。

### 気候風土

#### 気候
軽井沢周辺の標高は1000メートル前後であり、ケッペンの気候区分（トレワーサの気候区分）によれば、亜寒帯湿潤気候（湿潤大陸性気候）に属し、北欧の一部や東欧、カナダなどと同じく分類される。1991年から2020年までの期間における気象庁の統計データによれば、一年のなかで最も気温が高くなる8月の平均気温は東京よりも6℃程度低く、快適な夏の気候である。アレクサンダー・クロフト・ショーが「屋根のない病院」と称したように、この冷涼な気候は古くから心身の健康に良いとされ、感染症などの身体を脅かす疾病から逃れうる場所とも考えられていた。またこの健康的な気候が、軽井沢の魅力として古くから第一に語られるところであり、軽井沢で行われるあらゆる余暇や文化活動の原動力になっている。
私はそういう長い散歩によって一層生き生きした呼吸をしている自分自身を見出した。それにこの土地に滞在してからまだ一週間かそこいらにしかならないけれど、この高原の初夏の気候が早くも私の肉体の上にも精神の上にも或る影響を与え出していることは否めなかった。—堀辰雄『美しい村』（1934年）
詩人室生犀星氏は、「軽井沢では煙草を吸うのも贅沢だ」ということを云って、この高原で吸う煙草の味のうまさを讃美していたが、清浄な凉気のなかで読む物語の味いも、下界で読むのとは、自から異っているらしい。 —正宗白鳥『軽井沢にて』（1942年）
with its comparatively cool summer weather, its cold refreshing nights, its heavy air-clearing showers, its southern aspect, and its position close to some of the most picturesque mountain scenery of Japan, Karuizawa leaves little to be desired as a summer retreat.（その比較的涼しい夏の天候、その冷たく爽やかな夜、その空気を綺麗にする激しい雨、その南向きの斜面、そして日本の最も絵画的に美しい山岳風景のいくつかに近い位置にある軽井沢は、夏の隠れ家としてほぼ完璧である。）—カーギル・ギルストン・ノット『Notes on the Summer Climate of Karuizawa』（1891年）

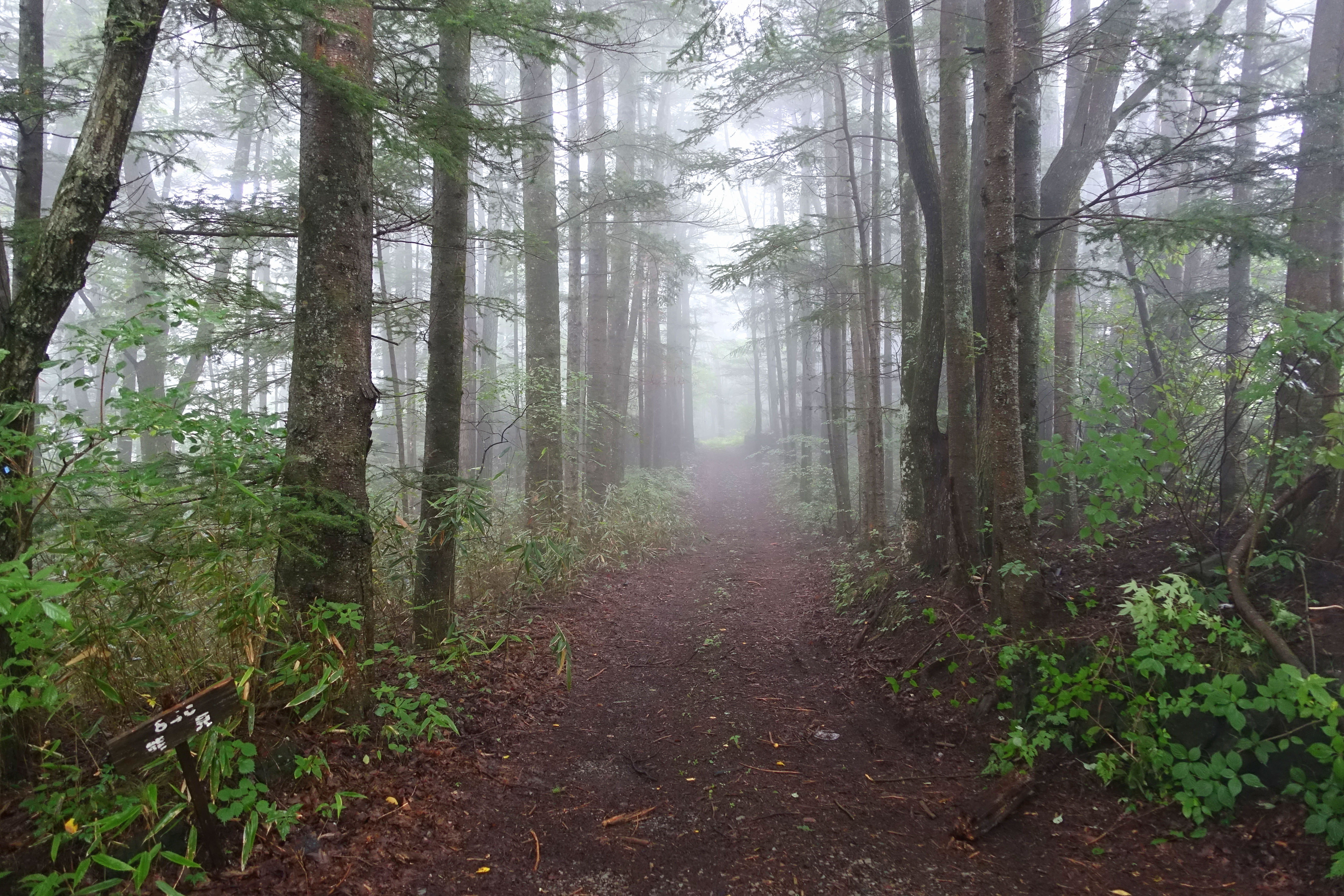
霧に包まれた小径

夏季は、全体として降水量が多いほか、天気の変動が激しく、雷を伴った夕立が頻繁に見られる。有島武郎は「軽井沢の雷は一つの名物であり、豪快なものの一つ」とし、菊池寛も「軽井沢特有の雷雨」と記している。ただし、#地理で述べたように平野一帯は多孔質火山性の土壌で構成されるため、水はけがよく、大雨が降ったあとでさえも水の残留を防ぐと考えられている。また年間を通して最も特徴的なのは、霧の発生であり、碓氷峠による上昇気流の急激な気圧・温度低下によって、軽井沢一帯は1年のうち約1/3が霧に包まれる（特に、東の碓氷峠に近づくにつれてその影響は大きくなる）。幻想的な風景をつくり出し、また涼気をもたらすとして、訪れる者には一種の魅力として映った。多くの小説家が軽井沢を舞台とした作品の中で霧の様子を描いており、なかでも芥川龍之介は、軽井沢の霧を「仏蘭西の幽霊に似ている」と表現した。この霧の多い気候を活かして栽培した野菜が『霧下野菜』と名付けられ、2010年に商標登録されている。こうした雨や霧の影響もあり、湿度は年間を通じて高い値を維持している。東京の年平均相対湿度が65%であるのに対し、軽井沢は80%となっている。ただし、気温が低いために不快感や倦怠感をもたらすことは少ないとされる。また湿度が高いことで、地面や日陰の石に苔が拡がっている様子は、軽井沢の代表的なイメージとなっている。シダ植物が自生しているのも特徴的である。
In addition to the heavier rainfall at Karuizawa there are the morning and evening mists already spoken of. Nevertheless in spite of this appearance of greater wet there is not the least doubt as to the healthiness of the place in summer.（軽井沢は雨量が多いだけでなく、朝晩の霧もある。しかし、このように湿り気が強いように見えるにもかかわらず、夏のこの場所の健全性については疑いの余地がない。）—カーギル・ギルストン・ノット『Notes on the Summer Climate of Karuizawa』（1891年）
軽井沢特有の少し湿気を帯びた、すがすがしい山の風が、部屋の中を吹き払っている。—菊池寛『貞操問答』（1934年）
春は4月下旬から5月半ばまでで、その後初夏の新緑へと続く。秋は9月下旬から11月初旬頃までで、10月に入ると紅葉の季節を迎える。四季のなかで最も期間が長いのは冬であり、11月中旬から4月中旬頃まで、平均気温は10℃を下回り、樹木の落葉期が続く。ただし降雪量はさほど多くなく、年最深積雪量は毎年30cm程度である。戦前は冬に軽井沢を訪れる者は少なく、その寂しい様子は小説や随筆に夏の賑やかな様子と対比されて描かれた。戦後に入り、通年型リゾートへの脱皮が図られたことで、スキー場やスケートリンクなどの冬用スポーツ施設や通年営業の店舗が充実し、冬でも多くの人々が訪れるようになった。しかしそれでもなお、冬季休業の営業形態を取っている店舗は未だ少なくなく、滞在客も夏に比べると明らかに減少するため、現在でも冬の軽井沢は鄙びた寒村の一面を見せる。

#### 動物

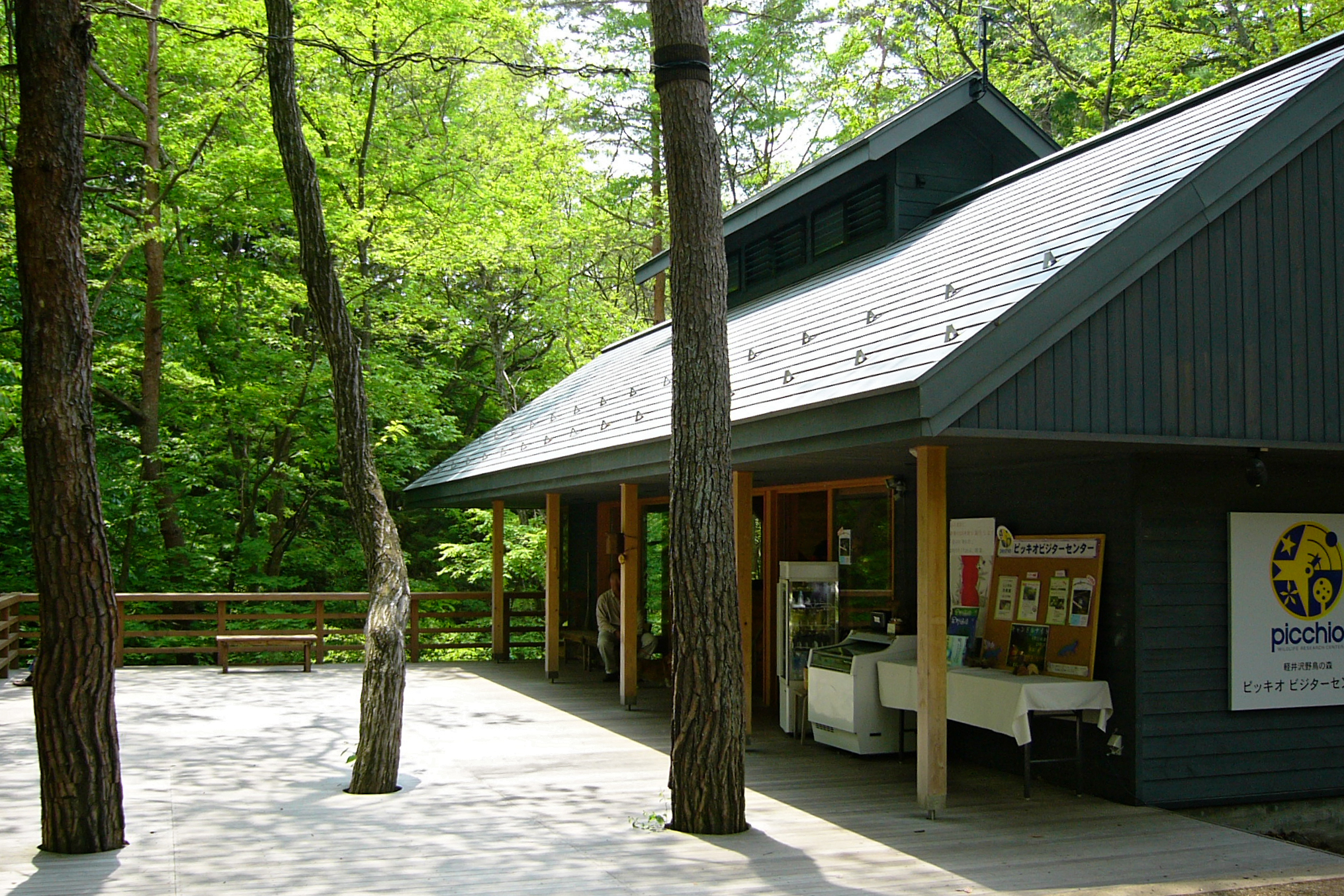
エコツーリズム団体『ピッキオ』のビジターセンター

河川が多く、地勢や植生（次項で詳述）も豊かなため、軽井沢には数多くの動物が生息し、それもまたリゾート地として大きな魅力をもたらしてきた。『日本野鳥の会』の創設者である中西悟堂は、軽井沢・星野の地を富士山、裏磐梯と共に『日本三大野鳥生息地』と呼んだ。1951年には、浅間山麓一帯が国指定鳥獣保護区となり、1974年には、星野の山林地域一帯が全国で初めて国設の「野鳥の森」として特別保護区に指定された。しかし近年では、土地開発に伴う環境破壊により、軽井沢で観察される野鳥の数は年々減少しているという報告もあり、複数の団体が環境保全に努めている。『日本野鳥の会』によって、「浅間・白根・谷川」の一部を構成する地域として「重要野鳥生息地」にも選出されている。星野リゾートが設立したエコツーリズムの専門家集団『ピッキオ』の施設は、『軽井沢 野鳥の森』に隣接しており、野生動植物の保護・研究が行われている。
陸生哺乳類は豊富に生息しており、ニホンカモシカやヤマネなどの天然記念物も見られる。ニホンリスは町内で比較的多く見られ、町獣に指定されている。ツキノワグマやニホンザル、イノシシなどは、人間に危害を加える恐れがあるため、町や『ピッキオ』らによって、日夜観察が行われている。その成果は「4年間クマによる人身被害ゼロ」であり、害獣との共生を可能にしている。
昆虫類は、比較的豊富に見られる。初夏になると、カエルのような特徴的な鳴き声を発するエゾハルゼミが高原の夏の到来を告げる。蚊に関しては、明治期の一部文献において、蚊が「いない」ことが軽井沢の魅力の一つとして語られていたが、実際には明治期の軽井沢以上に寒冷な釧路湿原でも蚊の生息は確認されているため、その真偽は定かではない。魚類としては、イワナやヤマメなどのほか、希少なホトケドジョウの生存も確認されている。爬虫類や両生類については、寒冷地のため観察される種類に限りがあり、注目して取り上げられる機会は少ない。
The botanist, the bird-lover, and the entomologist all find themselves in the happiest of hunting-grounds.（植物学者も、鳥類愛好家も、昆虫学者も皆、この上ない幸せなハンティング・グラウンドに身を置くことになる。）—Edward Vivian Gatenby 『Karuizawa and Nojiri』（1935年）

#### 景観（植生）の変遷

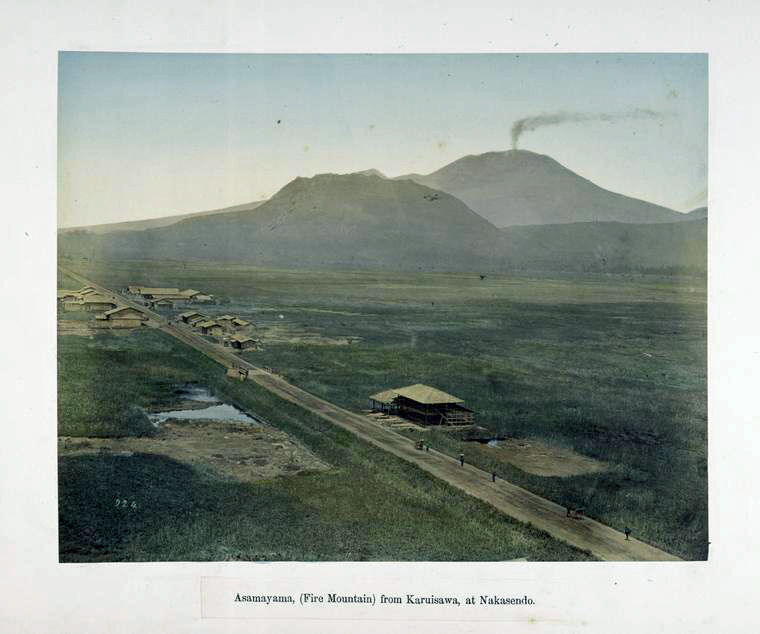
1884年頃の軽井沢（現在の『軽井沢プリンスホテルスキー場』付近から撮影）

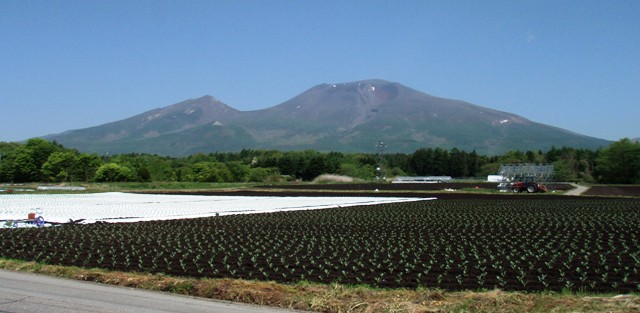
広大な風景が残されている軽井沢の南側地域

避暑地草創期であった明治時代の軽井沢は、木々が少なく、原野の占める割合が高かった。軽井沢においては昔から採草放牧地が多く、当時の牛馬飼育は、近代的な乳牛や競走馬の飼育ではなく、春から秋にかけて山野に放牧し、冬季は小屋飼いといった粗放的な牛馬飼育であったため、広面積の採草地を必要とした。明治10年代、川上操六は矢ヶ崎山南麓に広大な牧場を経営したほか、川田小一郎が雲場池辺りの国有地を入手し、ここでも農牧場を経営した。加えて町の南側一帯には、扇平地区や押立山の北麓を中心とした合計150ヘクタール以上の湿地と、そのほかには草原や休耕田が広がっていた。1917年に大隈重信が野澤源次郎から土地を購入した際の登記簿によれば、現在の泉の里や大隈通り付近が「原野」と表記されており、大正期まで、原野の面積は離山の麓にまで及ぶ広大なものであったことがうかがえる。採草地の伐り跡群落からは、ススキ草原への遷移が見られ、湿地や休耕田からは、ハナヒョウタンボクやサクラソウ、ヒメマツカサススキ（牧野富太郎が軽井沢で発見）などの山野草が出現した。
この樹木のない荒涼とした平原（ムーア）と山々の風景が、スコットランドやカナダの山地に似ていたことから、アレクサンダー・クロフト・ショーら初期に滞在した欧米人が郷愁を感じ、軽井沢を開拓したと言われている。平原から周囲の山々へと繋がる広大な風景は、現在でも塩沢地区や発地地区など、主に町の南側の地域に残されているほか、町内のゴルフコースでもそれに近い光景を目にすることができる。
An uncultivated moor, covered with wild flowers in July and August, extends for miles in a southerly direction, […] .（七月、八月の未耕作の平原には野花が一面を覆い尽くし、それが南の方角に向かって何マイルも続いている。）—アーネスト・サトウ『Handbook for Travellers in Central and Northern Japan』（改訂2版、1884年）
Karuizawa is a rather English-looking moorland spot 3000 feet above the sea, in the very heart of Japan, some 90 miles to the west and north of Tokyo: […] .（軽井沢は、東京の西と北に約90マイル、日本の中心部にある、海抜3000フィートのかなり英国風の荒野である。）—Ernest Foxwell『A Tale of Karuizawa』（1903年）
It was estimated that during the summer of the year 1906 there were over a thousand foreigners sojourning in the place, and the plain is dotted all over with wooden shanties, which give the place somewhat the appearance of a newly-established ranching centre on the foot-hill prairies of Saskatchewan or Alberta.（1906年の夏には1000人以上の外国人が滞在していたと推定されており、平野には、至る所に木製の小屋が点在し、サスカチュワン州またはアルバータ州の丘陵地帯の大草原に新設された牧場のような外観を与えている。）—アーサー・ロイド『Every-day Japan』（1909年）
ただし、原野が大半を占めていた一方で、軽井沢においては明治期以前から、燃料確保のための薪炭生産が、自生の夏緑林構成種によって行なわれてきた。モミは、木材としても薪炭としても利用価値が低く、利用されなかったために、残されていた。また放牧の衰退は、ススキ草原からシラカバ林、そしてクリ・コナラ林またはクヌギ ・ミズナラ林という形で遷移が進み、落葉広葉樹林の形成に大きく関与した。浅間山の噴火による溶岩流上からは、少数のアカマツが生育した。旧軽井沢北部の小瀬地区や北東部の碓氷峠一帯には、古くからこれらの高木が密生していた。その後は雨宮敬次郎や鳥居義処の尽力により、カラマツなどの樹木が開墾事業として明治期から大規模に植林された。また避暑客らが、自身の庭や敷地に環境づくりや生垣として、モミや草花を積極的に植えていった。
軽井沢は、ほとんど葉の茂みに隠れた、ことのほか美しい村である。—アーサー・H・クロウ『クロウ日本内陸紀行』（1883年）
鹿島建設の前身である「鹿島組」初代組長の鹿島岩蔵は、1893年から1899年にかけて、旧軽井沢西北に自らの別荘とともに5棟の外人ハウスを建てたが、その際、旧中山道から門までの両側にカラマツの苗木を植えた。これを手始めに、広大な敷地にもカラマツをメインにモミなど様々な樹木を植えていった。草地だった一帯は鬱蒼とした木立となり、鹿島がはじめに造った一本の道は、後に"Grove Lane"（木立の道）と呼ばれ、外国人が好んで通る散歩道となった（現・近衛レーン）。やがてそのあたり一帯は「鹿島ノ森」と呼ばれるようになる。大正初期になると、この一帯は事業整理の一環として、野澤源次郎に売却され、その開発は野澤に託されることとなった。1910年8月に東日本全域を襲った大水害は、当時リゾート地として発展しつつあった軽井沢にも甚大な被害を与え、その壊滅的な状況から打開するために、長野県庁は林学者の本多静六に都市計画を依頼、そして「軽井沢遊園地設計方針」が作成される。その方針には「樹蔭を増す」ことが盛り込まれており、それもまた野澤源次郎の植林事業に繋がっていくことになった。野澤源次郎の事業とは、1915年頃から1920年にかけて旧軽井沢西南（現在の雲場池付近一帯、野澤原）を起点にして行われた160万坪にも及ぶ大規模な別荘地開発であり、その一環として植林も大規模に行われた。この野澤の事業によって結実した別荘地・保健休養地づくりを目的とした植林は、堤康次郎や近藤友右衛門などの開発業者、別荘所有者、住民にも引き継がれていき、それによって今日見られるような豊かな森林風景が形成されていった。
1909年に出版された旧軽井沢一帯の鳥瞰図では、全体としては樹木の描写は現在と比べて少ないが、北東の碓氷峠に向かって背の高い樹木が多く描写されており、また別荘の多くに建物を囲うようにして樹木が描写されている。1910年にはイギリス人のLady Kate Lawsonという人物が随筆のなかで、軽井沢について"ancient groves"（古代の森）と形容する記述がある。映画の『生ける屍』（1918年）、『路上の霊魂』（1921年）、『陸の人魚』（1926年）などは、戦前の軽井沢の様子が映像として記録されている貴重な資料となっており、原野や雑木林といった自然環境も背景として映されている。
このように、初期の軽井沢が原野に近かったとはいえ、森林は軽井沢一帯に元々少なからず存在していたが、それは薪炭利用のために追い使われた広葉樹林と、使われずに残されていたモミであった。明治期になると、企業の木材生産的評価軸から、そこに大規模なカラマツ林が加わった。そんな中、軽井沢が西洋人によって新たに見出されたことで、これらの針広混交林は、別荘地として、また保健休養地としてのイメージを創るのに大きな役割を果たすようになった。豊かな自然を育むという環境的な面や、直射日光を避ける、土砂災害を防ぐなどといった実用的な面、景観の面では、初期の荒涼とした風景が欧米の広大な大地を想わせた一方で、森の中に浅間石で彩られた木製の別荘が点在する様子もまた、訪れる者に欧米の山村の風景を連想させ、文学的素材になるなど、多様な評価軸がもたらされた。
ともかくもまだ軽井澤には美しい森があるようだ。そんな森の中に、君に小さなヒュッテを建てて貰って、「喬木林」や「晩夏」の中でボヘミヤ地方の美しい森を隅から隅まで描き尽したアダルベルト・シュティフテルのような物語でも書きながら、静かな晩年を送りたいとそんなことを僕に空想させるような、美しい森が、何といったって、すこし奥深く行きさえすれば、まだまだ軽井澤にはあるようだ。—堀辰雄『夏の手紙 〜立原道造に〜』（1937年）
軽井沢は漠然と想像されるよりも遥かに広い地籍であるが、その広い地籍は殆ど全面的に、樅、落葉松、松などで蔽われており、加えて西北に緩やかに傾斜してある地盤のこととて、湿気が多く、霧の去来のはげしい地である。総じて陰鬱である。外人は樹木の多い、殊に陰鬱な地に、わが国人はその反対な、比較的明るい地にいるのである。おのおのその所好、趣味を現している。—窪田空穂『高原に集へる外人たち』（1946年）
しかしながら近年では、土地開発により、湿地の多くは失われ、草原や休耕田も以前に比べて規模が縮小、不動産・建設業者による過度な土地の皆伐から、森林も同じく減少したという声が上がっている。いずれも動植物にとって重要な環境であるほか、魅力的な景観づくりにも大きな役割を果たすため、複数の団体が環境保全と再生に努めている。町立の『軽井沢町植物園』では、園内に豊富な生育環境が整備されており、軽井沢の希少な自生植物が保護されている。今後は環境破壊への対策はもちろんのこと、「守るべき植生」という観点から、リゾート環境と住宅地や商業地、そして湿地・草地・森林が各々豊かに分布して共存する複合的な、成熟・安定した生態系を形づくることが重要となっている。
私の心眼には村の光景がはっきり残っている。いまは当時とは一変したが、私はあの村が変わったと思うだけで気が重くなる。山に抱かれた軽井沢やその周辺は、今日では人と家とスポーツ施設と車で埋まってしまった。わが家の山荘はいまも残っているが、私にとって「ふるさとは遠きにありて思うもの」は、どこよりも軽井沢において真実なのである。—エドウィン・O・ライシャワー『ライシャワー自伝』（1987年）

### 異国情緒溢れる町
| 明治後期に軽井沢で行われた野外劇の様子。西洋が舞台の演劇を、西洋人が軽井沢の自然を舞台にして行なっている（左: 『ハーメルンの笛吹き男』、右: 『ザ・プリンセス（英語版）』）。 |  | 明治後期に軽井沢で行われた野外劇の様子。西洋が舞台の演劇を、西洋人が軽井沢の自然を舞台にして行なっている（左: 『ハーメルンの笛吹き男』、右: 『ザ・プリンセス（英語版）』）。 |
| 明治後期に軽井沢で行われた野外劇の様子。西洋が舞台の演劇を、西洋人が軽井沢の自然を舞台にして行なっている（左: 『ハーメルンの笛吹き男』、右: 『ザ・プリンセス』）。           |  | |

戦前に軽井沢を訪れた外国人の大半は、北米やヨーロッパ諸国出身の中流から上流階級の白人であった（#避暑客・別荘客の転換（外国人から日本人へ）に記載されている表も参照）。駐日外国人に限らず、東アジアや東南アジア各国に駐在していた欧米人も数多く訪れた。
外国人に軽井沢を最初に紹介したのは、イギリスの外交官アーネスト・サトウであり、1881年に発行された、欧米人が日本各地を旅行する際に頻繁に利用したと考えられる初の本格的な英文日本旅行案内書『A Handbook for Travellers in Central and Northern Japan』 のなかで触れられた。その4年後となる1885年、アレクサンダー・クロフト・ショーとその友人ジェームズ・メイン・ディクソンがこの地を偶然訪れた際に（サトウの書籍を読んで訪れたとも言われる）、気候と風景をスコットランド或いはカナダに思わせ、その後ショーがこの地を生涯の避暑地としたのは、先に述べてきた通りである。
軽井沢の外国人向けリゾート地としての開発は、そのほか各地に存在する六甲、高山などといった外国人避暑地とほぼ同時期または僅かに遅れて開始されたが、その後まもなくして、明治期の間には外国人滞在者数・外国人別荘数が日本随一となるまでに発展した。1907年に発行された『A Handbook for Travellers in Japan』第8版の巻頭において、日本の避暑地の代表例として軽井沢が取り上げられるに至り、宣教師のアーサー・ロイドが1909年に出版した著書の中では、軽井沢について"the most popular summer resort in the whole of the Far East"（極東で最も人気のある夏のリゾート地）と記された。やがてこの地は『日本三大外国人避暑地』の一つとして数えられるようになった。
本国へ帰るには、片道でも数週間を費やすことになる船旅しかなく、容易に帰省することができなかった当時の在留欧米人にとって、郷愁を誘う故国に似た西洋的な土地であり、かつ母国語を話す仲間が数多く集まっていた軽井沢は、単なる避暑地としての役割に留まらず、深い愛着をもって迎えられた。町内の景勝地には、かつて西洋人から親しまれた愛称が現在でも呼び名として残されている（離山 : Table Mountain、雲場池 : Swan Lake、幸福の谷 : Happy Valley、など）。
their stay at Karuizawa (lasting two or three months every year) brings them some of the cheery effect of "going Home". Every day there are picnic ascents on the hills, or wanderings down steep paths (sed revocare gradum!) in the depths of delicious woods; […] .（軽井沢に滞在（毎年2〜3ヶ月）すると、「故郷に帰る」ような明るい気分にさせてくれる。毎日、ピクニック気分で丘を登ったり、とても気持ちの良い森の奥深くで急な小道を彷徨ったり（ラテン語 : しかし歩みを戻すこと！）している。）—Ernest Foxwell『A Tale of Karuizawa』（1903年）
夏の軽井沢は単なる休暇ではなく、それ自体として一つの生活のようにさえ思えた。東京にはずっと長く住んだはずなのに、細部の記憶は軽井沢のほうがはるかに多い。—エドウィン・O・ライシャワー『ライシャワー自伝』（1987年）
宣教師やお雇い外国人の学者、教師、技術者などは、信仰を大切にし、質素で牧歌的な生活を送った。避暑に訪れていた宣教師の教派は、プロテスタント系を中心として、カトリック系、聖公会系なども見られた。ヘンリー・ルーミス、サムエル・フルトン、ジャン・ピエール・レイなどは軽井沢で死去した。政治家のポール・ブライアンや学者のロナルド・ランプマン・ワッツは、聖職者の親のもとに軽井沢で生まれた。トーマス・ウィン、オーガスト・カール・ライシャワー、チャールズ・ドージャー、マーガレット・エリザベス・アームストロングの別荘は現存しており、なかでもウィン別荘は、1892年に建てられたもので、軽井沢で現存する最古の別荘である。宣教師たちの手により、軽井沢ショー記念礼拝堂、日本基督教団軽井沢教会、軽井沢聖パウロカトリック教会など、各派で教会が建立された。1897年には旧軽井沢に超教派教会堂の軽井沢ユニオンチャーチが開設されている。現在では町内に少なくとも12の教会があり、その数は仏閣を上回る。

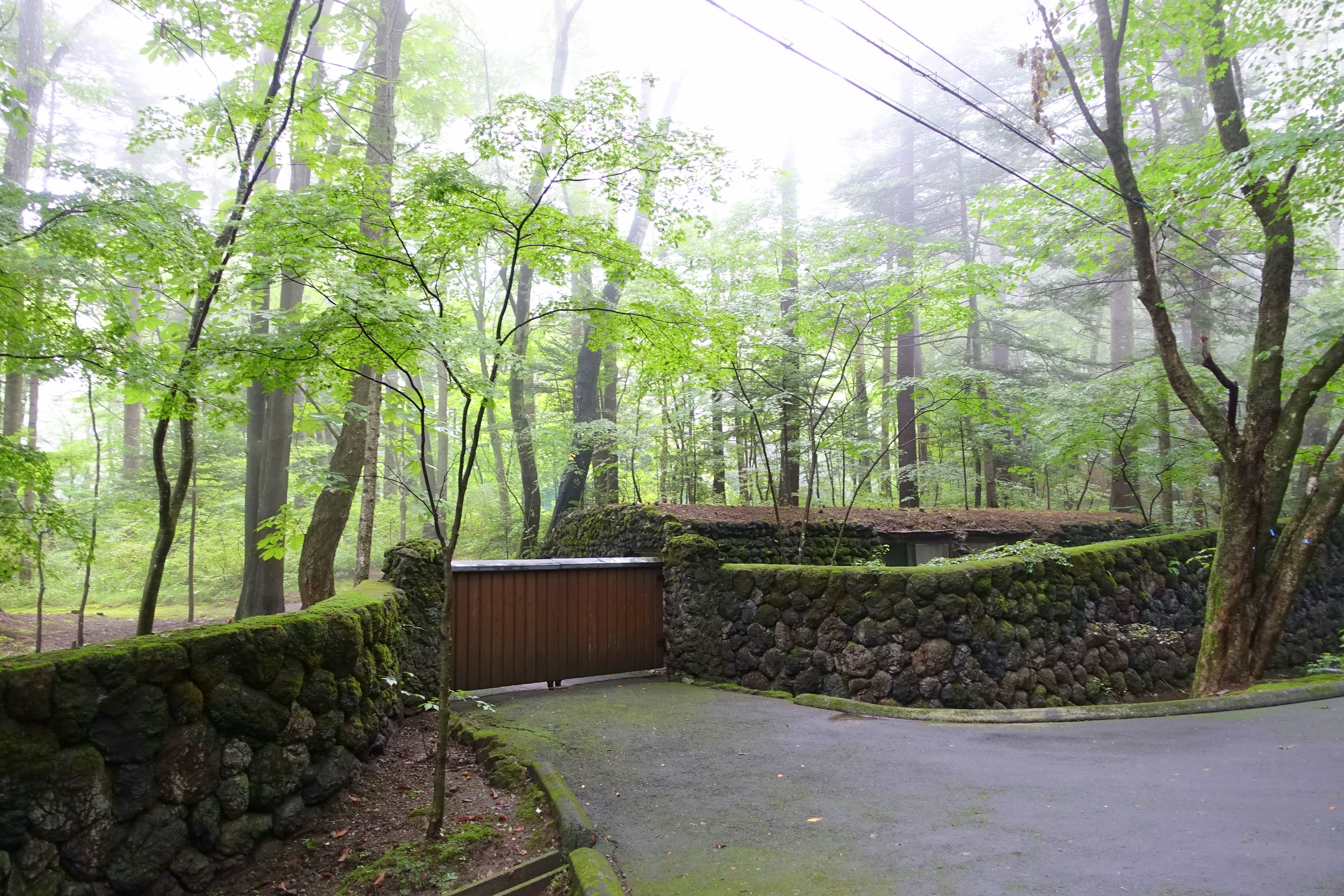
外国商館「アンドリュース・アンド・ジョージ商会」のカナダ人経営者R.M.アンドリュースの広大な別荘跡。当時は夜になると別荘からよくジャズが流れてパーティーが開かれていたという。

大使や公使などの外交官による、貴族的で華やかな生活も見受けられた。当時の外国人社会の頂点に位置していた英国公使、ヒュー・フレイザーが1890年に豪奢な別荘を建てたことをきっかけに、軽井沢には"上流階級の社交"という機能が付け加えられ、以降歴代英国大使や歴代米国大使をはじめとする各国外交官が数多く避暑に訪れた。ヨーロッパ貴族出身の避暑客も確認されており、例えばロイヒテンベルク公爵令嬢（アレクサンドル・モギレフスキー夫人）やヴィッラフランカ王子令嬢（フォスコ・マライーニ夫人）、モールズワース子爵家の末裔でのちにハリウッド女優となったオリヴィア・デ・ハヴィランドなどが避暑に訪れていたのは、知られざる逸話となっている。神戸や横浜といった旧外国人居留地の商人・実業家らも同様にして軽井沢に集い、贅沢な生活を送った。
1912年に佐藤孝一が記した軽井沢の総合案内書には、当時の異国情緒溢れる町の様子を鮮明に伝える一節がある。
濃かに緑を吹いた並木の落葉松の梢を覗くと、野の花の咲いた芝生を天然のまゝ庭に囲って、これに数本の樺の木を殖えた朱塗の別荘が見える、風に煽られたカーテンのかげから午餐の皿音が洩れて、ナイフやフォークがギラと閃めく、どう見ても内地とは思われぬ趣である。小波はこれを「獨逸の田舎」と言い、蘇峰は「カーパシャン山中の高原」と評した。米人は「北米の田舎」と云い、英人は「スコットランドの田舎」と云う、佛人も伊人も皆夫々己が郷国の野趣に富める田舎を連想するであろう。午餐の団欒にもれた「ジャック」と「メリー」は小さなショベルを持って、前庭の芝生に姫百合を殖えていた。これ真に画中の景！欧米の田舎を写して一幅の油画である。—佐藤孝一『かるゐざは』（1912年）
避暑外国人社会の中心人物は、開拓者のアレクサンダー・クロフト・ショーにはじまり、1890年代に「水車小屋の三軒別荘」を含めた計6軒の貸別荘を建て、さらに軽井沢で日本初の林間学校を開いたセオドア・マクネア / C.T.アレクサンダー夫妻、そして『軽井沢避暑団』の設立に貢献したダニエル・ノーマンへと続いた。1936年に行われた「軽井沢避暑地開発50周年記念祭」では、教師のエドワード・ガントレットがパレードの先頭を進んだ。避暑外国人の多くは道を行く日本人に手を振り、通りがかりの子供に手作りのクッキーを振る舞うなど、地元民にも友好的であったといい、避暑外国人を対象とした日本語学校も開設されていた。

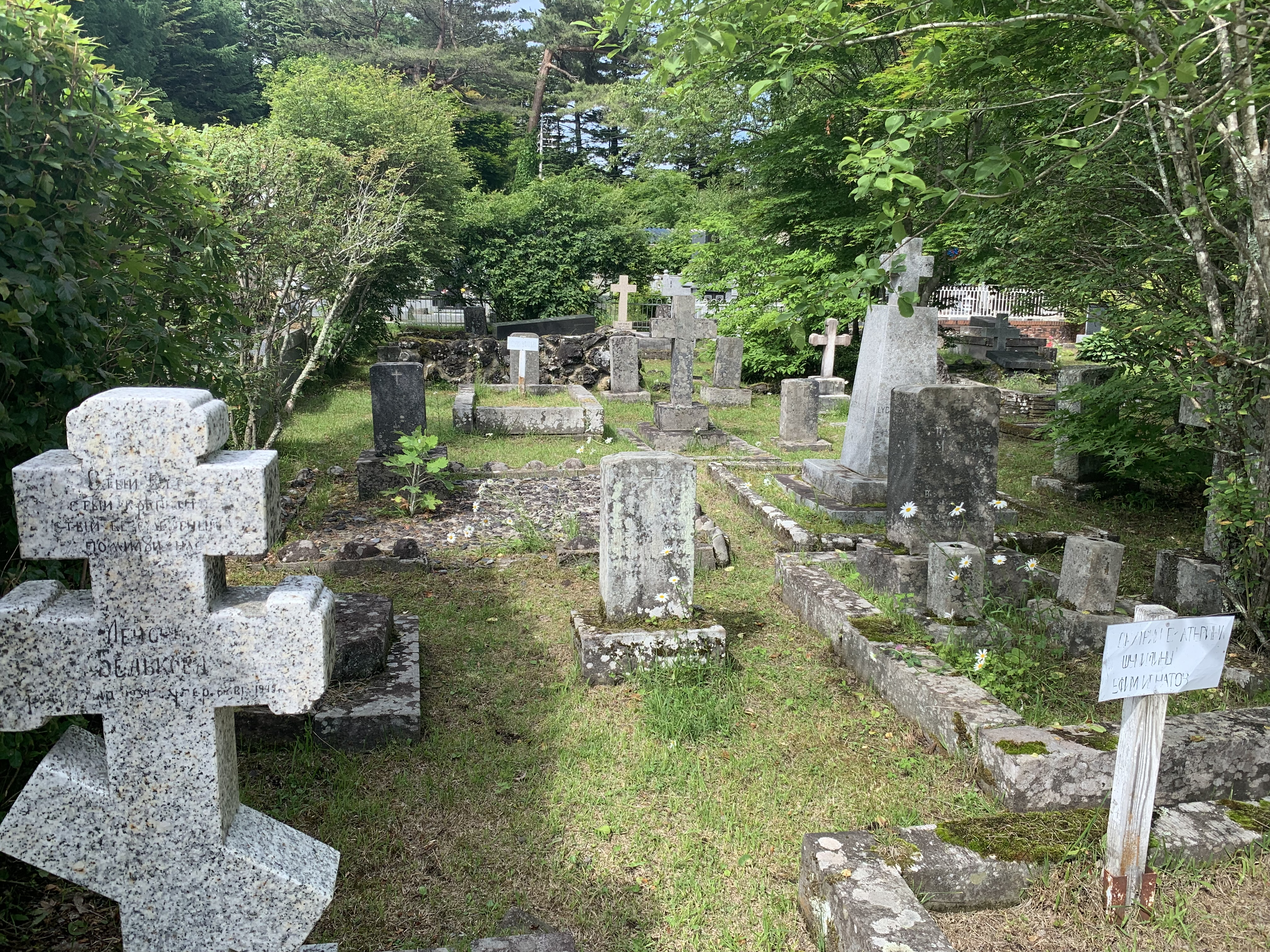
軽井沢外国人墓地

雲場池近くにある外国人墓地には、軽井沢にゆかりのある外国人の墓と十字架が並ぶ。居留地以外の土地に外国人墓地がある珍しい例で、他の外国人避暑地や国際リゾート地には見られない。墓石の年代は明治から平成に至るまで様々で、なかには"WE LOVED KARUIZAWA"という文字が刻まれている墓もある。経済学者ギャレット・ドロッパーズの妻コーラや、宣教師のジョン・ダンロップ、実業家のヘルマン・ウォルシュケ、医師で「軽井沢サナトリウム」の院長であったニール・ゴードン・マンローの墓も含まれている。ドロッパーズ夫人の墓はこの墓地の中で最も古く、1896年に埋葬されている。旧軽井沢にあるTEAM運営のキリスト教信徒保養施設『軽井沢リトリートセンター』敷地内にも個人的な外国人共同墓地があり、四国高松で宣教活動をしていたラルフ・カックスらが眠っている。

### 避暑客・別荘客の転換（外国人から日本人へ）
| 年次/国籍      | 日本      | アメリカ  | イギリス                      | ドイツ | 中国 | カナダ | スウェーデン | オランダ | フランス | ロシア | イタリア | ベルギー | その他 | 合計（人） |
| -------------- | --------- | --------- | ----------------------------- | ------ | ---- | ------ | ------------ | -------- | -------- | ------ | -------- | -------- | ------ | ---------- |
| 1924年         | 4,357     | 614       | 250                           | 113    | 69   | 38     | 19           | 7        | 6        | 4      | 3        | 1        | 11     | 5,502      |
| 1925年         | 4,522     | 578       | 251                           | 129    | 74   | 48     | 22           | 5        | 22       | 18     | 6        | 6        | 27     | 5,708      |
| 別荘戸数（戸） | 日本人429 | 外国人220 | 合計649（学校及び団体は除外） |        |      |        |              |          |          |        |          |          |        |            |

1889年8月には、100名ほどの外国人が旅籠などに避暑滞在し、そのうち別荘を所有していたのは5名であった。その後1892年には、別荘は14軒、所有者は13名へと増加した。1893年には上野-軽井沢駅間で鉄道が開通したが、当時外国人は居留地とその隣接地区に居住地を限定されており、なおかつ土地所有も禁じられていたため（ゆえに1890年代の外国人別荘は、日本人の名義で土地が登記されていた）、別荘数に著しい増加は見られなかった。1899年に不平等条約の改正と同時に外国人居留地が廃止され、外国人の内地雑居が許可されたことで、鉄道開通は大きな役割を果たし、軽井沢の活気は高まりを見せる。土地が余剰した環境と安価な土地価格も相まって、ホテルや貸別荘などのリゾート設備が充実し、また個人名義の別荘でも、合宿やルームシェアに近い形で共同で住まったり、仲間内で貸し出されるなどして、毎夏1000人近くの外国人が滞在した。それに伴い、英米への留学・滞留経験があり外国人と交流を持っていた一部日本人の間でも軽井沢の知名度は高まり、避暑に訪れる者が出てきた。
1910年には、外国人別荘が134軒、外国人向け貸別荘が25軒を占め、これらの多くが旧軽井沢東側に集中していた。一方で、日本人別荘は19軒のみであり、外国人別荘を囲むように旧軽井沢西側の外縁部に多く立地していた。つまり、かつては宿場町であった外国人向け商店街を中心として、外国人によって別荘が充填され、避暑地の中核が形成される一方で、その外縁部では日本人を交えて別荘地が拡大しつつあった。
in ’93 the Government built the many- tunnelled Abt-rail track, and Karuizawa became a station on a trunk-line connecting the two seas ; when the "Manpei Hotel was opened (with a signboard painted in foreign letters) and table d’hote was naturalised, […] while quite recently even Japanese gentlemen of high degree have begun to build houses and introduce their families. As in so many other cases, the world followed the lead of the missionaries. Foreigners are now the raison d’étre of Karuizawa, and no echo of Feudalism haunts the hills.（93年に政府は何本ものトンネルを掘ったアプト式レール線路を建設し、軽井沢は両海を結ぶ幹線の駅になった。「万平ホテル」がオープンし（看板が外国文字で描かれている）、西洋料理が帰化した。（中略）ごく最近、上流階級の日本人紳士でさえ家を建て、家族を紹介しはじめた。他の多くの例と同様に、世界は宣教師の先導に従った。 外国人は軽井沢の存在意義となり、封建制の面影が丘に出没することはない。）—Ernest Foxwell『A Tale of Karuizawa』（1903年）
In the early days no Japanese would go to Karuizawa. […] A summer resort in the mountains, without a hot spring to bathe in, was a thing undreamed of. But by degrees they found out that the summer among the mountains, spent, as the Englishman or American spends it, with healthy amusements and quickening social life, sent him back to his work a new creature ; and they have begun to break through their prejudices and to frequent the place of rest and repose which the foreigner discovered for them. It is a good omen, and the landowners in Karuizawa will doubtless be able to turn it to good account.（最初、軽井沢に行く日本人はいなかった。（中略）入浴する温泉のない山間部の避暑地なんて、夢にも思わなかった。しかし彼らは次第に、英米人が過ごしたように、山の中で過ごす夏が、健康的な娯楽や活気ある社会生活によって、彼らを気分一新させて仕事に送り返すことがわかった。そして彼らは固定観念を打ち破り、外国人が発見した休息と安息の場所を頻繁に訪れるようになった。それは良い兆候であり、軽井沢の地主たちは間違いなくそれを活用することができるだろう。）—アーサー・ロイド『Every-day Japan』（1909年）
その後1910年代から1920年代にかけて、訪れる避暑客の大きな割合を日本人が占めるようになる。『軽井沢避暑団』の統計によれば、1919年における外国人別荘数が総数の68%で204戸であるのに対し、1930年には全別荘数のうち33%183戸が外国人所有とその割合を小さくした。その主な要因としては、第一次大戦後の日本経済の伸長（大戦景気）による日本人の購買力上昇が挙げられる。またその反動から、封建領主や新興資本家が避暑客の新たな主導権を握ったことで、宣教師の求める質素で清貧な理想像から軽井沢が乖離していったとも考えられる。加えて、日本国内の物価が高騰したことにより、本国からの送金に依存する宣教師の生活費が目減りし、以前と同水準の生活を送ることが難しくなりはじめたとされる。
1920年には、これらの要因と併せて、避暑人口の増加に伴い、日本人によって町内各地で大規模なリゾート開発が行われ、外国人同士の間でも形式的な雑事が多くなったことから、これらの環境を好まなかった軽井沢の外国人宣教師の一部が、野尻湖畔に別荘地「神山国際村」を開発して集団で転居する事例が発生している。
特に外国人避暑客にとっては、軽井沢が国内外に避暑地として知られるにつれ、毎夏宣教師が日本各地および東アジア各国から集まり、教派を超えて布教活動や現地情報などを交換する大きな会議が頻繁に開催されていたほか、外国の大使館員や公使館員、商人も増加し、東京での社交や会合が、夏は軽井沢を舞台にして行われていた（これらは日本におけるワーケーションの先駆けと言える）。野尻湖に移った宣教師の一人であるW. R. McWilliamsは 「糊のきいたシャツを着て、形式張ったお茶会や、1週間に7回もの会議に出席することから逃れるために、浅間山に登る必要がなくなる。野尻湖へ行こう。野尻湖では眉をしかめられることなしに一夏を水着で過ごすことができる」と述べた。
アレクサンダー・クロフト・ショーとも交流があった尾崎行雄は、1929年の随筆には「例年日光中禅寺に避暑する外人は、外交官か富豪か、いはゆる社交場裡の人が多い。故に社交的往来及び礼式等も多少うるさいが、軽井沢では、宣教師、学校教授、その他質素な知識階級の人が多く来る故に、万事質素で且つ気楽だ」としていたが、1940年頃になると「今では日本人が大分多くなって、西洋人を漸次駆逐している。金持ちが沢山入り込んで必要以上に広い土地を買い、豪奢な別荘を建て、贅沢な生活を始めたので、物価なども高くなり、俗悪にもなって来たことが西洋人を駆逐した原因であろう」と記しており、この10年で彼の軽井沢に対する印象に変化が現れている。
以上のように、大正 - 昭和初期にかけて、日本人界隈にのみならず外国人界隈からしても、軽井沢は一大リゾート地として認識されていった。明治期の時点で既に高級ホテル『旧三笠ホテル』が建設されていたほか、大使館・公使館や外国商館が少なからず軽井沢に広大な土地を擁する別荘を所有していたとはいえ、もっとも現在見られる高級別荘地としてのイメージは、この時期に深く定着したと考えられている。
幸いに軽井沢には大して悪いブルヂヨウア気分はまだ入っていないようであるが、（中略）随分大きな土地を占めているぜい沢な別荘もあるようである。風紀は善良だが、ブルヂヨウア気分が入っていないとはいえない。—徳田秋声『私と避暑』（1928年）
やがて日本人の贅沢な避暑地となり、外人も大公使館員や商人が入り込むにつれて、宣教師達の山小屋風の別荘は追々日本人の手に買い取られてゆくけれども、秩序と公徳とを尊ぶ宣教師達の美風は残つてゐて、今も割と静かな賑わひである。—川端康成『高原』（1939年）
一方で、1930年代後半に入ってもなお外国人宿泊者数と外国人別荘戸数は順調に増加しており、日本人避暑客が急増したと言えども、外国人から避暑地としての軽井沢の評価が高まる傾向が続いていたことは明らかであった（いわば外国人避暑客と日本人避暑客が共存していた） 。1935年時点で外国人別荘はそれまでで最も多い305軒であり、1938年頃からは一時減少するものの、その後は後述するように疎開によって国際色がより強くなるなど、終戦直後まで軽井沢が依然として異国情緒溢れる特殊な町であったことに疑いの余地はなかった。

#### 日本人避暑客・別荘客

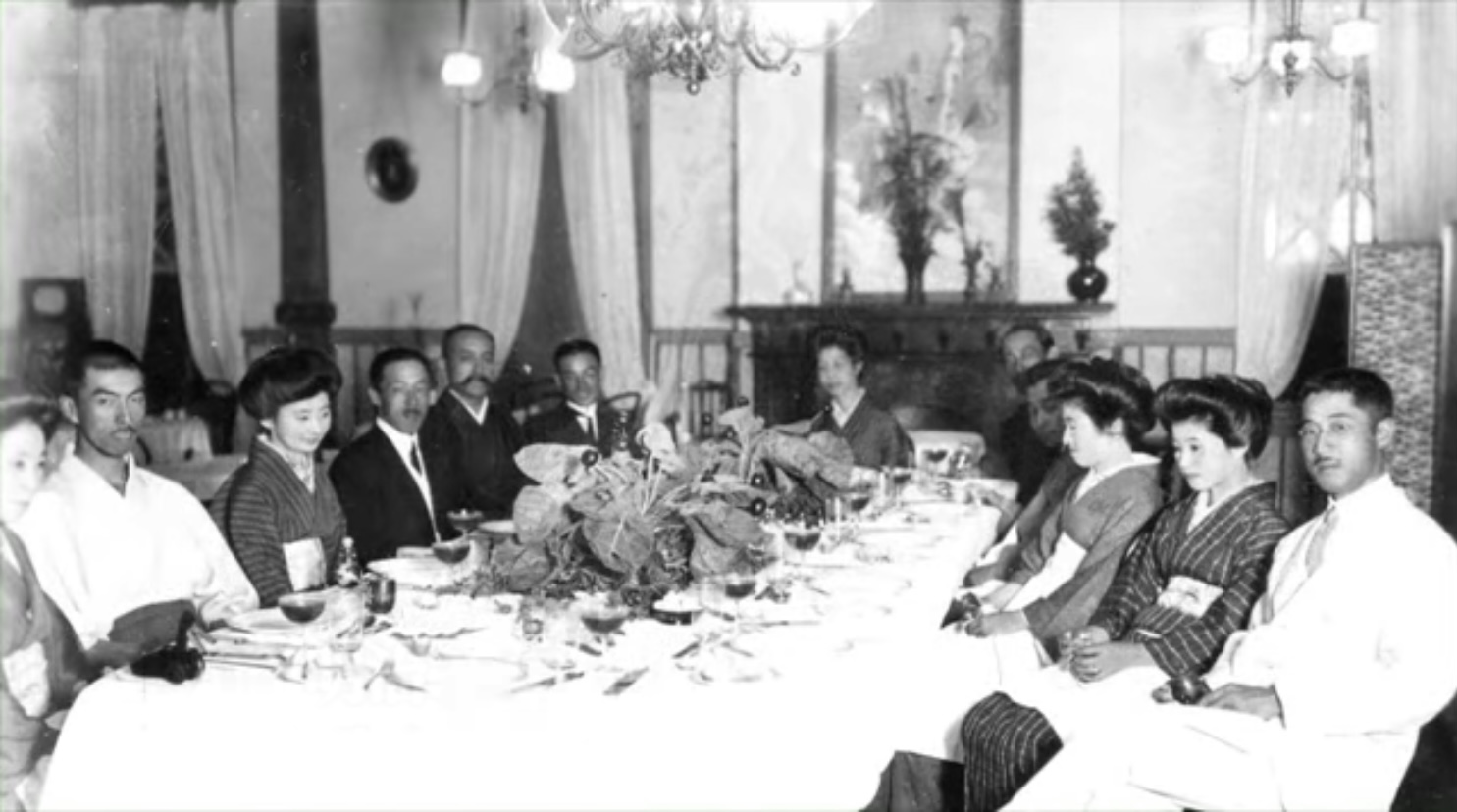
大正期に『三笠ホテル』で開かれた晩餐会の風景。写る人物は、西尾忠方、近衛文麿・千代子夫妻、徳川慶久・實枝子夫妻、里見弴、有島武郎、毛利高範夫人賢子、徳川義親、山本直良・愛夫妻、黒田長和・久子夫妻。

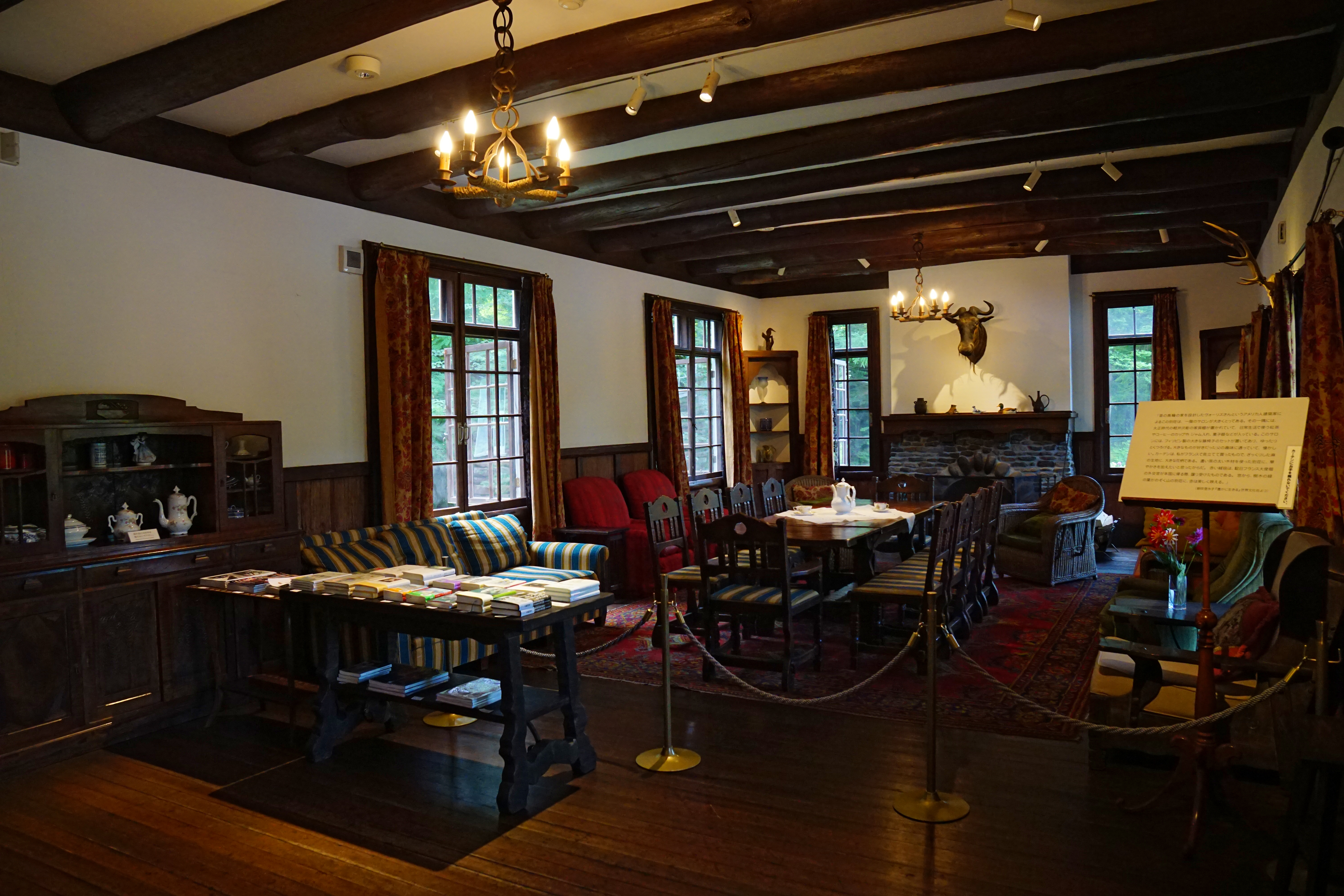
旧朝吹常吉別荘（睡鳩荘）の豪華絢爛な内観。朝吹一家は、この別荘で避暑中の外国人らを招いてよくパーティーを開いていたという。

日本人の別荘として最も古い八田裕二郎の別荘（現存）が竣工したのは、ショーが軽井沢を初めて訪れてから、わずか8年後の1893年のことであった。末松謙澄（1898年に土地取得）、三井三郎助（1899年に土地取得）ら一部の日本人がそれに続いていった。
大正初期に、貿易商の野澤源次郎が旧軽井沢西側一帯で富裕層向けの別荘地分譲を開始したが、それを機に、軽井沢には日本の上流層がそれ以前とは比較にならないほど、こぞって訪れるようになる。軽井沢町立図書館に収蔵されている1926年/1930年/1936年の別荘地図には、別荘所有者の名が別荘番号とともに併記されているが、そこには外国人とともに日本の著名人の名が多数記録されており、一部を挙げただけでも徳川慶久、徳川義親、徳川圀順、細川護立、前田利為、新渡戸稲造、御木本幸吉、正田貞一郎、益田孝、根津嘉一郎、安田善次郎、鹿島守之助、石橋正二郎、河本重次郎、青山胤通など、華族から実業家や医師に至るまで、各界の錚々たる面々であった。皇族では、竹田宮、伏見宮、北白川宮、朝香宮などが別荘を建て避暑滞在したが、なかでも千ヶ滝地区にある1928年竣工の朝香宮別荘は、戦後に西武が買収してホテルとして開業し、『プリンスホテル』の起源となった。歴代の内閣総理大臣含む大物政治家たちも別荘を構え、桂太郎、大隈重信、加藤高明、鈴木喜三郎、近衛文麿、鳩山一郎などと続いた。15代目市村羽左衛門、2代目市川左團次といった芸能人も戦前から既に避暑に訪れていた。
一方で特権階級のみに限らず、軽井沢は中流階級にも早期から積極的に開放されていた（そもそも避暑地軽井沢を開拓した外国人宣教師は、本国では中流階級に属する階層であった）。大正期から半田善四郎や前田栄次郎などが本格的な貸別荘業に着手したが、特に、野澤源次郎が旧軽井沢で富裕層向けの別荘地分譲を開始したのと時をほぼ同じくして、千ヶ滝地区で中流階級向けの別荘地分譲をはじめた堤康次郎は、当時のパンフレットに以下のような文言を残している。
軽井沢の天恵は、決して一部少数の人々にのみによつて独占さるべきものではありません。真に都会に奮闘努力する、多数の中産階級の人々こそこの天恵を享くる最も有資格者であり、必要者であらねばならぬと信じます。—大正期に発行された千ヶ滝別荘地のパンフレット冒頭

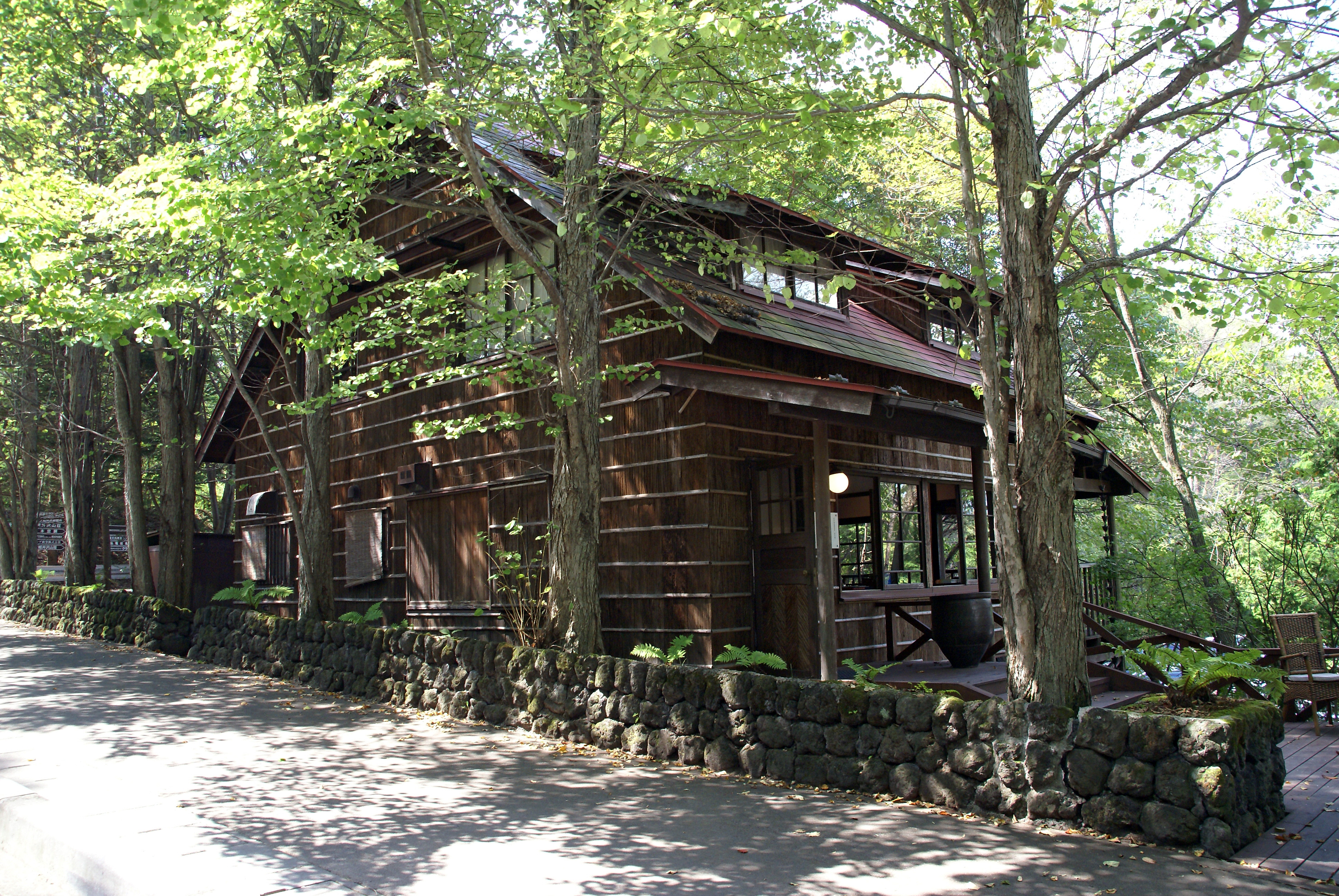
1923年に有島武郎と波多野秋子が心中した別荘「浄月庵」。この心中事件は当時の新聞紙上でセンセーショナルに取り上げられ、軽井沢は大衆からにわかに注目を浴びた。

芸術家や学者なども数多く避暑に訪れた。特に軽井沢にゆかりのある小説家、学者等は枚挙にいとまがない。堀辰雄、片山広子、萩原朔太郎、立原道造、芥川龍之介、室生犀星らによる『つるや旅館』を舞台とした避暑コミュニティや、市村今朝蔵が松本重治、蝋山政道、我妻栄ら学者仲間に働きかけて生まれた南原地区の「友達の村」構想は知られている。1918年には、離山の麓で「軽井沢通俗夏季大学」が開設され、総裁に後藤新平が、学長に新渡戸稲造が就任し、軽井沢に別荘を所有する学者や外国人教師によって講演が行われた。この催しは「軽井沢夏期大学」として現在でも継続されており、2018年には創立100周年、第70回目の開催を迎えた。1921年には星野温泉敷地内の材木小屋で「芸術自由教育講習会」が開かれ、内村鑑三、北原白秋、巖谷小波、弘田龍太郎、鈴木三重吉、島崎藤村らが教鞭を取った。その材木小屋が現在の『軽井沢高原教会』のルーツとなっている。また、西村伊作を中心として、与謝野鉄幹・晶子夫妻、石井柏亭、河崎なつら文化学院の創設に関与した芸術家たちの避暑コミュニティも知られており、『ルヴァン美術館』が彼らゆかりの施設となっている。
人種や社会階層に関係なくあらゆる人々の来訪を許容する、そのコスモポリタニズムともとれる環境は、軽井沢に一種のブランド価値を与えた。その土壌は、他地域との往来が激しかったかつての宿場町としての基盤や、宣教師らによるキリスト教の自由主義と平等思想から生まれたものであり、このコスモポリタニズムの流れは戦後も引き継がれていくことになる。
滞在中はすべての人種と階級を打破って、自由に平等に自然に親しみ人生を楽しまねばならぬ、これ他の避暑地に誇るべき所以の第二である。—佐藤孝一『かるゐざは』（1912年）

### 戦時下の軽井沢

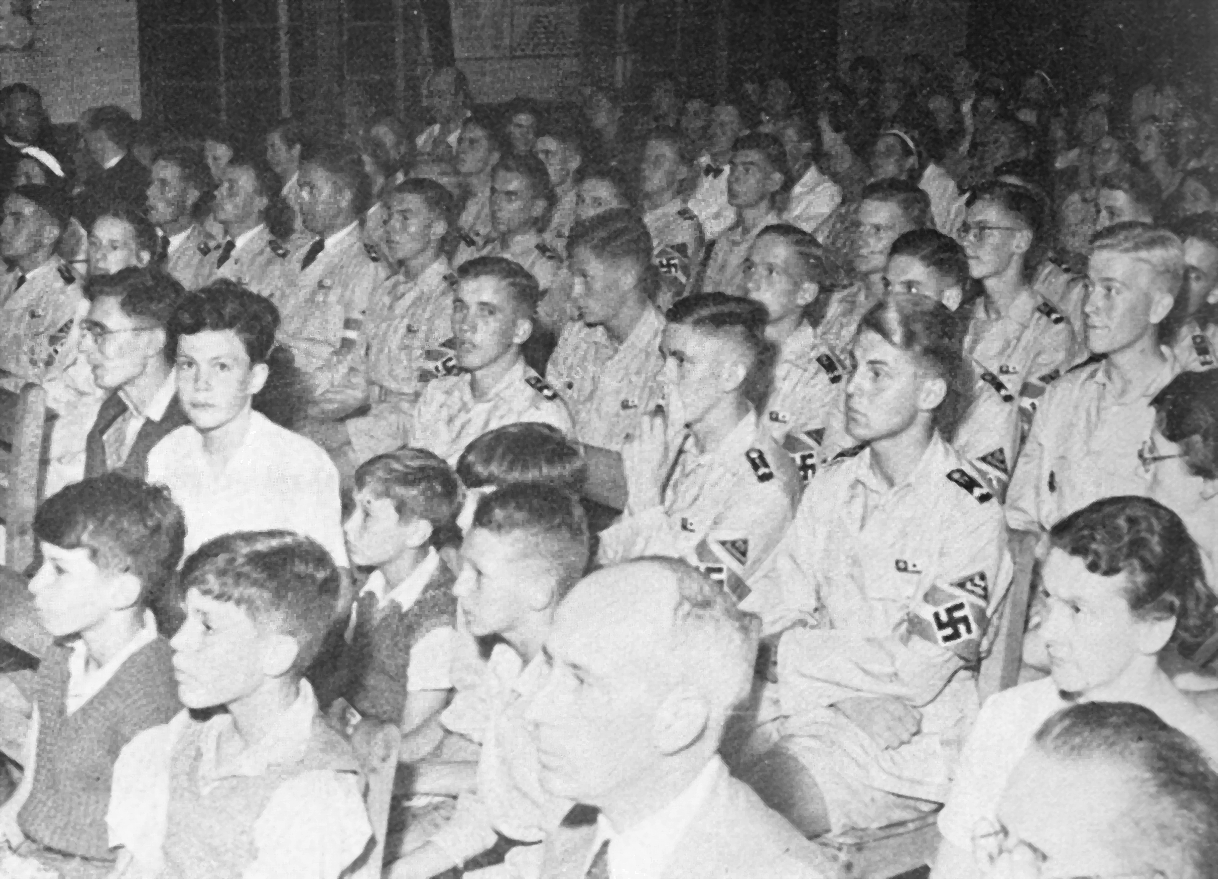
軽井沢を訪れたヒトラー・ユーゲント一行（1938年8月24日撮影）

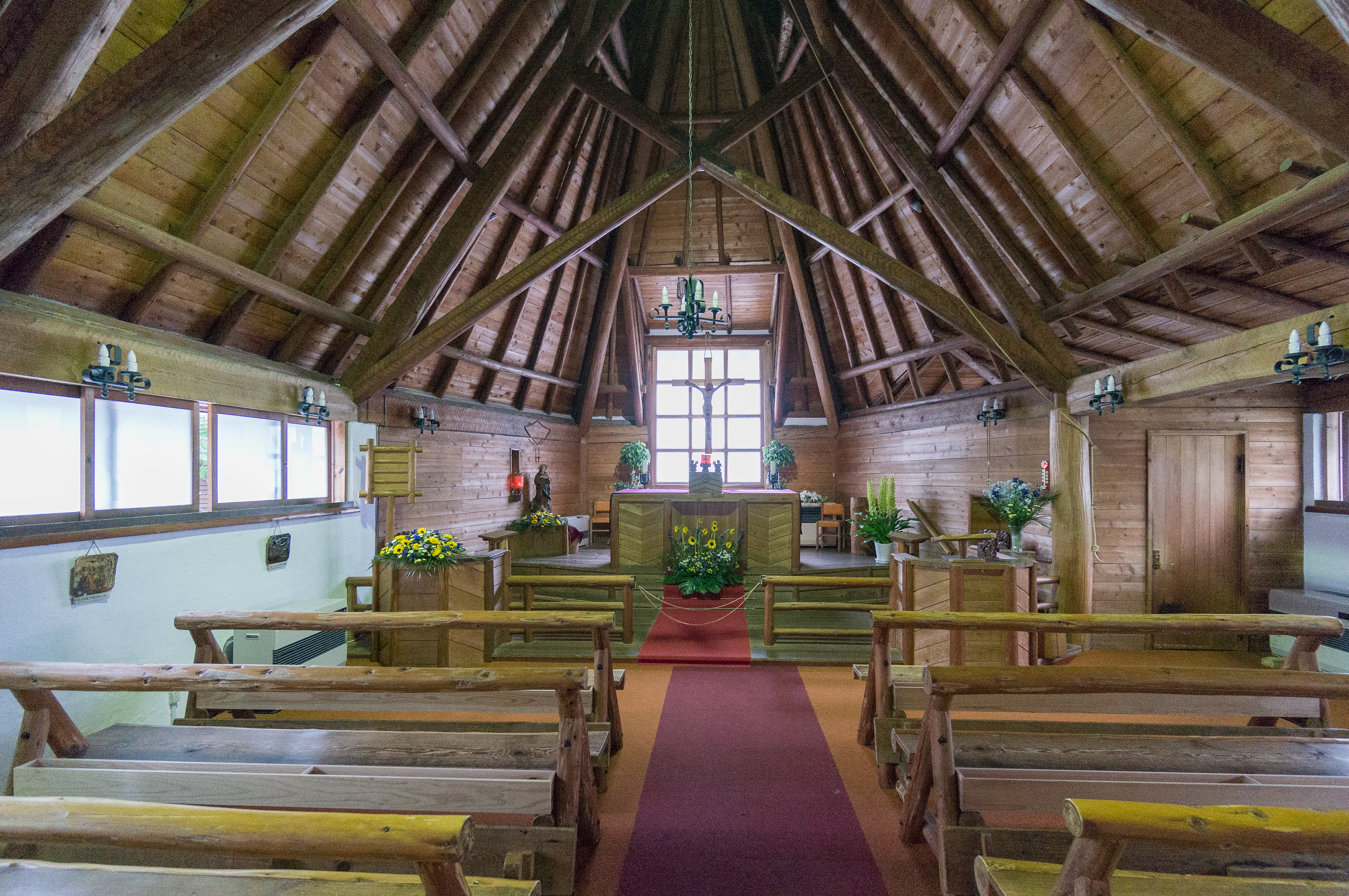
『軽井沢聖パウロカトリック教会』の内部。堀辰雄は、ポーランド侵攻の翌日にこの教会でポーランド人の少女が故国を想い礼拝している姿を、随筆『木の十字架』のなかで描写している。

第二次世界大戦の機運が高まった1938年頃から、在留英米人は別荘を処分して帰国しはじめ、戦争が激化すると疎開者が増えていった。外国人避暑客の中心人物であったダニエル・ノーマンは、長らく軽井沢に居を構え、当地に骨をうずめるつもりで軽井沢外国人墓地に墓所まで購入していたものの、戦局の悪化により本国への引き上げが勧告され、惜しみながらも1940年12月にカナダへ家族と共に帰国、その半年後に故国で死去した。1938年8月にはヒトラー・ユーゲント30名が来訪し、近衛文麿が前田別邸で歓迎会を催した。また近衛は1940年7月、軽井沢の別荘に政治学者の矢部貞治を招き、大政翼賛会の構想を練る。太平洋戦争が目前に迫った1941年8月には、オイゲン・オットとリヒャルト・ゾルゲが来訪し、町内を視察している。
終戦時には、東條内閣下の公安当局によって、軽井沢がスイス・フランス・オーストラリア・イタリア・ドイツ・スペイン・トルコ・ポルトガル・フィリピン・中華民国などヨーロッパ、アジア13ヵ国の大使館・公使館の疎開先となっていた。現在、その歴史が建造物として残されているのは旧軽井沢の三笠地区、前田郷内にある『旧スイス公使館』のみである。1944年9月、当時朝日新聞専務取締役であった鈴木文史朗は、軽井沢に旧知の駐日スウェーデン公使ヴィダール・バッゲを訪ね会談、米英との和平の斡旋を依頼した。のちに「バッゲ工作」として知られる。また時を同じくして、カミーユ・ゴルジェ大使率いる軽井沢のスイス公使館も和平工作に奔走し、ポツダム宣言受諾の方向で話が進められた。
そのほか、数多くの駐日外国人が日本政府から強制疎開地として指定された軽井沢に疎開し、事実上の軟禁生活を送った。終戦時には約300人の外交官に加え、2千数百人の一般外国人が軽井沢に滞在していたと言われている。なかでもアジア・オセアニア地域の米英領にいた大量のドイツ人や、ロシア革命によって日本に亡命していた多くの在日ロシア人が軽井沢に抑留された。当地に疎開した外国人の中には、音楽家のヨーゼフ・ローゼンシュトック、マンフレート・グルリット、レオニード・クロイツァー、レオ・シロタ、アレクサンドル・モギレフスキー、小野アンナ、エータ・ハーリヒ＝シュナイダー、ヴィクトル・ポクロフスキー、学者のフリッツ・カルシュやテオドール・シュテルンベルク、タレントのロイ・ジェームス、俳優のオスマン・ユセフ、プロレスラーのユセフ・トルコ、野球選手のヴィクトル・スタルヒン、画家のワルワーラ・ブブノワやノエル・ヌエットやポール・ジャクレー、写真家のフランシス・ハール、料理人のサリー・ワイル、ジャーナリストのロベール・ギランなども含まれていた。また、ジャーナリストのペーター・クロームや外交官のマッシモ・バイストロッキは、戦時中に軽井沢で生まれた。
この時期については、連合国側に中立地帯として正式に通告していたことから空襲に遭う恐れこそなかったものの、軟禁中の厳格な監視下の圧力に加え、戦時中のために食料の供給が十分でなかったことや、軟禁生活の通年拠点が夏仕様の別荘であったことなどから、抑留外国人にとって非常に厳しく過酷な生活であったと伝えられている。特に終戦直前の1945年7月には外国人の強制疎開が強化され、それにより受入態勢が整わぬまま東京大空襲などで首都圏から追い出された外国人が軽井沢になだれ込むなど、現場は混乱を極めた。例えば、戦時中のレオ・シロタ夫妻の疎開先となった別荘は、大正期に有島武郎が愛人と心中した舞台「浄月庵」であったが、1945年12月、娘ベアテはこの別荘で憔悴しきった母と4年ぶりの再会を果たしている。国籍はさまざまでありながらもキリスト教信者であった抑留外国人の多くは、日曜になると教会に集い、各々が故国に向けて祈りを捧げた。
流人のように惨めな境遇に落とされたにも拘らず、軽井沢に移った当初わたし達は、まことに快適な愉しい気持になれたのでした。（中略）折からの新緑に包まれていた風光は中部ロシアの初夏を憶い出させてくれましたし、東京の騒音、空襲警報のサイレン、それに警察や憲兵の圧迫がないことが何よりわたし達に蘇生の思いをさせてくれ、（中略）たのでした。だが、しかし、まだ喜ぶのはまだ速すぎたのです。それというのはやがて特高や憲兵たちもまた大挙して移駐して来たからであります。そして彼らの東京時代に輪をかけたような禁令と監視とが、精神的にも物質的にもわたし達を非常に惨めな生活に陥れて行ったからです。—ヴェ・ブブノーワ『戦時下日本での私達』（1955年）
われわれの士気にもっと悪い影響を及ぼしたものは、われわれ追放者たちが毎日－そして毎夜－感じていた身の不安であった。戦争が刻々日本へ迫って来るにつれ、特高は増々神経を尖がらせ、誰も彼もが皆容疑者になってしまった。（中略）だが、軽井沢の住人は概していつでも友好的であるか、少なくとも外国人に対しては無関心であったことを強調して置きたい。—ヨーゼフ・ローゼンシュトック『ローゼンストック回想録――音楽 はわが生命（中村洪介 訳）』（1980年）
軽井沢に別荘のあった日本人も外国人とともに数多く疎開し、政界の重鎮らは日夜和平工作に関して私的に会談を行っていた。来栖三郎、寺崎英成、東郷茂徳といった、身内に欧米人がいる疎開者にとっては、自国民からの敵国人差別を免れる目的もあった。東郷茂彦、東郷和彦、朝吹由紀子などは、戦時中に軽井沢で生まれた。
終戦後も軽井沢には疎開者がしばらく残留しており、1945年10月30日には、軽井沢に潜伏していたカールフリート・デュルクハイムを含むナチスの残党26名を米陸軍の対敵諜報部隊特別捜査官のロビー・マコーリーらが逮捕した。この逮捕直前の1945年9月16日に、日本におけるナチス指導者Franz Josef Spahnが潜伏中の軽井沢でインタビューを受ける様子が映像として記録されている。連合国占領下の時期には、米軍のロバート・アイケルバーガー中将が軽井沢を視察して気に入り、当地を占領軍のレストセンターにすることを決定、町内のホテルやゴルフ場、大規模別荘が接収された。

### 戦後の俗化と失われなかったイメージ
軽井沢に重大な変化が起こったのは、日本人避暑客が増加した大正-昭和初期や、疎開地となった戦時中ではなく、むしろ戦後になってからのことであった。敗戦後、西洋風のホテルや別荘などはすぐに米軍に接収され、数年後徐々に接収が解除され始めてからも、軽井沢の生活は、容易には戦前の水準には戻らなかった。このような戦後の軽井沢の混乱は、戦前の軽井沢では見ることのできなかったパチンコ屋やバー、そしてトルコ風呂などを出現させた。この戦後の軽井沢の急激な堕落とも取れる変化は、戦前の軽井沢の高級で厳格なイメージがしっかり残っていたからこそ、余計に印象的となった。
1951年には、町当局と別荘滞在者が東奔西走し、国に先駆けて「売春取締条例」が制定され、国から「国際観光文化都市」にも指定されたものの、混乱はまだ収まっていなかった。1953年、当時の混乱を示す事件として、米軍演習地誘致の問題が発生した。この事件に対する住民の反対運動をきっかけとして、戦後の軽井沢の風紀の乱れを直そうという機運が起こり、それが同年8月の『軽井沢文化協会』の設立や、1958年の、風俗営業や夜間営業を禁止し、騒音を防止する『軽井沢町の善良なる風俗維持に関する条例』 の公布となって現われた。
昭和30年代の高度経済成長期に突入すると、軽井沢には再び別荘ブームが起こったが、それと同時に1952年以降の『軽井沢スケートセンター』を含むスケートリンクの増設や、1959年の明仁皇太子御成婚（テニスコートのロマンス）などから、観光客が急激に増加し、軽井沢に再び活気を与えた。新興別荘地の造成やリゾート施設の建設は、戦前から活発に行われていたが（ただし戦後は過激化したことにより、環境破壊という新たな問題を引き起こした）、一方で観光の大衆化は、軽井沢に戦前には見られなかった新たな問題を引き起こした。大量の観光客の流入が、閑静な避暑地であった軽井沢の環境を変え始めたのであった。
凶悪犯罪こそないけれども、犯罪発生件数で長野県下第一位、窃盗被害額においても首位を占めるという町、それが "国際観光文化都市"と称し、外人宣教師によって開かれた清教徒的避暑地であり、多数の金持や知識人が集まることで有名な軽井沢であるといったら、誰しも奇異の感を抱くであろう。しかし残念ながらそれが最近の軽井沢の真の姿なのである。—中屋健弌「軽井沢のいやらしさ」（1958年）
今年から夏でもアイススケートのできるスケートセンターには若者たちが群がり、ジャンスカ音楽のレコードが鳴り響く。（略）ここ二、三年のうちにみるみる町の姿が変った。おまけにバーが五、六軒、キャアキャア笑う女給の声が聞えるにおよんで、別荘人種はキューッとマユをツリあげた。—朝日新聞「大衆化する軽井沢　別荘人種ハラハラ」（1959年）
当時の新聞や雑誌には、こういった現象に関する記事が、毎年夏になると必ず取り上げられている。大衆の読物である新聞や雑誌に、軽井沢の俗化の記事が取り上げられること自体、大きな意味を持っており、それは軽井沢のイメージが、戦前の一部の日本人の枠を越えて一般庶民にも普及し、より広い社会集団のレベルで定着してきたことを示していた。加えて、このような記事があちこちで書かれることによって、軽井沢はさらに知名度を増していく。また記事に見られる差別的ともとれる表現は、「高級避暑地 ・別荘地」としての軽井沢のイメージを強化しこそすれ、そのようなイメージを壊すものではなかった。実際、現実の軽井沢は大衆化し続けたにもかかわらず（とはいえ皇族や旧華族、実業家、文化人ら名士たちがこぞって夏の軽井沢に集う様相は戦前と何ら変わっていなかった）、既に定着した軽井沢のイメージは、その後も依然として残っていった。それは文学作品にも現れており、戦後の軽井沢を舞台にした作品において描かれる軽井沢のイメージの多くは、依然として別荘、テニス、乗馬などで彩られる、上流階級の避暑地としてのそれであった。
その後の軽井沢の状況も、アンノン族の来訪に代表されるように、大量の観光客が押し寄せ、メディアが一大観光地として頻繁に軽井沢を取り上げている点で、これらの延長上にあると捉えられるが、特徴的なのは、1975年前後から前述のような軽井沢の大衆化を主題とした記事は少なくなり、むしろ軽井沢にいわゆる別荘族と日帰りの一般大衆がいるのは当たり前とする論調のもの、さらには軽井沢の高級さを強調するものが増えてきたことであった。いわば「限られた人々の避暑地」「高級別荘地」という固定化された軽井沢のイメージは、明らかに大衆化が進んだ現在においても一向に失われておらず、ましてや以前にも増して強調されている可能性もある。それは、「軽井沢」という明治期以来の場所イメージの記号化が、それを享受する社会集団のレベルを広げつつ、未だ途絶えていないことにある。
1963年8月放送の『中日ニュースNo.499_3』（中日映画社）では、以下のように報告している。
こうしたなかで最近は大きな娯楽センターが建設され、バカンスを楽しむ若者たちで賑わっています。これは、上流社会ムードを開放して稼がんかなという観光業者のがめつい性根が成功したもの。（中略）こうしたなかで町当局は風俗審議会を設け、健全な町の空気を維持するための努力を続けてきました。この運動には住民たちも積極的に参加、街頭での呼びかけを続けています。（中略）今急激に発展を続けている軽井沢。しかし、人々の努力が実り、この町の明るく静かな雰囲気が守られていくことでしょう。—中日ニュースNo.499_3「軽井沢」（1963年）
小説家の石坂洋次郎は、家族ぐるみで別荘地の山荘にこもって転地生活を送ることになる避暑客にとっては、付近の名勝地に今更出かけるわけもなく、暑く混み合う日中にわざわざ買い物に出かけることもないため、世間の騒ぐような、避暑地としての軽井沢が俗化した雰囲気を感じることはあまりない、と1971年発表のエッセイのなかで指摘している。
本格的に外国人避暑客が減少したことも、戦後に入ってからの大きな変化であり、これは避暑地としての全国的な傾向でもあった。しかし、『軽井沢会』の統計によれば、1951年では全別荘数のうち100戸が外国人所有で全数の10%であり、1960年には旧軽井沢地域の全別荘のうち9%116戸が外国人所有、1968年には全別荘のうち5%137戸が外国人所有と、その割合は年々小さくなっていったとはいえ、戦後も決して少なくない外国人が避暑に訪れており、1963年8月放送のニュース映像『中日ニュースNo.499_3』（中日映画社）においては「今日も30ヶ国、2000人の外国人が滞在しています。そして、この町だけで7つの教会が集中。日曜日ともなれば国際色も豊かに多くの信者が集まり、静かな祈りを捧げるのです」との報告が、近年では2011年10月放送のNHK番組『新日本風土記 軽井沢』においても、夏になると多くの外国人が軽井沢に集まってくる様子を伝えている。

### 別荘文化
「娯楽を人に求めずして自然に求めよ」と是が軽井澤の至る所に於て叫ばるゝ標語である。故にこの唯一の標語の下に、避暑地として世に知られてより、今日に至るも猶芸娼妓を許さずまた此の種の婦人を容れずして、飽くまでも善良なる風習を保つに腐心するは、これ他の避暑地に誇るべき所以の第一である。—佐藤孝一『かるゐざは』（1912年）
現代における一般的な別荘の利用方法である週末や連休のみの滞在と異なり、かつては初夏になると生活拠点を完全に別荘に移し、秋口にかけて家族生活を営んだ。つまり、避暑客は少なくとも1ヶ月以上をその地で過ごすことになり、彼らの生活様式が地域に文化として定着するのは、決して不思議なことではなかった。

#### 「軽井沢ブランド」の形成
軽井沢は、「別荘地」「高原リゾート地」としての都市イメージが非常に高い地域であり、「軽井沢ブランド」とも呼ばれている。外国人避暑地の中でも初期から日本人に広く開放され、外国人と日本人の間で積極的に交流が行われていた軽井沢は、伝聞により国内外の著名人が次々と訪れ、それに伴う形で都市開発も洗練されていったため、ブランド力は他に比べて強固なものになっている。
なかでも宣教師がもたらしたキリスト教精神は、「軽井沢ブランド」の方向性を大きく決定づけることになった。自治組織『軽井沢避暑団』によって1916年に"善良な風俗を維持し清潔な環境を築く"ために制定された「軽井沢憲章」は、現在に至るまで守り続けられている。町内における風俗営業、歓楽街の排除は現在でも続けられているほか、かつては避暑外国人の自治会が品物の原価を調べて売値を制限したり、あるいはキリスト教の教義に従って、日曜にはテニスコートを閉鎖したり商店に休業を求めたりもしていたという。このキリスト教精神によって、富裕層の来訪はノブレス・オブリージュと結び付けられ、また作家たちがそういった雰囲気を美しく描写したことで、よりいっそう軽井沢が「文化の理想郷」のイメージとして大衆に普及、固定されていった。
「同じブルジョアでも軽井沢へ行く人は、ちょっと違うようだな。皆んな変な洋服を着たような奴ばかりで、ぞろりとした風をしてるものはいないそうで。芸者だとみると、何なに素人風をしていても追払うんだって。だから子供なんかつれて行くにはいいんです。御父さんなんかにや実に詰んないところだそうだ。是非一度来てみろというから…。」—徳田秋声『暑さに喘ぐ』（1926年）
村には数軒の純洋風のホテルがあり、毎週そこで舞踏会が開かれ、あをあをと芝生の起伏したゴルフ・リンクスでは、キャディが球を追ひ駆けてゐる。小川にそった繁みの奥には、静かなサナトリウムがあり、教会では日曜日毎に賛美歌が歌はれる。日曜日には本通りの店屋も、多くは戸を閉め、何時も賑やかなテニス・コートもひっそりとして、村ぢゅうが休憩をする。村を避暑地として開拓した宣教師たちの風習が、謹厳な古風な秩序となって残ってゐるのだ。—丸岡明『生きものの記録』（1935年）
別荘の所有率は普通世帯全体のわずか0.7%であり、また年収2000万円以上の世帯においても7.6%という割合に留まりながら（前者は2019年、後者は2008年のデータ）、町内に存在する別荘数は2015年の時点で1,5835戸（学校寮、会社寮を除く）となっており、町内における持ち家数5,717戸と比較すると圧倒的に別荘数の方が多く、明らかに特殊な町となっている。固定資産税の比率も別荘所有者が70 - 80%の割合を占めており、軽井沢町は、別荘とそれに付随する観光で成り立っている町と言えるのである。
しかしながら近年では、地域政策の場面において別荘所有者の発言力が限定的になっていることが指摘されており、「軽井沢ブランド」の低下が危惧されている。なお別荘数の推移は、2010年から2019年までのデータでは常に緩やかな上昇を記録している（学校寮、会社寮は共に減少）。

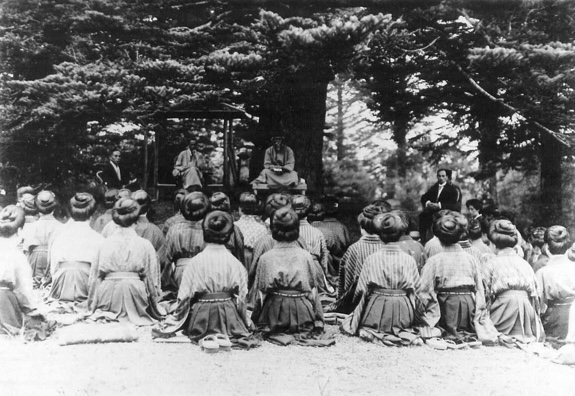
1916年8月の軽井沢にて、日本女子大学学生の前で瞑想するラビンドラナート・タゴール

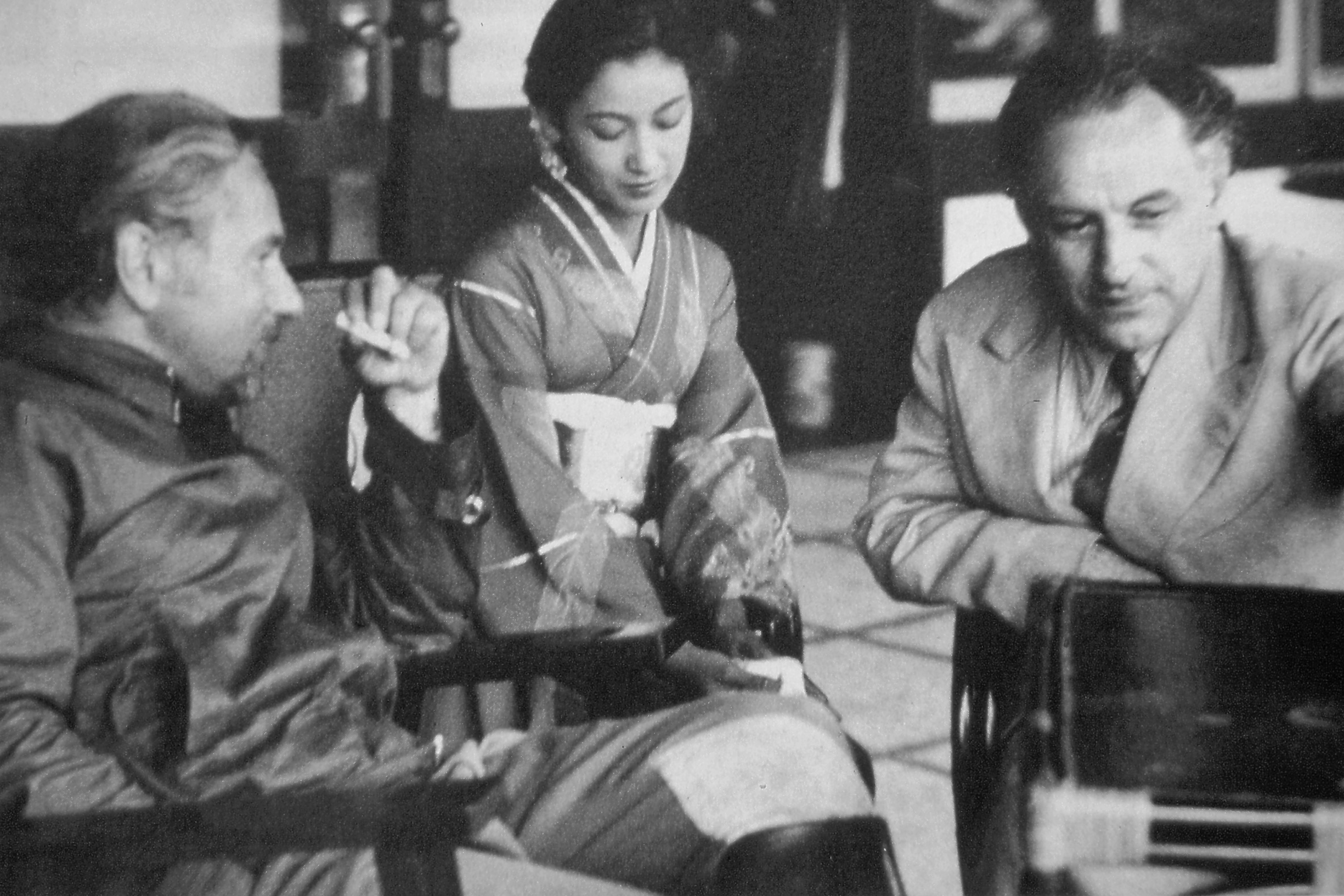
1936年8月の軽井沢にて、左からジョセフ・フォン・スタンバーグ、原節子、アーノルド・ファンク

海外著名人の来訪
軽井沢が持つブランド力は、海外著名人の来訪にも波及した。古くは1916年に思想家のラビンドラナート・タゴールが軽井沢を訪れたほか、1918年には作曲家のセルゲイ・プロコフィエフが知己のイギリス人の誘いを受けて滞在、1928年には大韓帝国皇太子の李垠が妻方子とともに滞在、また1931年には冒険家のチャールズ・リンドバーグがウィリアム・キャメロン・フォーブス大使別荘に滞在している。1932年にはハリウッド俳優のダグラス・フェアバンクスがジョセフ・グルー大使を訪ねて滞在、1936年には映画監督のジョセフ・フォン・スタンバーグが映画撮影中のアーノルド・ファンクを訪ねて滞在、そのほかレオナール・フジタのような海外で活躍していた日本人や、清の皇帝愛新覚羅溥儀や王女愛新覚羅顕琦の滞在も記録されている。戦後では、1949年に池田勇人大蔵大臣を訪ねてジョン・フォスター・ダレス国務長官が滞在、1974年には田中角栄首相を訪ねてヘンリー・キッシンジャー国務長官が滞在したほか、1952年には作曲家のオリヴィエ・メシアンが滞在、1967年には明仁皇太子同妃とともにネパール王国皇太子のビレンドラ・ビール・ビクラム・シャハが滞在、 1984年には中曽根康弘首相を訪ねてサッカー選手のペレが滞在するなどした。ミュージシャンのジョン・レノンが1970年代後半に毎年のように軽井沢を訪れ、数ヶ月滞在したことも知られている。格闘家のヒクソン・グレイシーは来日するたび山籠りを目的に滞在した。近年では、G7・G20の関係閣僚会合が複数回開催され各国要人が訪れているほか、2019年にはイギリス王室のマイケル・オブ・ケントが知人の誘いを受けて滞在するなどしている。また、2013年頃よりビル・ゲイツが軽井沢に別荘を建てたと噂されているが、その詳細は明らかでない。

#### 別荘コミュニティ
軽井沢には、『軽井沢会』（元・軽井沢避暑団）をはじめとした別荘団体が複数活動している。これらは初期の「外国人同士の情報交換の場」から「（サロン的な意味合いを持つ）別荘所有者同士の交流の場」へと変容しており、この別荘コミュニティが「軽井沢を特色づける文化」とされている。ただし実際には、他地域の別荘地においても少なからずコミュニティは存在しているため、歴史の長さ・格式の高さ（通俗的に言うならば、著名人の多さ）としての特色が強い。
町内には別荘地が数多く存在し、またその多くは明確に区分されているにもかかわらず、複数の別荘地あるいは町全体を一つの別荘地として認識しコミュニティが形成されているのも、他方の特色として挙げられる。その大半が任意団体であるが、会員制や紹介制といった排他的な構造を有するために軽井沢のブランド力向上に一定の役割を果たしている。　
別荘地の特色としてのオープン外構（塀を造らないこと）は、コミュニティの形成に重要な意味を持った。かつては、1階にベランダをもつ開放的な別荘が塀なしに並び、そこには明らかに外国人とわかる人々が夏期休暇を楽しんでいた。これは外部の者からすると、木立の中に建物がぼつりぽつりと建つ別荘地の小径を歩くにつれ、外国人がお茶をしながら談笑する光景を見ることができたはずであり、このように外国人の生活の様子が可視化されていた特徴的な対人的環境であったために、他の外国人や日本人を引きつけ、居住者間のコミュニティを醸成したと考えられている。ただし、人との交流を求めるのではなく、個人的な西洋流プライバシーを求めることも別荘の本来の在り方として挙げられ、プライバシーの確保として、多くの別荘は塀がなくとも隣棟間隔が通常の住宅地よりも広く、高低差も利用し他の別荘とは適度な距離感を保ち、 植栽によってさらに上手にコントロールされていた。この点は、多国籍で多様な人々が、戦時下ですら大きな摩擦もなく日常生活を送れた事実を裏付けるものとなる。

#### 西洋的な余暇・文化の定着

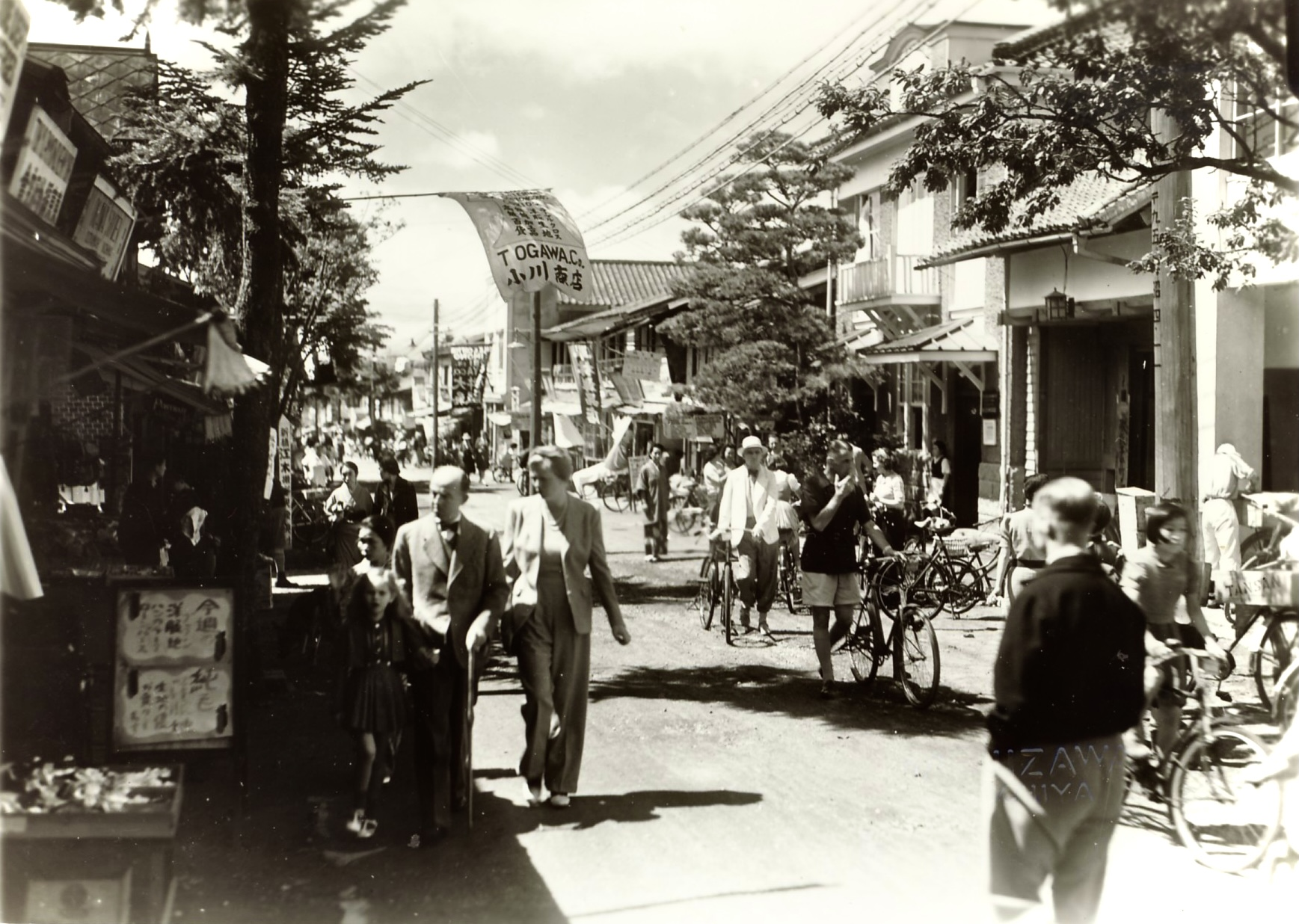
商店が立ち並ぶ旧軽井沢メインストリート（1930年代）

大正期以降、日本人避暑客の来訪は増加していったが、日本人が増えたとは言っても、軽井沢が当時の日本の中で特殊な場所であったことに変わりはなかった。むしろ軽井沢を訪れる日本人は、既に自分たちの意識の中に固定されていた軽井沢のイメージに従って、ここに住む西洋人と同じような生活を演ずる風にさえ見受けられた。軽井沢は日本にありながら日本らしくない土地であり、非日本的イメージを保ち続けた不思議な場所だったのである。

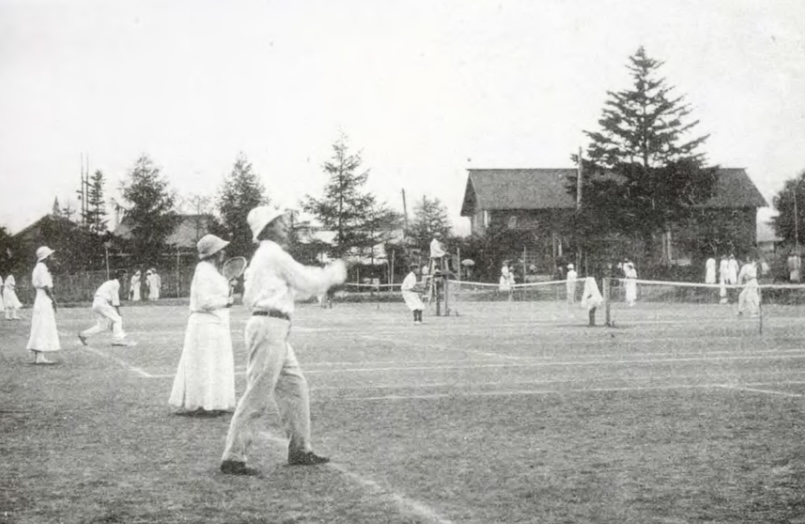
テニスを楽しむ外国人避暑客達

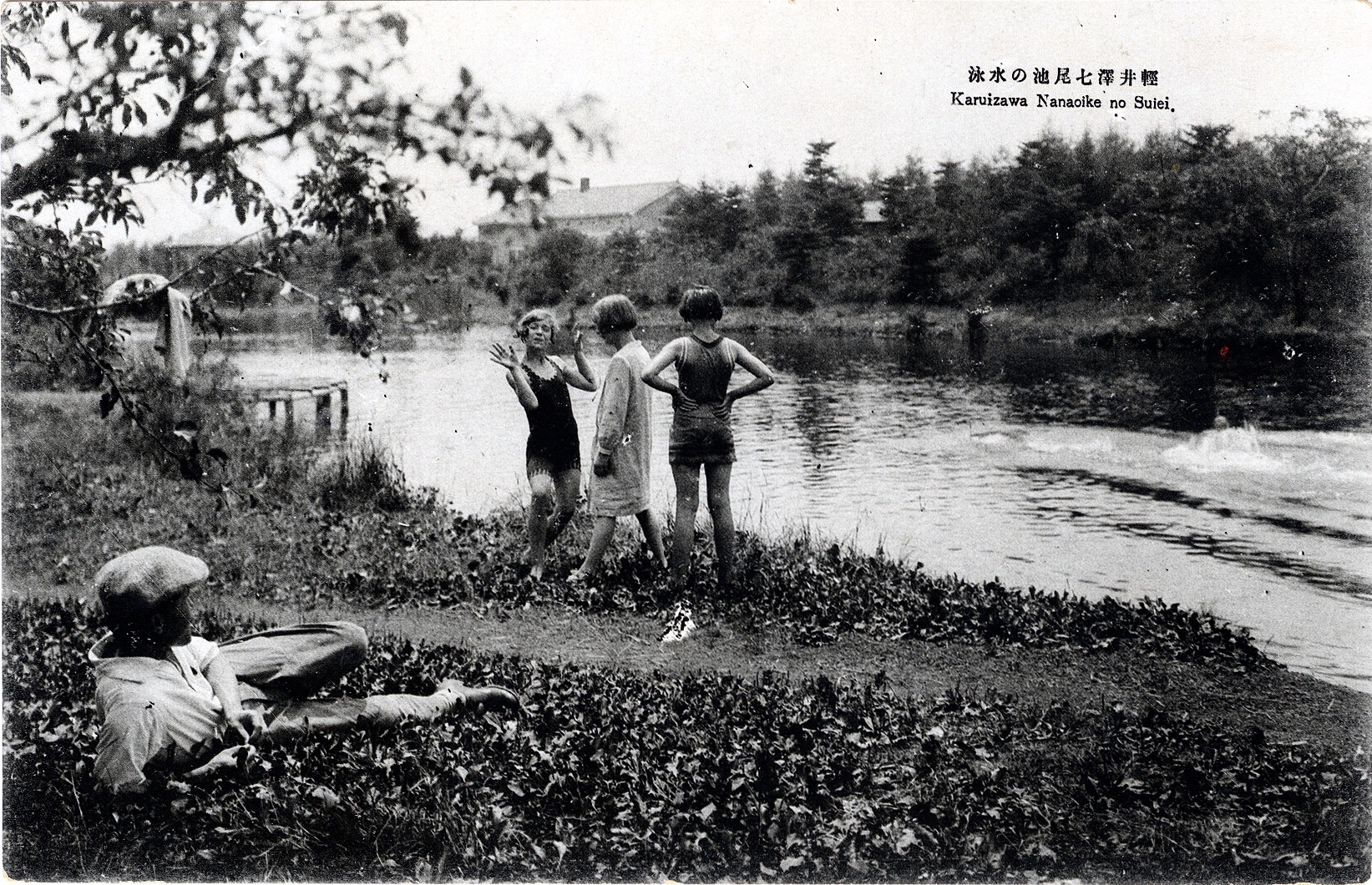
雲場池で水遊びする外国人少女達

レクリエーション/スポーツ
戦前に外国人を中心として西洋式余暇を企画・運営していた団体は、そのほとんどが外国人専用であったにもかかわらず、軽井沢では日本人にも解放されていた。テニスコートは、1892年創設の『軽井沢会テニスコート』が「ロイヤル・ロマンスの地」として全国的に知られている。また、このテニスコートで1917年に始まった「軽井沢国際テニストーナメント」は、日本最古のテニストーナメントである。ゴルフ場は、1919年に初めて『旧軽井沢ゴルフクラブ』が創設されて以降開発が進み、1976年には総数147ホールに達した。『旧軽井沢ゴルフクラブ』とともに名門ゴルフコースとして数えられる『軽井沢ゴルフ倶楽部』では、白洲次郎が理事、理事長を歴任したことで知られる。1987年からは、女子プロゴルフ選手権「NEC軽井沢72ゴルフトーナメント」が毎夏『軽井沢72ゴルフ北コース』で行われており、夏の風物詩の一つとなっている。
乗馬はかつての西洋人の娯楽として、また上流階級の嗜みとして、テニスやゴルフとともに軽井沢では人気のスポーツであった。明治、大正期から続く乗馬クラブは現存しないが、現在でも町内に数件ほど乗馬施設がある。1964年の東京オリンピックでは、軽井沢で総合馬術競技が行われた。ハイキングやサイクリングも古くから親しまれ、古写真や文学などにその姿を認めることができる。特に自転車は、現在よりもはるかに高価で庶民には手の届かない存在であった明治時代においても、軽井沢では女性が当然のように乗っていた。近代的な愛犬趣味も外国人避暑客によっていち早く流入している。他にも野球、クリケット、バスケットボール、水泳、登山、ピクニックなどは、かつての軽井沢では親しまれた。1908年には、これらのスポーツ組織が集まって『軽井沢運動協会』が結成されている。野外劇やダンスパーティー、音楽会（別項で詳述）、チェス大会なども開かれていたようである。
ウィンタースポーツとしては、スケートリンクの歴史は古く、1907年に初めて新軽井沢でオープンしている。戦後になって複数のリンクがオープンし、1963年には「世界オールラウンドスピードスケート選手権大会」が、1986年には「世界スプリントスピードスケート選手権大会」が軽井沢で開催されている。スキー場は、1935年に町南東部の押立山山麓に堤康次郎によって初めて建設された。1973年には『軽井沢プリンスホテルスキー場』（人工降雪機を使用）が開設され、現在まで人気を博している。1990年代以降はカーリングも人気となり、1998年に長野オリンピックのカーリング競技が、1999年からは毎年12月に「軽井沢国際カーリング選手権大会」が開催されている。

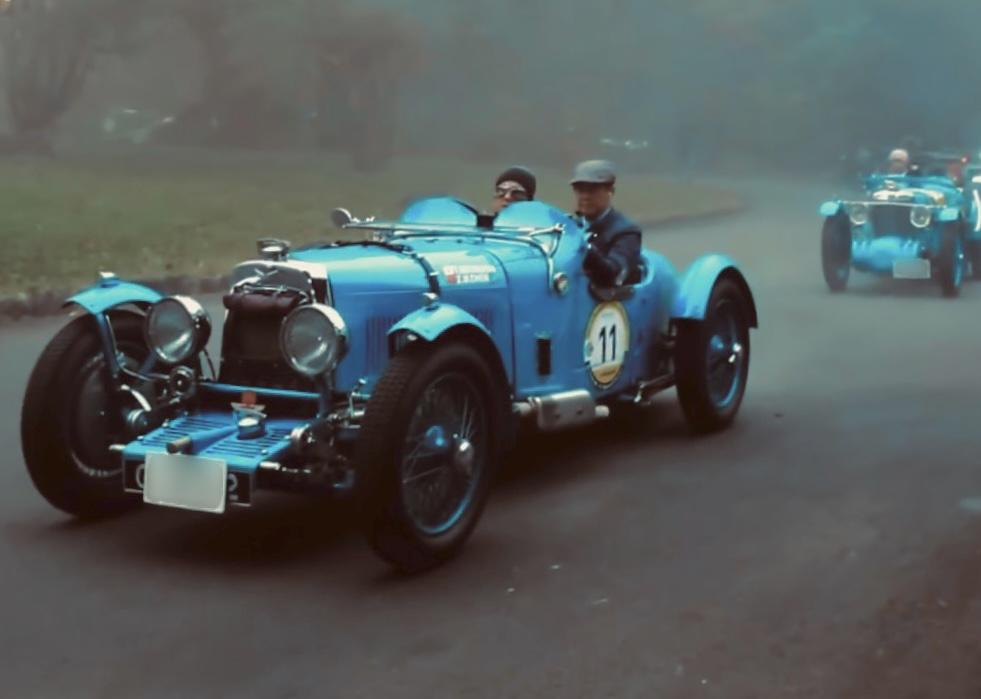
軽井沢を通過するクラシックカーイベント「ラ・フェスタ・ミッレミリア」（現在はルート外）

自動車でのドライブも古くから楽しまれていた。避暑地草創期の1907年には、英国人のThomas Bates Blowが1904年製のスイフト7HPで京都から軽井沢を目指す自動車旅行を敢行している。大正期の軽井沢では、田舎道を幌付きの自動車が走り、ブガッティなどのオープン・スポーツカーも数多く見られた。1933年には、北軽井沢にかけて「鬼押ハイウェー」が開通し、日本における有料道路の先駆けとなった。1956年には、北軽井沢に「浅間高原自動車テストコース」が創設され、戦後の日本モータースポーツ発祥の地となった。輸入車ディーラーのヤナセは、1962年から2012年にかけて、避暑地を自動車で訪れる顧客のための整備工場を軽井沢に毎夏開設していた。1980年には、松田芳穂によってクラシックカー展示施設の「軽井沢古典車館」が創設された。自動車評論家の小林彰太郎は、軽井沢を「昔から走って楽しい土地」と評し、英国王室のマイケル・オブ・ケント王子は、軽井沢が「コンクール・オブ・エレガンスを開催するのに理想的な場所になるだろう」と述べた。近年では『ジーロ・デ・軽井沢』をはじめとする自動車イベントが町内で春から夏、秋にかけて毎年頻繁に催され、人気を集める。
衣食
初期にこの地を訪れた西洋人たちは、地元の農家に清澄な土地に合ったキャベツやクレソン、ルバーブなどの西洋野菜の栽培法を教えた。これらは浅間高原の清涼な気候と風土に適していたため、その生産高は年を追う毎に増大し、それまでのヒエ、アワなどの雑穀類生産の細々とした農業から、今日ある高原野菜へと転換していった。同時に西洋の料理レシピも教えられ、ホテルで振る舞われたほか、個人的な出店も見られた。外国人の生活基盤は、住民が日用必需品を満たす商店を開業したことで整った。これらの店の多くは宿場町時代の旧道に連なり、商店街（旧軽井沢メインストリート）として隆盛していった。1912年には、新軽井沢も含めて西洋野菜やパン、食肉、牛乳などを販売する食品雑貨店が16軒、土産・美術工芸品店が3軒、洋服・靴販売店が2軒、写真館が2軒、ランドリーが1軒となる。他にも聖書・洋書を売る本屋や、京浜と京阪および上海などの洋品店や骨董品店が住民から店舗を借り受け、夏季に出張営業した。外国人の食生活に必須な冷蔵庫の冷却機能として天然氷を使用したため、製氷業も発達した。都市圏からやってきた洋品店は、中国大陸や日本の地方都市から来た外国人にとって、最新デザインの洋服を購入できる貴重な機会であった。現在でも旧軽井沢メインストリート沿いには、明治期から続く老舗が多く存在している。1950年に当地で精肉店をオープンしたドイツ人実業家ヘルマン・ウォルシュケによる、直伝の製法を受け継ぐ店が軽井沢で営業しているなど、外国人から学んだレシピを今日でも受け継いでいる食品販売店や飲食店は少なくない。かつてのロシア人避暑客・在住者がもたらしたピロシキなどの郷土料理は今日まで伝えられているほか、コーヒーや紅茶、洋菓子、ジャムなどの名物も外国人避暑客の間で供されていた歴史が端緒となっている。またジョン・レノンが『万平ホテル』のカフェに英国流ロイヤルミルクティーの製法を教えたことは、近年の逸話として知られている。
飲食店は、駅前や大通りのほか、別荘地内にも点在し、またその大半は西洋料理である。日本のフランス料理界を牽引した山本直文や辻静雄は、軽井沢の食文化の発展に貢献した。都市圏の人々が避暑に来るため、東京などから出店する形を取っている店は伝統的に多い。価格設定も都市圏と変わらず、巷では「東京24区」「軽井沢値段」とも言われている（別荘住民の金銭的余裕からという理由もあるが、観光的な面からも価格設定は概ね高めとなっている） 。近年では逆に、軽井沢で開業した店舗が首都圏に進出する例も多い。他にも最近では、都市圏と同様にカフェも店舗数が増加し激戦区となっている。ミシュラン三つ星シェフのエネコ・アチャ・アスルメンディやミシェル・ブラスが軽井沢への新店舗進出を模索するなど、近年ではその熱視線が再び海外からも及んでいる。
There are two churches, simple, but well appointed, a tennis club, golf links, stables for horses, and two or three large hotels, which give good accommodation. Grocers, butchers, and other tradesmen from Tokyo go up for the summer, and, greatest boon of all, there is generally a dressmaker's establishment in the village.（シンプルだが設備の整った2つの教会、テニスクラブ、ゴルフリンク、馬小屋、それから2軒から3軒の大きなホテルがあり、宿泊施設も充実している。東京から食料品店、肉屋、その他の商人が夏に向けて出店してくる。そして何よりの恩恵は、村にはたいてい洋裁店があることだ。）—アーサー・ロイド『Every-day Japan』（1909年）

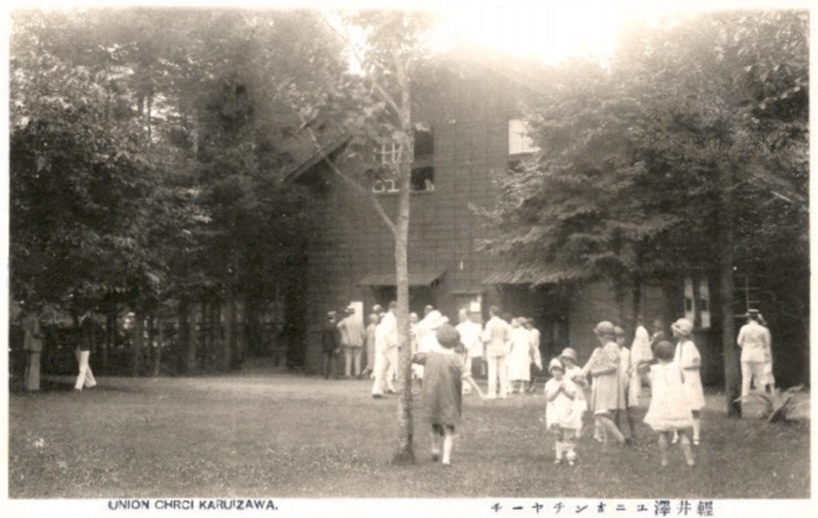
『軽井沢ユニオンチャーチ』の前に集う外国人避暑客達

音楽
旧軽井沢にある『軽井沢ユニオンチャーチ』は軽井沢で最も古い音楽堂（教会兼音楽堂）であり、夏には日本人と外国人を交えたクラシック音楽会が開かれていた。この建物のある通りは、当時の呼び名から「オーディトリアム通り」と名付けられており、現在でも夏になると定期的にコンサートが開かれている。旧軽井沢にある『軽井沢集会堂』（1922年竣工）もまた、古くから音楽会が開かれる場所として知られた。戦後になると、1957年から1959年の『二十世紀音楽研究所・現代音楽祭』、1961年の『Karuizawa Music Inn ~ Modern Jazz Meeting』、1963年の『Jazz Festival At Karuizawa Newtown』、1961年から1975年の『真夏の夜の夢』、1972年から1986年の『軽井沢音楽祭』など、大型の野外コンサートが立て続けに開催され、全国的な注目を集めた。その盛り上がりがピークに達したことを示すイベントとして、1986年に避暑地軽井沢100周年を記念して開催された大型野外音楽コンサート『Suntory Beer Sound Market ’86 In Karuizawa』があり、ジェフ・ベック、カルロス・サンタナ、スティーブ・ルカサーという3人の世界的ロック・ギタリストが軽井沢に集結した。ハープ奏者ヨセフ・モルナールによる「軽井沢ミュージックサマースクール」（1962年-）の開催や、音楽教育家のエロイーズ・カニングハムによる練習場兼音楽ホール「ハーモニーハウス」の建設（私財を投入し1983年に竣工、吉村順三設計）など、軽井沢に音楽文化を定着させるために尽力した避暑外国人の存在は戦後も確認されている。ソニー名誉会長で声楽家の大賀典雄が私財を投入して2005年に『軽井沢大賀ホール』を開館して以降、音楽イベントはもっぱらこのホールを中心に行われている。

### 物語が生まれる町
山奥の西洋の香り漂う小さな村に、夏の期間のみ外国人や上流階級が集うという特殊な様相であったことから、小説、映画など数多くの作品の舞台となり、また実際に数多くのエピソードが軽井沢で生まれている。
深い森や霧の情景に山荘、洋館、教会が点在している様と、避暑客のハイカラなイメージ像などが相まって、西洋風のラブロマンス、ミステリーやサスペンスの舞台として軽井沢は頻繁に登場する。著名なものに、堀辰雄や三島由紀夫、横溝正史、内田康夫らの小説がある。映画では、『生ける屍』（1918年）や『路上の霊魂』（1921年）など、西洋文学が原作の作品で軽井沢が舞台に選ばれている。また近年では、軽井沢とゆかりのある映画としてスタジオ・ジブリ作品があり、『風立ちぬ』（2013年）と『思い出のマーニー』（2014年）の2作品で製作の参考場所に選ばれている。
そして戦前の軽井沢は、日本人と外国人の出会いの場として初期の国際結婚の例が生まれ、戦後は、軽井沢が日本における教会ウェディングの発祥地となり、この地で著名人も数多く式を挙げている。
その高原へ夏ごとに集まってくる避暑客の大部分は、外国人か、上流社会の人達ばかりだった。ホテルのテラスにはいつも外国人たちが英字新聞を読んだり、チェスをしていた。落葉松の林の中を歩いていると、突然背後から馬の足音がしたりした。テニスコートの付近は、毎日賑やかで、まるで戸外舞踏会が催されているようだった。そのすぐ裏の教会からはピアノの音が絶えず聞えて。…—堀辰雄『麦藁帽子』（1932年）
軽井沢という言葉はなんと素晴らしい思い出を呼びさますことだろうか。—ノーマン・ライマー・ショー『Early years to 1913』（1991年）

### まちづくり
町による『軽井沢町の善良なる風俗維持に関する条例・要綱』や『軽井沢町の自然保護のための土地利用行為の手続等に関する条例及び軽井沢町自然保護対策要綱』、また県による『長野県景観条例』などの各種条例・要綱によって、良好な景観又は風致を維持するためのまちづくりが行われている。建造物の高さや外壁・屋根の色彩、屋外広告物の形状や面積、店舗の営業時間など、あらゆる場面で独自の制限が課せられている。
#大規模開発の起こりでも述べたように、軽井沢は寒冷地で元々農耕に適さない不毛な土地であったことに加え、江戸時代が終わると宿場町としての機能を失い歴史的な街並みも消失した。その中で偶然にも一人の宣教師が軽井沢を訪れ、避暑地・別荘地として土地を新たに開拓していったために、「日本の中の西洋」と言われるまでに西洋色・キリスト教色の強い町となり、そして町全体がリゾート地として開発されていった。現在の軽井沢の風景や観光名所は、その多くが避暑地として見出されて以降、人の手によって造り上げられたものである（景勝地として知られる雲場池や白糸の滝もその例外ではない）。
研究者の江川良武によれば、軽井沢が別荘地として発展した要因について、以下を挙げている。
- 関東周辺では最も広大な部類に入る、標高800-1200メートルの平地及緩傾斜地であること
- 鉄道や道路などの交通の利便性が他を抜きん出ていること
- 原野でなく宿場であるだけに、商店などのサービス業や道路網、生活用水、宿泊施設などのインフラが整っており、かつ交通事情の変化による宿場客の激減が、これらを避暑客に振り向ける余地があったこと
- 湿地であったことが多様な自然をもたらし、避暑客に潤いを与えたこと
- 強い開発意志や計画性に制約されず、別荘地が開発されていったこと（国籍や職種などの属性でコミュニティが固定されなかった）
- 日本随一と呼べるほどの重畳たる山並みもなく、やや単調な景観をなし、これといった見どころも少ない、また他の土地利用に置き換わるポテンシャルが少なかったため、観光地化や住宅地化の波に呑み込まれず、落ち着いた環境が維持されたこと
- 別荘数が100戸を超えて量的生産を続けたことで、廃屋が新しい家屋に置き換わり、景観を害さなくなる自己回復力があったこと

#### 建築様式
- 『ショーハウス記念館』（1888年/1986年復元）
- 岡田時太郎設計の『旧三笠ホテル』（1905年竣工）
- ウィリアム・メレル・ヴォーリズ設計の西洋建築『睡鳩荘』（1931年竣工）
- 吉村順三設計のモダニズム建築『軽井沢の山荘』（1962年竣工）
- ケンドリック・ケロッグ（英語版）設計のオーガニック建築『石の教会・内村鑑三記念堂』（1988年竣工）
- 西沢立衛設計の現代建築『軽井沢千住博美術館』（2011年竣工）

明治期は、宣教師の清貧で質素な生活様式を反映した建築物が多く造られた。ごく初期には、既存の民宿や民家の日本家屋を改装して別荘にした例も多かった。明治後期になると、屋根付きテラス（ベランダ）が出現し、それに伴い、玄関ポーチからテラスに向かって屋根が連なる「カバードポーチ」タイプが、軽井沢の典型的な建築様式となった。この屋根付きテラスの流行によって、避暑客は軽井沢に多い雨や霧などの天候を気にすることなく、テラスで食事や談笑を楽しむようになった。さらに、一階建てが多かった当時の日本の住宅とは違い、開放的に造られた二階建てで、一階は人の集う公室でテラスが主要な動線上にあり、二階が寝室、窓ガラスの窓枠が白色というのが外観上の特徴であった。また、戦前の日本人の生活は和洋折衷であったと言われるものの、折衷の割合からいえばまだ和の要素が強かった時代に、洋風の椅子座の起居様式に対応していた。家具には軽井沢彫が人気を集めた。外壁は、ヨーロッパの山岳・田園地帯に多く見られた板張り、木皮張りが一般的となり、煙突や建物の基礎部分には浅間石の石積みがあしらわれた。これら一連の様式は一般に「軽井沢バンガロー」と呼称され、一種のコロニアル様式であった。また、同時期には『万平ホテル』（1902年築、1936年に解体）や『旧三笠ホテル』（1906年築）といった、日本人の手による外国人のための豪華な洋風高級ホテルも出現した。
大正から昭和初期には、ウィリアム・メレル・ヴォーリズやアントニン・レーモンドらによって前述の特徴を引き継いだ外国人向けのシンプルな西洋建築が多く造られた。ヴォーリズに至っては、軽井沢で60軒余の建物の設計を担当した。その一方で、建設会社あめりか屋などによる日本の上流階級向けの豪華絢爛な西洋建築（主にチューダー様式がベース）も散見されるようになる。そして別荘地開発が進み、それまで旧軽井沢に密集していた別荘は、西側、南側へと範囲を拡大していった。なおこの時代までの別荘は、そのほとんどが夏仕様であったが、夏でも朝晩や曇りや雨のときには気温が落ち込むため、暖炉や薪ストーブなどの暖房設備は多くの家に備わっており、「軽井沢バンガロー」では土管の煙突が特徴的であった。
戦後に入ると、避暑に訪れる外国人は減少し、日本人向けの別荘地・観光地として隆盛した。高度経済成長や別荘ブームの影響もあり、地元建設業者や大手ハウスメーカーによる中価格・高価格帯の別荘が増加した。その中には、軽井沢バンガローや上流階級向けの西洋建築のイメージを踏襲した様式が多く含まれており、軽井沢バンガローの後継として、特に吉村順三設計の別荘群は著名である。また企業や大学の保養所や大規模なリゾートマンション、観光客向けのペンションなども多く建てられるようになる。そしてそれと同時に「建築の実験場」としても機能しはじめ、現代建築やデザイナーズ住宅も散見されるようになった。鈴木エドワードによる独創的な別荘群は知られている。2017年には、ニューヨークタイムズに軽井沢の独創的な建築群が紹介された。
リゾートマンションについては、町は2001年に「このままマンション建設が続けば軽井沢の良質な別荘環境は壊れてしまう」として、軽井沢の良質な別荘環境を守るため『マンション軽井沢メソッド宣言』を発表、2005年にはこの理念を更に推し進めるものとして『軽井沢まちなみメソッド宣言』を発表し、開発を規制した。また町は、2009年から自然保護対策優良事業として『軽井沢緑の景観賞』を設置、「自然環境の保全、良好な景観の形成に積極的に取り組んでいる宅地、別荘地の造成、建築などの事業」に対して認定証を贈呈している。また歴史的建造物の保存を推進するため、2016年よりイギリス発祥の銘板制度『ブルー・プラーク』を導入、そして有形文化財への登録も積極的に行なっている。しかしながら、ディベロッパーによる周囲の環境を乱すような建築や歴史的建造物の解体・取り壊しの例は、未だにあとを絶たない。

#### 別荘地づくり

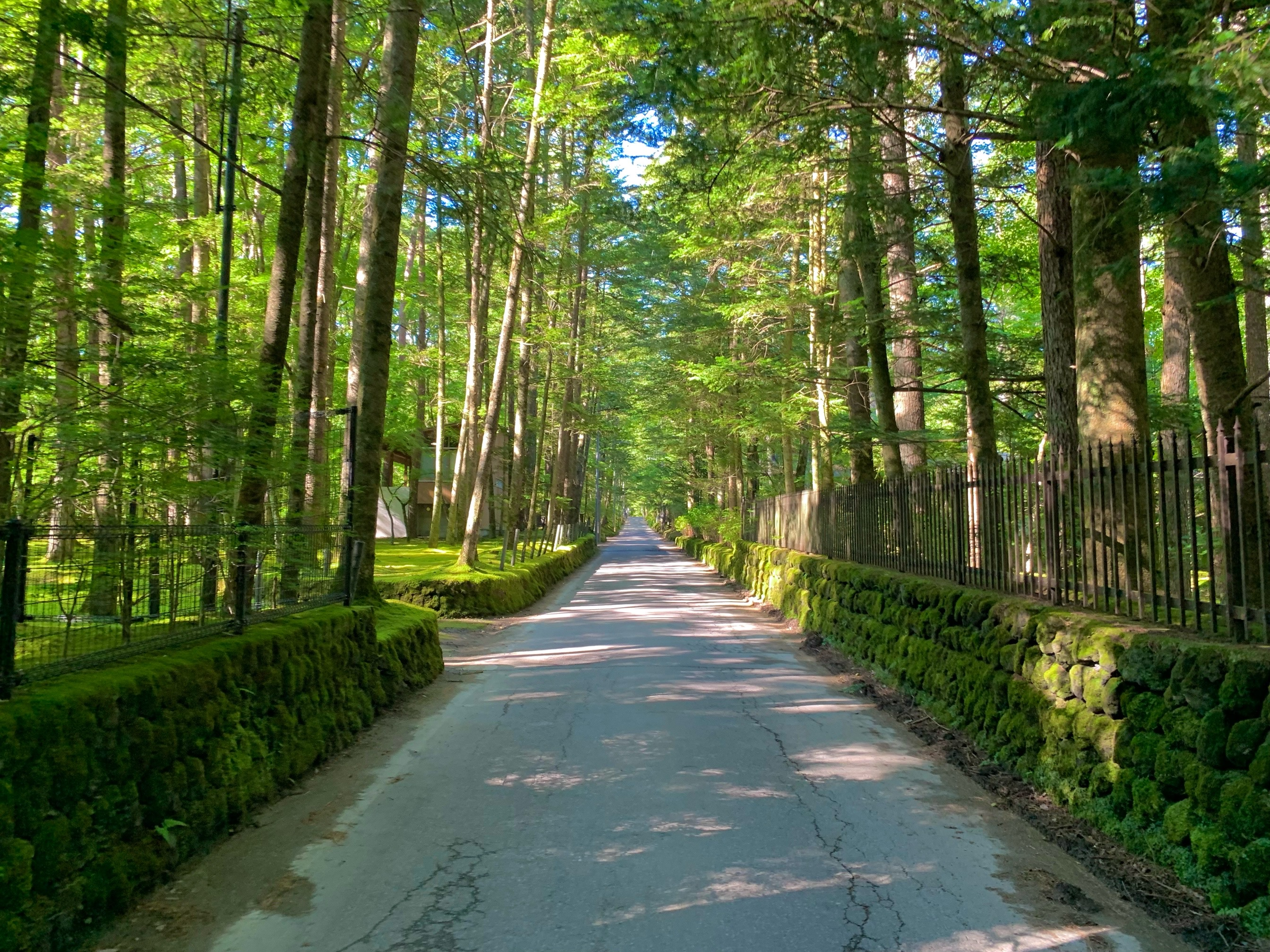
典型的な別荘地の風景

軽井沢では、計画的な別荘地づくりが極めて早い時期から確立していた。1910年には、旧軽井沢愛宕山の南麓に地元住民によって、日本初とも言える分譲別荘地開発がなされ、1917年には、堤康次郎によって、土地に建物を付けて売る「建売方式」が別荘で初めて取り入れられている。1926年には、別荘数の増加に伴い、軽井沢郵便局によって、別荘固有の住所である「ハウス番号」が導入され、現在でも稼働している。しかし現在見られるような別荘地の景観形成に最も影響を与えたのは、1915年頃から野澤源次郎によって始められた大規模な別荘地開発事業であり、当時の雑誌には以下のように記されている。
現停車場を中心として放射状の大道路を開馨せんとした、該道路は四間幅を最上とし三間幅二間幅等の各等差を附し現に徳川公、大隈侯、細川侯等の別邸にそえる四間道路は道路の両側に落葉松、白樺などの道路樹を植えて防風日防け美観等を兼ねしめ路上は又一面に浅間バラストを以て覆われたる為如何なる暴風にも砂塵を揚げず又如何なる豪雨にも泥淳とならず自動車にても馬車にても自由に往還し得る如き理想的の交通網を造ったのである。 —「理想的避暑地を造る為に」『住宅』（1917年8月号）
別荘地づくりの特徴として、各種条例や要綱で定められた規則に準じた建築が立ち並ぶとともに、古くからの所有者たちによって自主的に受け継がれてきた、所有区を区切るモミの植栽や石積み（石垣）をその象徴とする景観の統一性が挙げられる。2007年には、旧軽井沢の別荘地が「美しい日本の歴史的風土100選」に選出された。また、2023年時点で景観住民育成協定に町内6地区が認定されている。

#### 文化の継承と発信
町の指定管理者で観光振興を担う『軽井沢観光協会』では、堀辰雄の軽井沢を舞台にした小説から着想を得て、2005年に町の観光ビジョンを「美しい村」に決定し、地域内外に避暑地・別荘地としてのイメージを核とした軽井沢の魅力を発信している。協会の運営する観光案内所『軽井沢観光会館』は、同じ場所にあった明治期の郵便局を模した外観となっており、旧軽井沢メインストリートのシンボル的存在となっている。
また1979年より、広川小夜子によって雑誌『かるいざわメイト』が創刊、現在は『軽井沢ヴィネット』に名を変え、軽井沢の歴史や避暑地・別荘地としての魅力を中心に、様々な情報が発信されている。他にも軽井沢の近代史に焦点を絞った書籍は多数出版されており、いち別荘地としては異例の情報量である。

## 広い意味での軽井沢
ブランド価値の高い地名であるため、周辺の自治体においても「軽井沢」を名乗る場所や施設名が多数存在する。軽井沢町内の「旧軽井沢」「新軽井沢」の呼称になぞらえた表現である。「旧軽井沢」「新軽井沢」以外は軽井沢町内の「中軽井沢」「南軽井沢」を含めてすべて別荘地開発に由来する地名である。
一方、軽井沢町では、ブランドとしての「軽井沢」を守るために、2021年（令和3年）3月に商工会・観光協会・旅館組合と共同で軽井沢町に事業所を置かない企業が企業名や商品名を用いることに自粛を求める声明を出している。これは近隣市町村の企業・団体を念頭に置いたものであるが、強制力を伴うものではなく、地名として確立している北軽井沢や西軽井沢に関しては対象外としている。

### 地名として確立しているもの
北軽井沢
群馬県吾妻郡長野原町大字北軽井沢及びその周辺から嬬恋村大字鎌原・大字大前方面まで、軽井沢町の北側に接する群馬県吾妻郡内の広い範囲で使用されている。北軽井沢の中心部は元々「地蔵川」という地名であったが、軽井沢の北に位置していることから北軽井沢と称するようになった。旅行ガイドブックや観光案内等では北軽井沢も軽井沢の一部として扱われることが多いが、軽井沢町内とは別の地域として独自の歴史を有している。
軽井沢町内に比べ標高が高く、冬は寒さが非常に厳しいが、旧軽井沢周辺にあるような独特の湿気は少ない。元は開拓農地であり、現在も牧場が点在しているほか、高原野菜の栽培が盛んな地として知られる。
軽井沢町内の千ヶ滝（中軽井沢）や南軽井沢同様大正時代には西武資本による開発が進んでいた。このため「中軽井沢」「南軽井沢」同様に大正時代以来地名として使用されており、戦後長野原町の公式の大字名に採用されるに至っている。軽井沢の景勝地として知られる「鬼押出し」はこの地にある。1920年（大正9年）、箱根土地傘下の沓掛遊園地株式会社は、鬼押出し六里ヶ原の国有地80万坪の払下げを受け、観光地として開発に着手した。翌年の1921年（大正10年）から道路整備を進め、1928年（昭和3年）には将来の高原鉄道敷設（実現せず）を見据えつつバス運行を開始。1933年（昭和8年）8月には軽井沢町内から有料道路鬼押ハイウェーを開通させた（1973年（昭和48年）12月、同じく西武資本が開発を進めていた万座温泉に至る有料道路万座ハイウェーが開通し、鬼押ハイウェーと併せて「浅間白根火山ルート」となった）。
これに対し草軽電気鉄道を傘下に収めた東急グループが嬬恋村内に町有地を持っていた長野原町と提携し、戦後観光開発に参入。嬬恋村を中心に開発を進めていた西武グループと競合している（鬼押出し園・浅間園参照）。戦後のこの地域の大掛かりな別荘地開発は三井不動産によるものである。嬬恋村は産業別就業者数においてサービス業従事者が最も多くなっている。
西軽井沢
軽井沢町内の大字追分・大字茂沢から西隣の北佐久郡御代田町（旧茂沢村は旧伍賀村を経て1956年（昭和31年）9月30日に御代田町となったが、翌1957年（昭和32年）2月1日、旧茂沢村の一部が御代田町から分離し軽井沢町に編入したため、以後大字茂沢は御代田町と軽井沢町に跨って存在している）方面で使用され、観光施設や事業所などの名称に見られる（西軽井沢ケーブルテレビなど）。大字長倉の借宿・大日向など大字追分に接し比較的後から別荘地開発が始まった地区もこの範囲に含まれる。
追分宿は浅間三宿の中では唯一現在まで宿場町の面影を残しており、旧軽井沢・中軽井沢界隈とは異なる雰囲気である。また追分周辺は軽井沢町内の他地域に比べ標高が高く、寒さが厳しい。気象庁の軽井沢特別地域気象観測所（アメダス。旧称・軽井沢測候所）は追分の山の中にあり、天気予報で使用される「軽井沢の天気」「軽井沢の気温」は追分で観測されたデータが基になっている。
追分には堀辰雄・立原道造・室生犀星らゆかりの文化人も多いが、別荘地開発は戦後から行われるようになった。商業施設やレジャー施設が少ないことから、追分文化村など未舗装道路を残し自然や鄙びた雰囲気を維持した別荘地が造られている。「西軽井沢」という呼称は1970年代、別荘地開発が追分から御代田町方面に広がった頃から散見されるようになっている。軽井沢町内を含んでいることもあり観光案内等でも用いられている。
1966年（昭和41年）、総武都市開発は茂沢の森泉山北側の土地390ヘクタールを4億2000万円で地元の財産組合から購入し、一帯の別荘地開発に着手。同社は1億2000万円を投じ湯川の峡谷に軽井沢大橋（所在地は御代田町。1969年（昭和44年）6月竣工）を架橋、延長20キロメートルの舗装道路を整備した。1985年（昭和60年）にはゴルフ場の建設計画を公表、1996年（平成8年）に森泉カントリークラブとして開業した。
2007年（平成19年）、総武都市開発は経営破綻したが、別荘地は別の経営者が入って維持されている。森泉カントリークラブはPGMホールディングス系列の会社の手に渡り、「グランディ軽井沢ゴルフクラブ」として存続している。バブル期にはエクシブや紀州鉄道など後発の企業もこの地域のリゾート開発に参入した。
御代田町側にも湯川渓谷・露切峡などの景勝地があり開発が進んだが、軽井沢方面より佐久インターチェンジや佐久平駅のほうが近い別荘地もある。御代田町も軽井沢町に次いで標高が高いが、水利が改善され地味にも恵まれたため軽井沢町に比べ農業に適しており、軽井沢町では行われていないクラインガルテン（「滞在型市民農園」）もある。

### 地名として確立していないもの
奥軽井沢
「浅間高原」「嬬恋高原」とも称する。群馬県嬬恋村大字鎌原・大字大前・大字干俣方面の別荘地・観光施設や商品等の名称に見られ、西側は四阿山を挟んで菅平高原に接する。バブル時代のリゾート開発が盛んに行われた頃から見られるが、この地域も北軽井沢エリアの一部であるため、用例は必ずしも多くない。「北軽井沢」の呼称が併用されている例もある。
「奥軽井沢」の呼称は使用していないものの、嬬恋村では「軽井沢」の地名を用いた別荘地開発や温泉掘削などが1920年（大正9年）から西武資本・箱根土地によって行われており、同社の事業においては浅間山北麓一帯を「軽井沢の高原」等と呼んでいる。その後1970年代から1980年代にかけて安達事業グループが大字大前に軽井沢を称するホテルやレジャー施設を開業し、温泉を掘削。源泉名は「奥軽井沢温泉」となっている。
東軽井沢
群馬県安中市松井田町方面の別荘地・観光施設等の名称に使用されているが、「碓氷」「妙義」「榛名」など別の呼称も観光用の呼称として併用されている。2001年（平成13年）に開業した碓氷峠の森公園交流館「峠の湯」では源泉を「東軽井沢温泉ゆたかの湯」と称している。バブル時代のリゾート開発が盛んに行われた頃から見られるが用例は必ずしも多くはなく、松井田町和美峠方面では「東軽井沢」ではなく「南軽井沢」と称した別荘地開発も行われている。
このエリアにおいては明治時代初期に霧積温泉にて温泉旅館が季節営業を始めている。霧積温泉には軽井沢が別荘地として開かれる以前から別荘が建てられ、避暑地として知られた。伊藤博文、勝海舟、岡倉天心、西條八十、与謝野鉄幹・与謝野晶子夫妻、幸田露伴ら多くの政治家や文化人らも訪れている。ショーも温泉を訪れ、温泉紹介所を開設した。英文の広告を発行し、外国人に霧積温泉を紹介している。
ショーが軽井沢に初めての別荘を設けた1888年（明治21年）より霧積温泉でも本格的な開発が始まり、温泉地・避暑地として栄えた。しかし1910年（明治43年）に山津波が発生し、42軒あった温泉旅館が流され、温泉街・別荘は壊滅。2軒の温泉旅館が被害を免れ、営業を続けたが、避暑地としては終焉を迎えている。
軽井沢町峠町・旧碓氷峠見晴台側から旧中山道（現在は山道のみ）沿いの松井田町峠方面にかけては1970年代に小規模な別荘地開発（見晴台別荘分譲地）が行われ、ペンションなども建てられたが、1990年代には衰退。別荘・ペンションはすべてなくなり、一部は廃墟となって残っている。軽井沢町峠町側には別荘はない。
2023年8月7日には、磯部温泉を「東軽井沢温泉」と銘打った『碓氷峠登山鉄道アトラクション』及び『東軽井沢温泉』の高付加価値化プログラム造成事業」への初会合が開かれた。台湾からの訪日客向け旅行商品となる。

## ○○の軽井沢
避暑地、観光地等のキャッチフレーズとして呼ばれることがある。
- 都心（東京）の軽井沢 - 桜新町（東京都）

1913年（大正2年）に「東京の軽井沢」の名のもとに分譲地として売り出された。
- 海辺の軽井沢 - 沼津市（静岡県）[222]
- 東海の軽井沢 - ひるがの高原（岐阜県郡上市）[223]
- 関西の軽井沢 - 青山高原（三重県）[224]、鈴蘭台（兵庫県）[225]、天川村（奈良県）[226]、四條畷市（大阪府）[227]

鈴蘭台は、1928年（昭和3年）に「関西の軽井沢」の名のもとに分譲地として売り出された。四條畷市は、1934年（昭和9年）頃に発行されたパンフレットで「関西の軽井沢」と紹介された。
- 海の軽井沢 - 賢島（三重県）

昭和初期に「海の軽井沢」を目指して開発が行われた。
- 西の軽井沢 - 蒜山高原（岡山県）[229]、六甲山（兵庫県）[230]、雲仙（長崎県）[231]
- 四国（伊予）の軽井沢 - 久万高原（愛媛県）[232]
- 九州の軽井沢 - 由布院・九重高原（大分県）[233]、五ヶ所高原（宮崎県）[234]

五ヶ所高原は、1890年（明治23年）に登山家のウォルター・ウェストンが訪れ「九州の軽井沢」と賛嘆した。
- 中国の軽井沢 - 廬山（中国江南省）[235]
- フィリピンの軽井沢 - バギオ（フィリピン共和国ベンゲット州）

軽井沢町と姉妹都市の関係にある。